# Sagrada Família
Bazilica și Templul Expiatoriu Sagrada Família, cunoscută și sub numele de Sagrada Família, este o biserică aflată în construcție în cartierul Eixample din Barcelona, Catalonia, Spania. Este cea mai mare biserică catolică neterminată din lume. Proiectată de arhitectul catalan Antoni Gaudí (1852–1926), în 2005 lucrarea sa la Sagrada Família a fost adăugată la un sit al Patrimoniului Mondial UNESCO deja existent (1984), intitulat „Lucrările lui Antoni Gaudí”. Pe 7 noiembrie 2010, Papa Benedict al XVI-lea a consacrat biserica și a proclamat-o bazilică minoră.
Construcția Sagrada Família a început pe 19 martie 1882, sub conducerea arhitectului Francisco de Paula del Villar. În 1883, când Villar a demisionat, Gaudí a preluat conducerea proiectului, transformându-l cu stilul său arhitectural și inginerește, combinând forme gotice cu elemente curbilinii din stilul Art Nouveau. Gaudí și-a dedicat restul vieții acestui proiect și este îngropat în cripta bisericii. La momentul morții sale, în 1926, mai puțin de un sfert din proiect era finalizat.
Bazându-se exclusiv pe donații private, construcția Sagrada Família a progresat lent și a fost întreruptă de Războiul Civil Spaniol. În iulie 1936, anarhiștii din FAI au incendiat cripta și au intrat cu forța în atelier, distrugând parțial planurile originale ale lui Gaudí. În 1939, Francesc de Paula Quintana a preluat conducerea șantierului, care a putut continua cu materialul salvat din atelierul lui Gaudí și reconstruit din planurile publicate și fotografii. Construcția a reluat progresul intermitent în anii 1950. Progresele în tehnologii precum proiectarea asistată de calculator și controlul numeric computerizat (CNC) au permis o avansare mai rapidă, iar construcția a trecut de jumătatea drumului în 2010. În 2014, se anticipa că clădirea va fi finalizată până în 2026, la centenarul morții lui Gaudí, dar acest calendar a fost amenințat de încetinirile cauzate de pandemia de COVID-19 din 2020-2021. În martie 2024, o prognoză actualizată a reconfirmat o posibilă finalizare a clădirii în 2026, deși s-a anunțat că lucrările la sculpturi, detalii decorative și o scară propusă, controversată, care va duce la ceea ce va deveni intrarea principală, sunt așteptate să continue până în 2034.
Descriind Sagrada Família, criticul de artă Rainer Zerbst a spus că „probabil este imposibil să găsești o clădire bisericească asemănătoare în întreaga istorie a artei”, iar Paul Goldberger o descrie ca fiind „cea mai extraordinară interpretare personală a arhitecturii gotice de la Evul Mediu încoace”. Bazilica nu este biserica catedrală a Arhidiecezei de Barcelona, deoarece acest titlu îi revine Catedralei Sfintei Cruci și a Sfintei Eulalia (Catedrala din Barcelona).

## Istorie

### Origini
Sagrada Família a fost inspirată de un librar, José María Bocabella, fondatorul Asociației Spirituale a Devoților Sfântului Iosif. După o vizită la Vatican în 1872, Bocabella s-a întors din Italia cu intenția de a construi o biserică inspirată de bazilica din Loreto. Cripta absidei bisericii, finanțată prin donații, a fost începută pe 19 martie 1882, de sărbătoarea Sfântului Iosif, conform designului arhitectului Francisco de Paula del Villar, al cărui plan era pentru o biserică de tip neogotic, cu o formă standard. Cripta absidei a fost finalizată înainte de demisia lui Villar pe 18 martie 1883, când Antoni Gaudí a preluat responsabilitatea proiectului, pe care l-a schimbat radical. Gaudí a început lucrările la biserică în 1883, dar nu a fost numit Arhitect Director până în anul 1884.

### Secolul al XX-lea

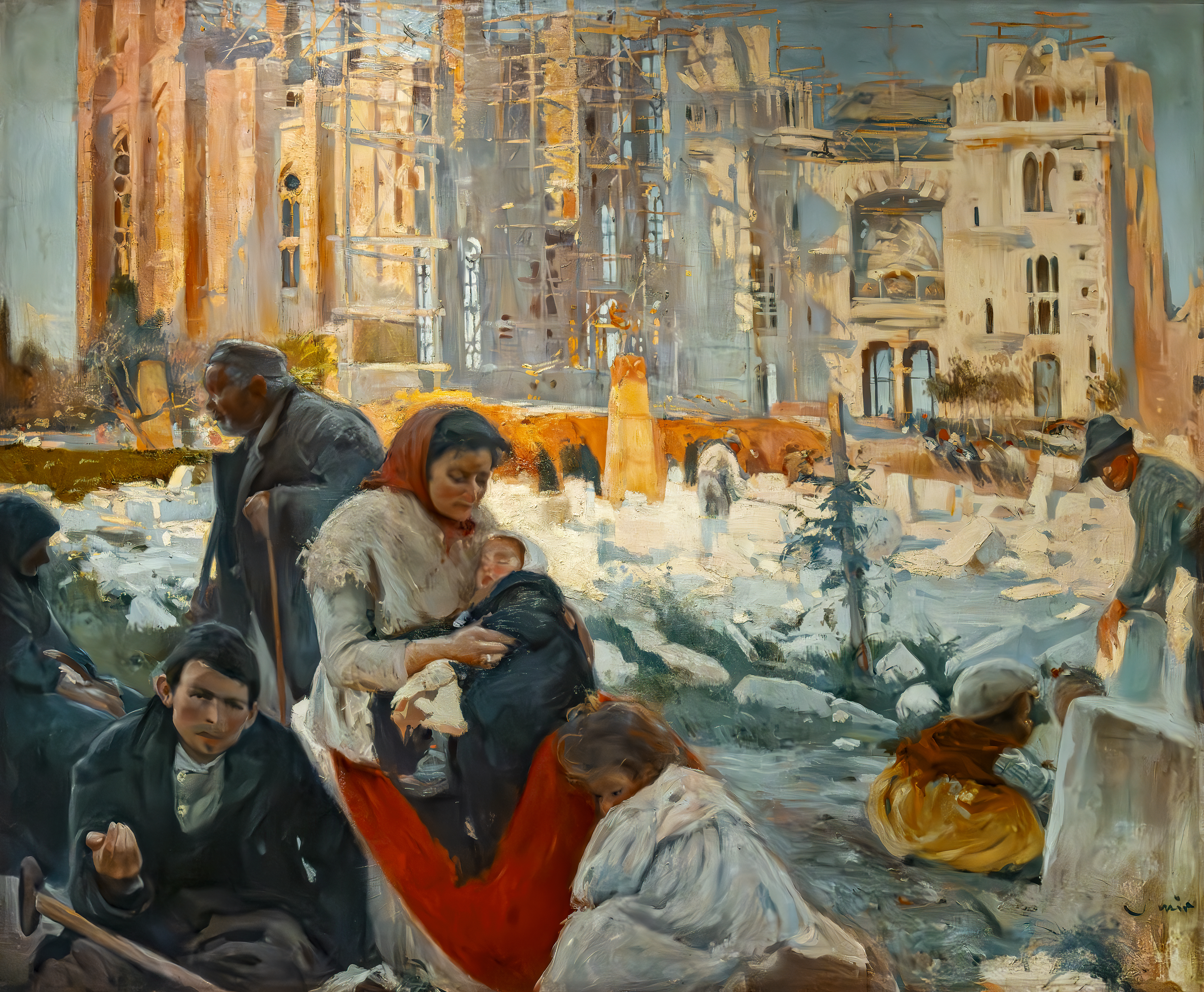
„Catedrala săracilor”, de Joaquim Mir, 1898

Referitor la perioada extrem de lungă de construcție, se spune că Gaudí ar fi remarcat: „Clientul meu nu se grăbește.” Când Gaudí a murit în 1926, bazilica era între 15 și 25 la sută finalizată. După moartea lui Gaudí, lucrările au continuat sub conducerea principalului său discipol, Domènec Sugrañes i Gras, până când au fost întrerupte de Războiul Civil Spaniol în 1936. Părți din bazilica neterminată, precum și modelele și atelierul lui Gaudí au fost distruse în timpul războiului. Designul actual se bazează pe versiuni reconstruite ale planurilor care au fost arse într-un incendiu, precum și pe adaptări moderne. Din anul 1940, arhitecții Francesc Quintana, Isidre Puig Boada, Lluís Bonet i Garí și Francesc Cardoner au continuat lucrările. Iluminarea a fost proiectată de Carles Buïgas. Directorul lucrărilor până în 2012 a fost fiul lui Lluís Bonet, Jordi Bonet i Armengol. Armengol a început să introducă calculatoarele în procesul de proiectare și construcție în anii 1980.

### Secolul al XXI-lea

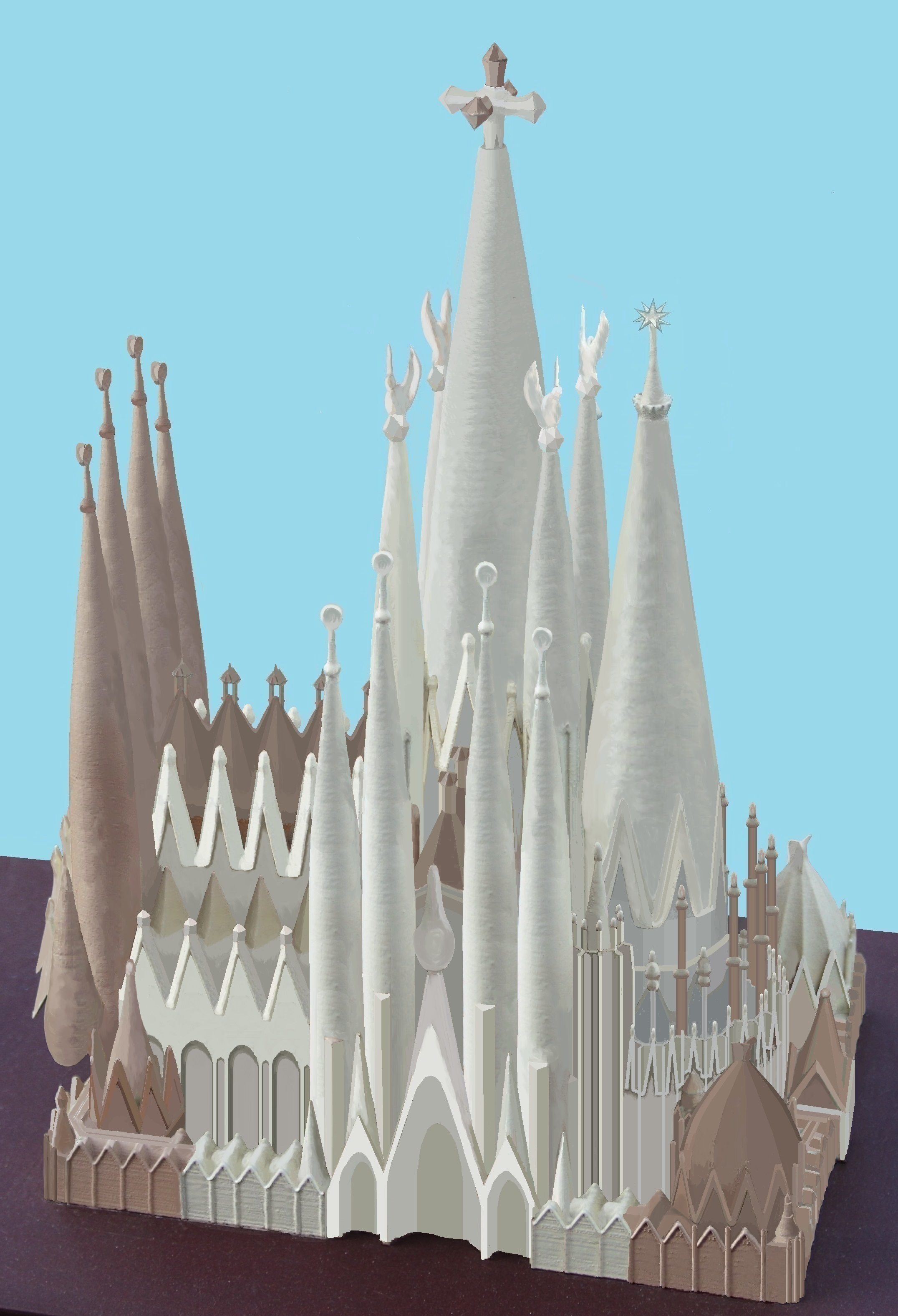
În acest model, părțile rămase de construit sunt indicate în maro (2023).

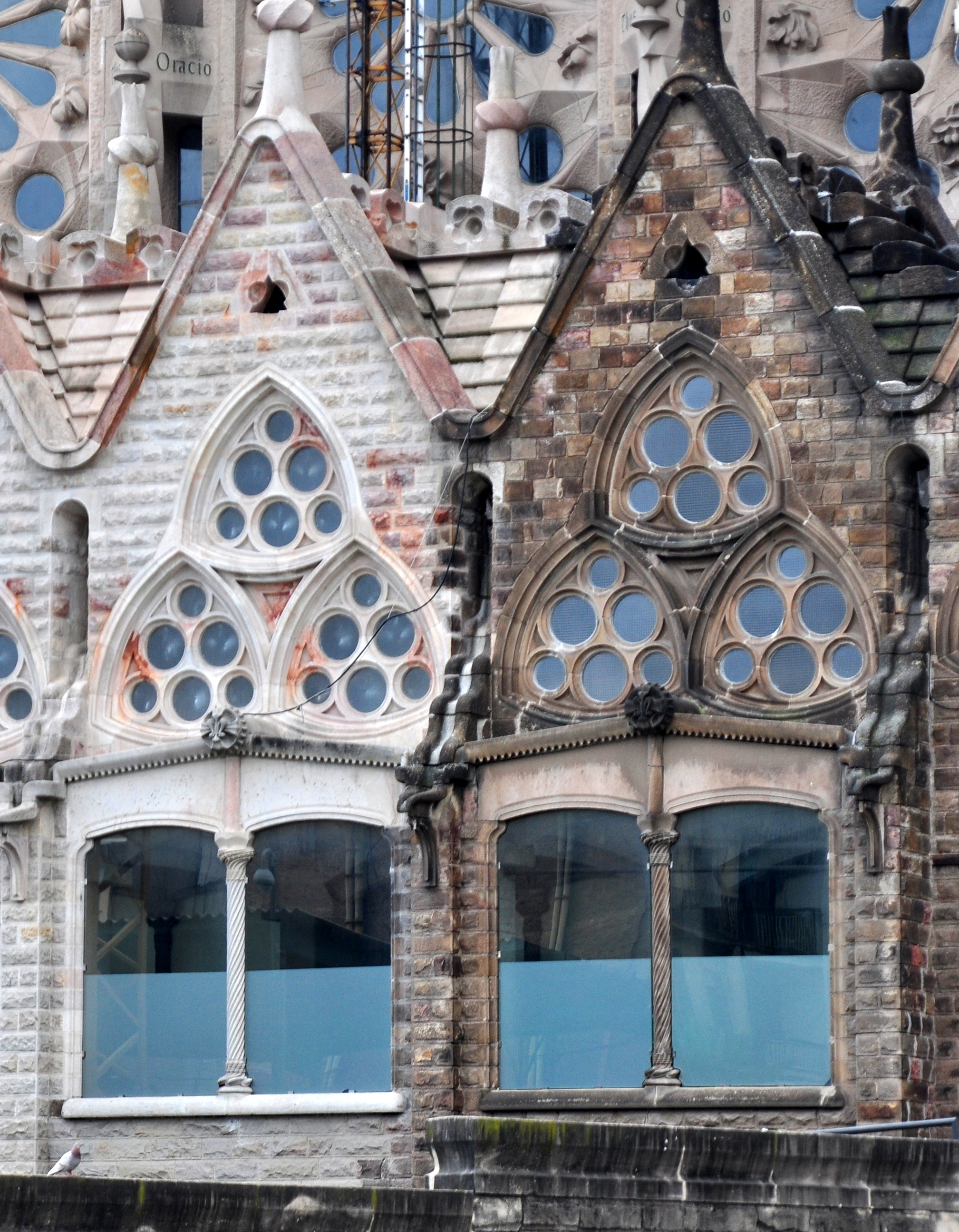
Noua zidărie de la Sagrada Família (stânga) este vizibilă în contrast cu secțiunile mai vechi, pătate și erodate de vreme (dreapta).

Boltele navei centrale au fost finalizate în anul 2000, iar principalele sarcini de atunci au fost construcția bolților transeptului și a absidei. În 2002, clădirea Școlilor Sagrada Família a fost mutată din colțul estic al amplasamentului în colțul sudic și a început să găzduiască o expoziție. Școala a fost proiectată inițial de Gaudí în 1909 pentru copiii muncitorilor care lucrau la construcție.
Începând cu 2006, lucrările s-au concentrat pe intersecția și structura de susținere a turnului principal al lui Iisus Hristos, precum și pe închiderea sudică a navei centrale, care va deveni Fațada Gloriei. Tehnologia de proiectare asistată de calculator a permis prelucrarea pietrei în afara șantierului cu ajutorul unei mașini de frezat CNC, în timp ce în secolul XX piatra era sculptată manual. În 2008, unii arhitecți catalani renumiți au susținut oprirea construcției pentru a respecta designurile originale ale lui Gaudí, care, deși nu erau exhaustive și au fost parțial distruse, au fost parțial reconstruite în ultimii ani.
Din 2013, trenurile de mare viteză AVE au trecut în apropierea Sagrada Família printr-un tunel care traversează centrul Barcelonei. Construcția tunelului, care a început pe 26 martie 2010, a fost controversată. Ministerul Lucrărilor Publice din Spania a susținut că proiectul nu prezintă niciun risc pentru biserică. Inginerii și arhitecții Sagrada Família au fost în dezacord, spunând că nu există garanții că tunelul nu va afecta stabilitatea clădirii. Patronatul Sagrada Família și asociația de cartier AVE pel Litoral au condus o campanie împotriva acestei rute pentru AVE, fără succes. În octombrie 2010, mașina de săpat a ajuns sub biserică, sub locația fațadei principale. Serviciul prin tunel a fost inaugurat pe 8 ianuarie 2013. Calea ferată din tunel utilizează un sistem Edilon Sedra în care șinele sunt încorporate într-un material elastic pentru a atenua vibrațiile.
Nava principală a fost acoperită și un orgă a fost instalată la mijlocul anului 2010, permițând ca clădirea, încă neterminată, să fie folosită pentru liturghii. Biserica a fost sfințită de Papa Benedict al XVI-lea pe 7 noiembrie 2010, în fața unei congregații de 6.500 de persoane. Alte 50.000 de persoane au urmărit slujba de sfințire din afara bazilicii, unde peste 100 de episcopi și 300 de preoți au fost prezenți pentru a distribui Sfânta Împărtășanie.
În 2012, Jordi Faulí i Oller, născut în Barcelona, a preluat funcția de arhitect al proiectului. Mark Burry din Noua Zeelandă servește drept Arhitect Executiv și Cercetător. Sculpturile realizate de J. Busquets, Etsuro Sotoo și controversatul Josep Maria Subirachs împodobesc fațadele fantastice.
Arhitectul-șef Jordi Faulí a anunțat în octombrie 2015 că un procent de  70% din construcție era finalizată și că a început faza finală a ridicării celor șase turnuri imense. Se preconiza ca turnurile și cea mai mare parte a structurii bisericii să fie finalizate până în 2026, centenarul morții lui Gaudí; conform unei estimări din anul 2017, elementele decorative ar trebui să fie finalizate până în 2030 sau 2032. Taxele de intrare ale vizitatorilor, între 15 și 20 de euro, finanțează bugetul anual de construcție de 25 de milioane de euro. Finalizarea structurii va utiliza piatră post-tensionată.
Începând cu 9 iulie 2017, o liturghie internațională este celebrată la bazilică în fiecare duminică și în zilele de sărbătoare obligatorie, la ora 9 dimineața, și este deschisă publicului (până când biserica se umple). Ocazional, liturghii sunt celebrate la alte ore, pentru care este necesară o invitație. Când sunt programate liturghii, instrucțiunile pentru obținerea unei invitații sunt publicate pe site-ul bazilicii. De asemenea, vizitatorii pot să se roage în capela Sfântului Sacrament și a Penitenței.
Piatra folosită inițial în construcție provenea de pe Muntele Montserrat, dar a devenit evident că, pe măsură ce exploatarea carierei avansa, piatra era din ce în ce mai fragilă și a fost nevoie să se găsească o sursă alternativă. Din 2018, piatra necesară pentru finalizarea construcției este obținută din cariera Withnell din Brinscall, lângă Chorley, Anglia.

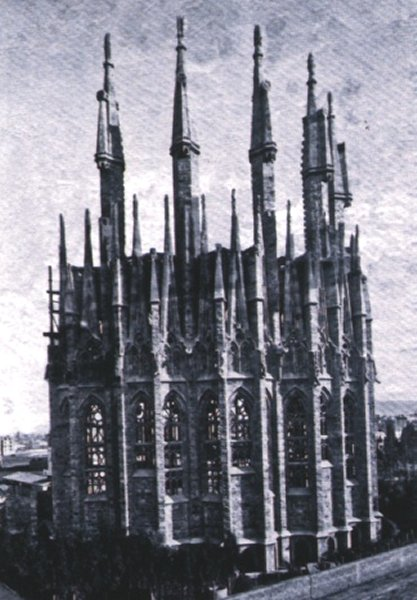
Absida în 1893
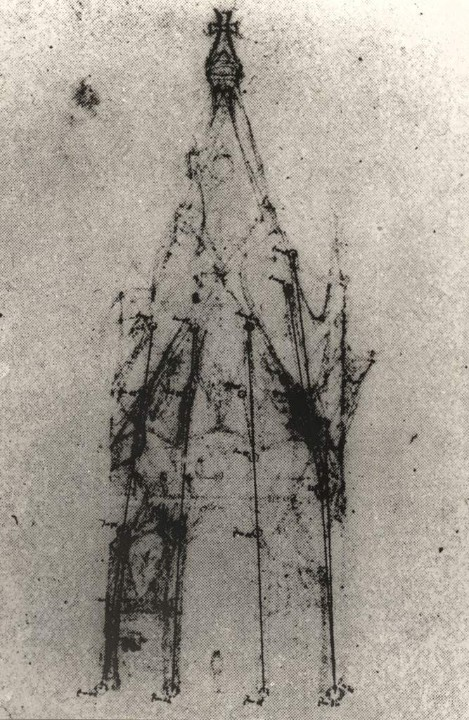
Schiță a Capelei Adormirii Maicii Domnului, de Gaudí
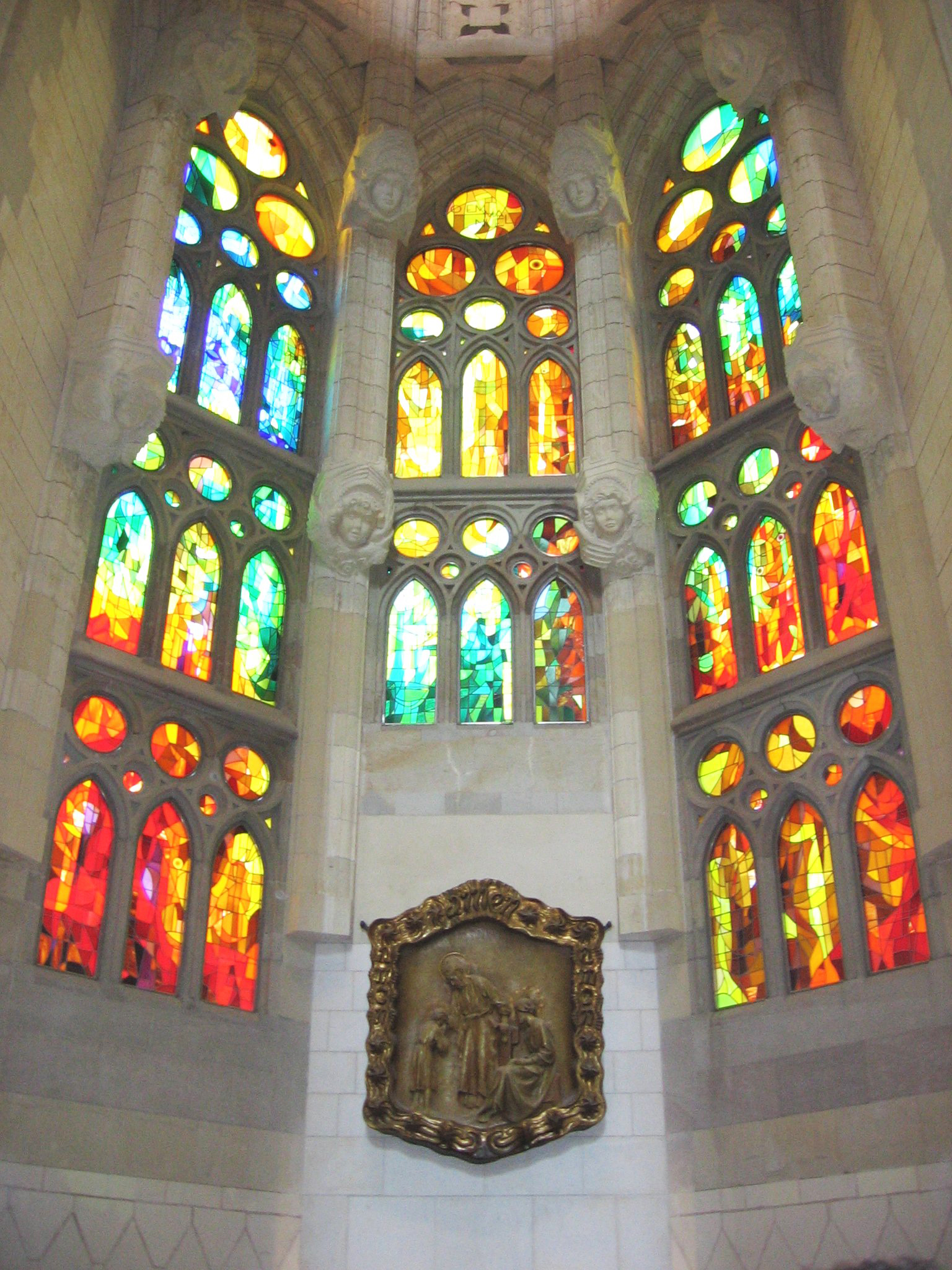
Vitralii în absidă
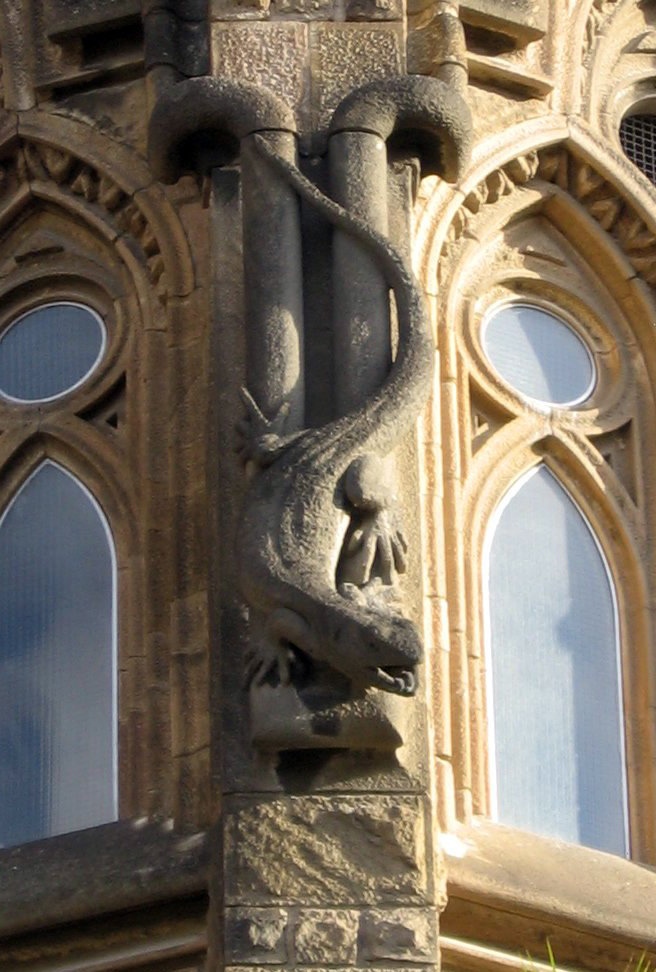
Sculptură
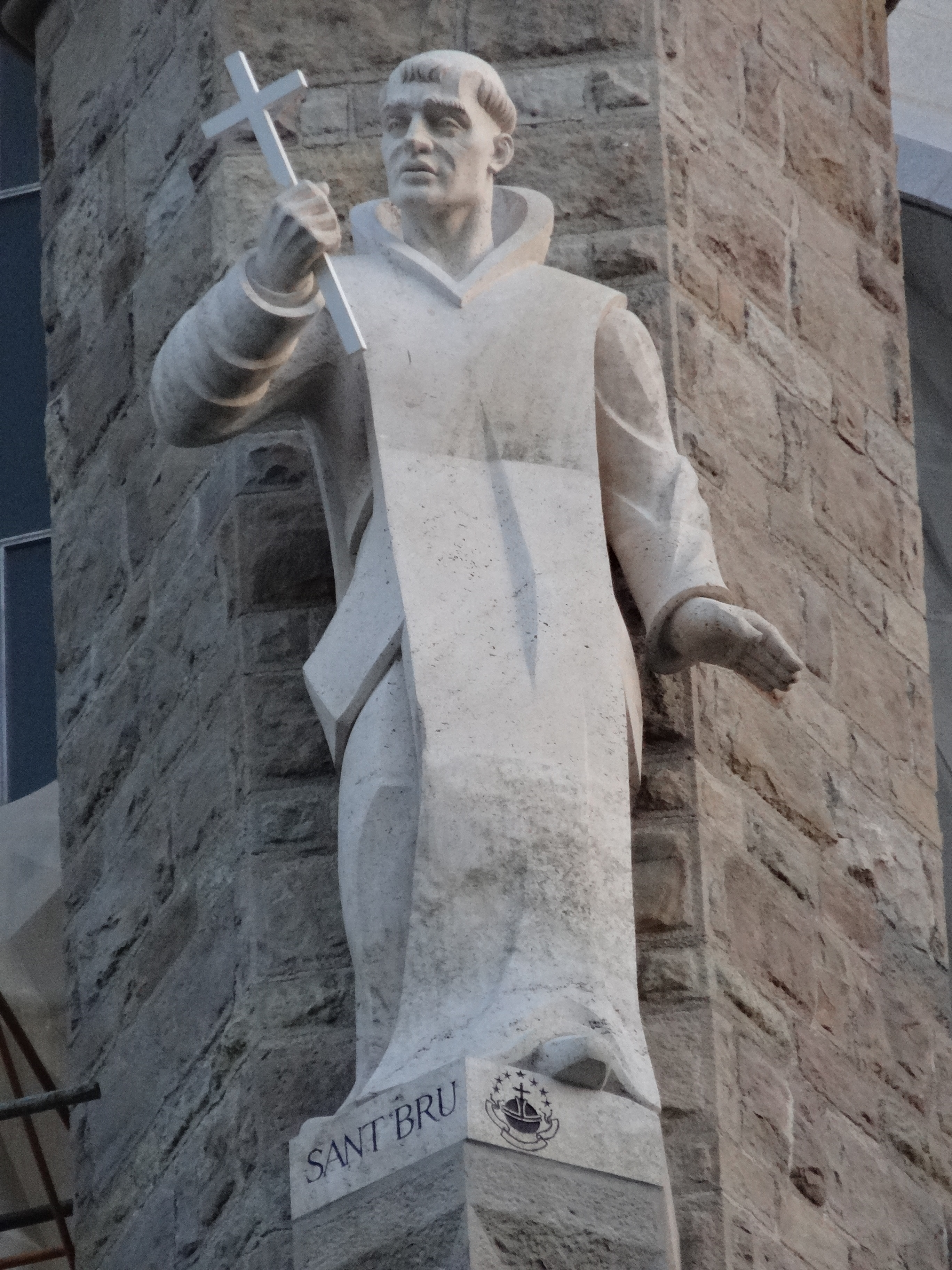
Sculptura Sfântului Bruno
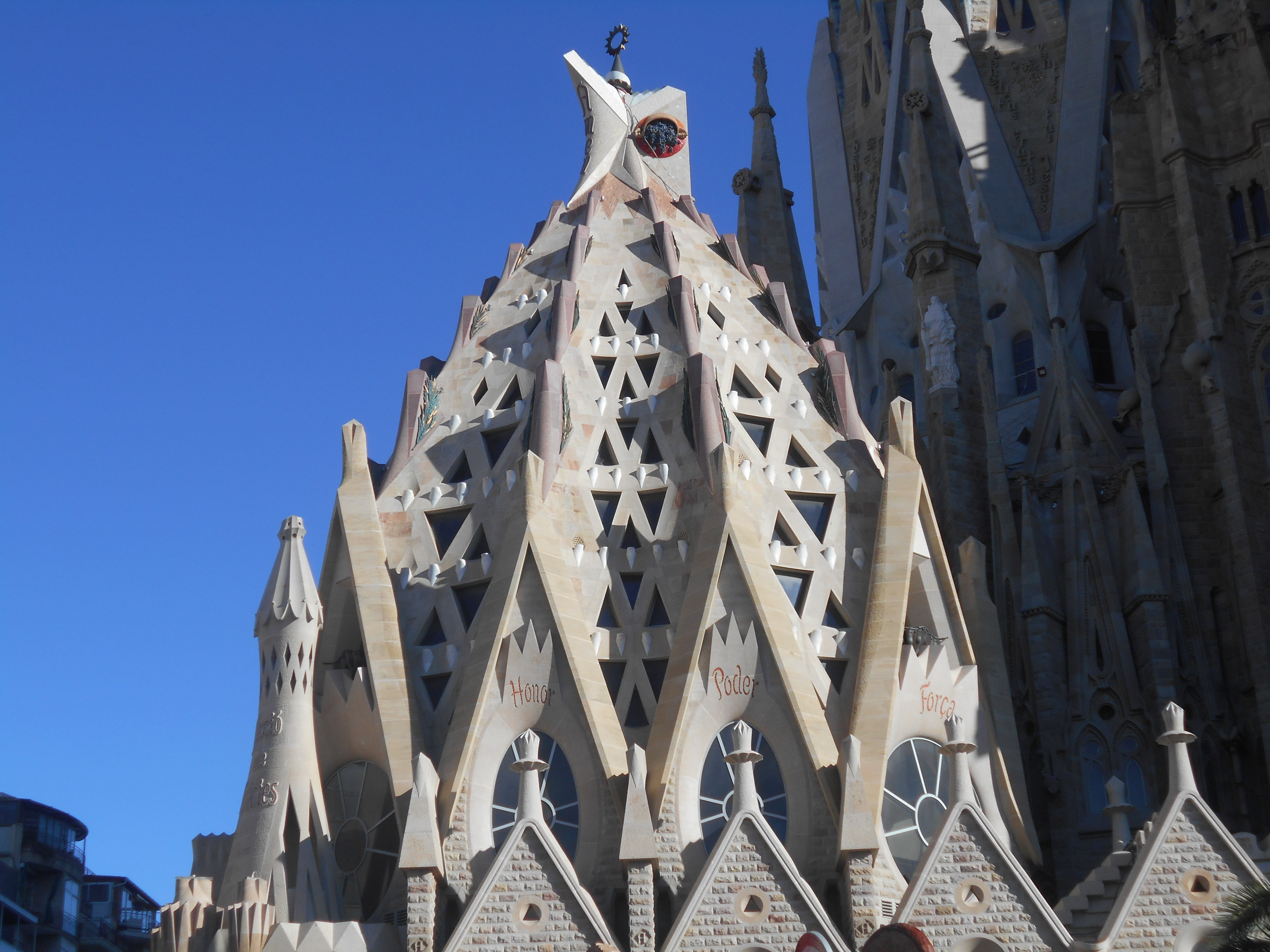
Sacristia de Vest
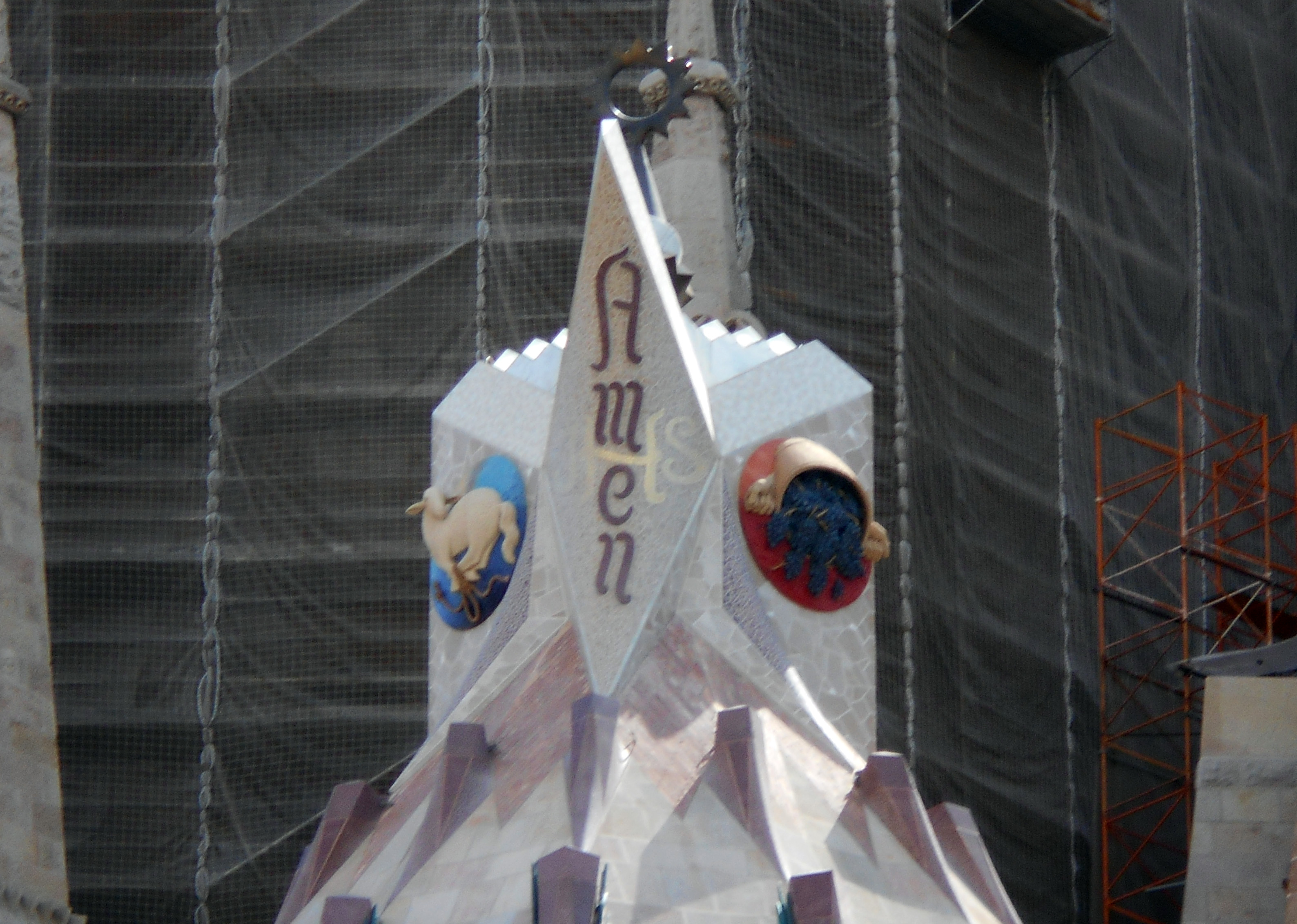

### Fotografii istorice ale Sagrada Família

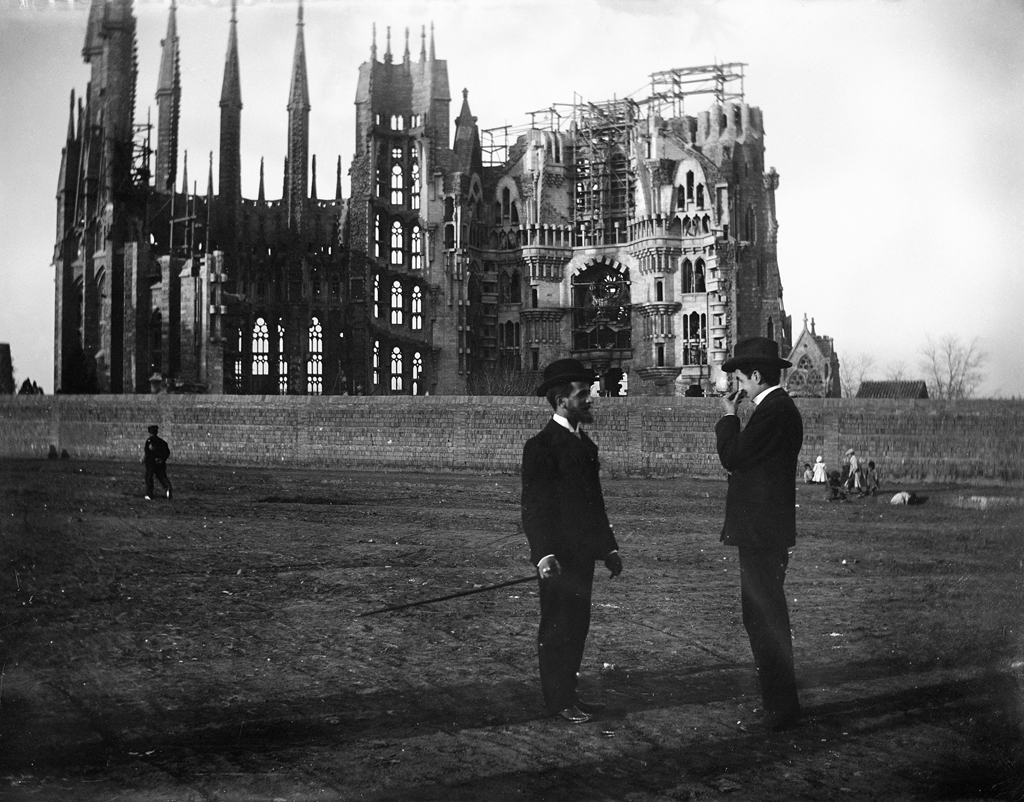
1905
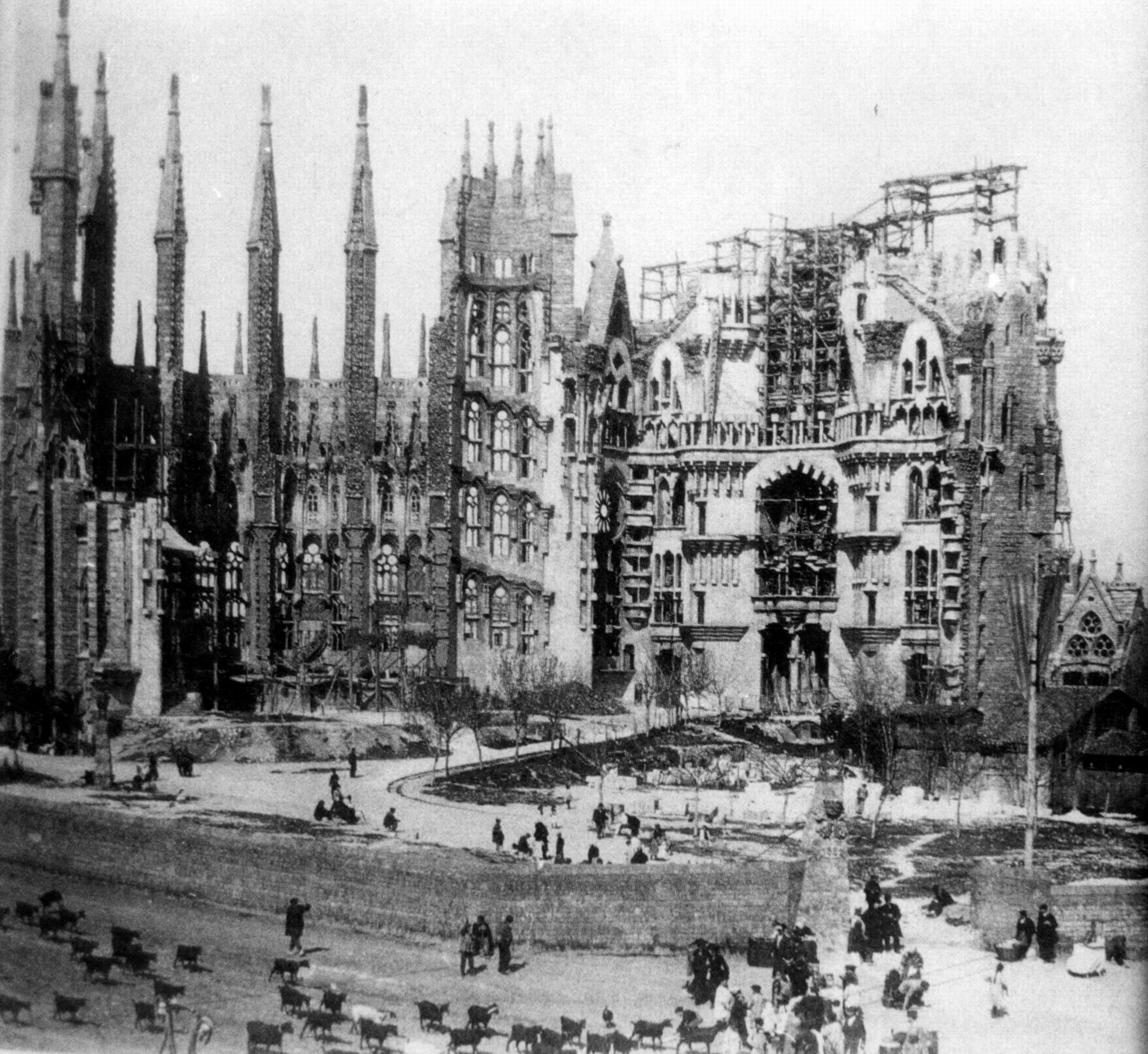
1915
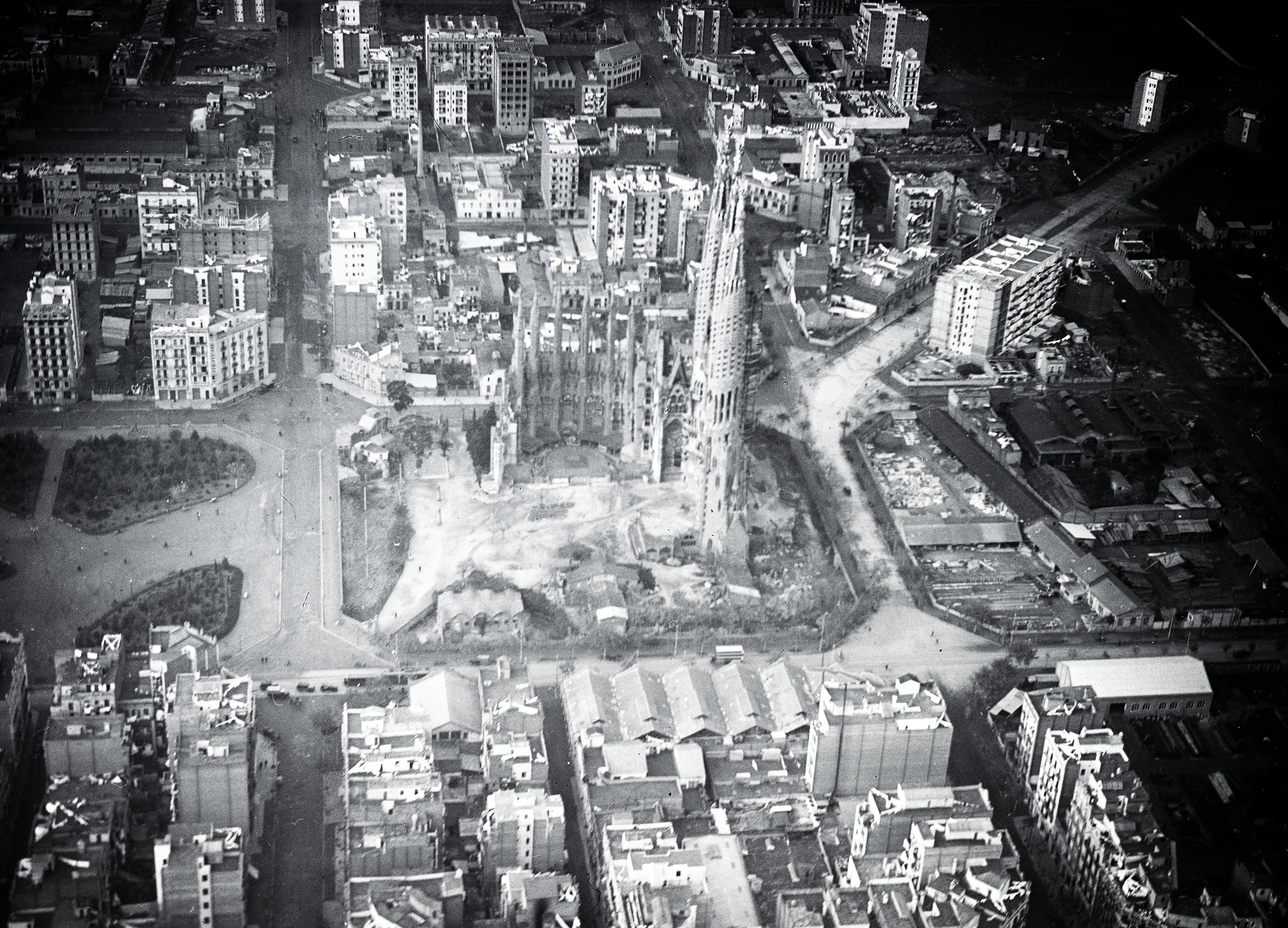
1930
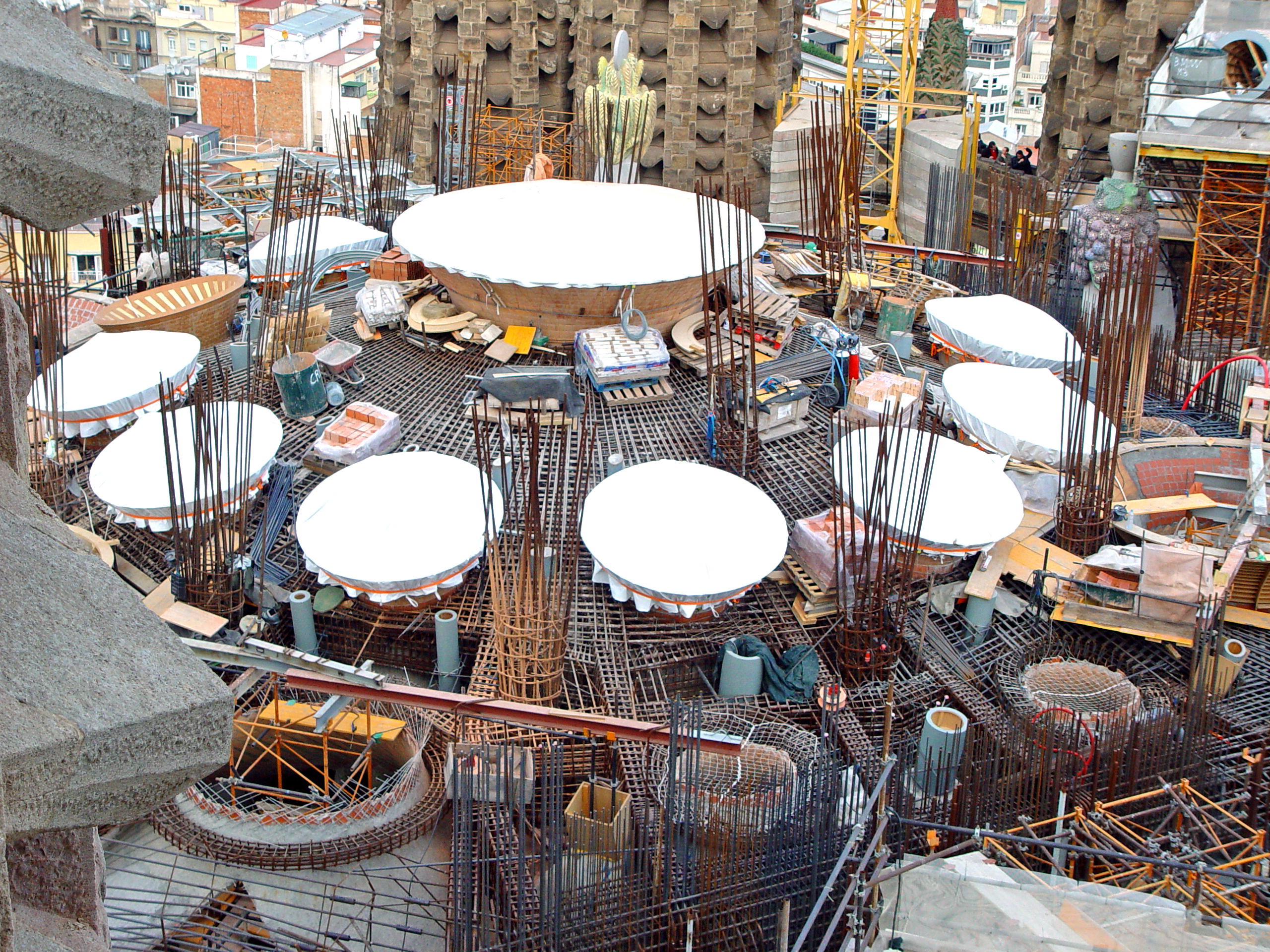
Baza turnului lui Hristos în construcție (2009)
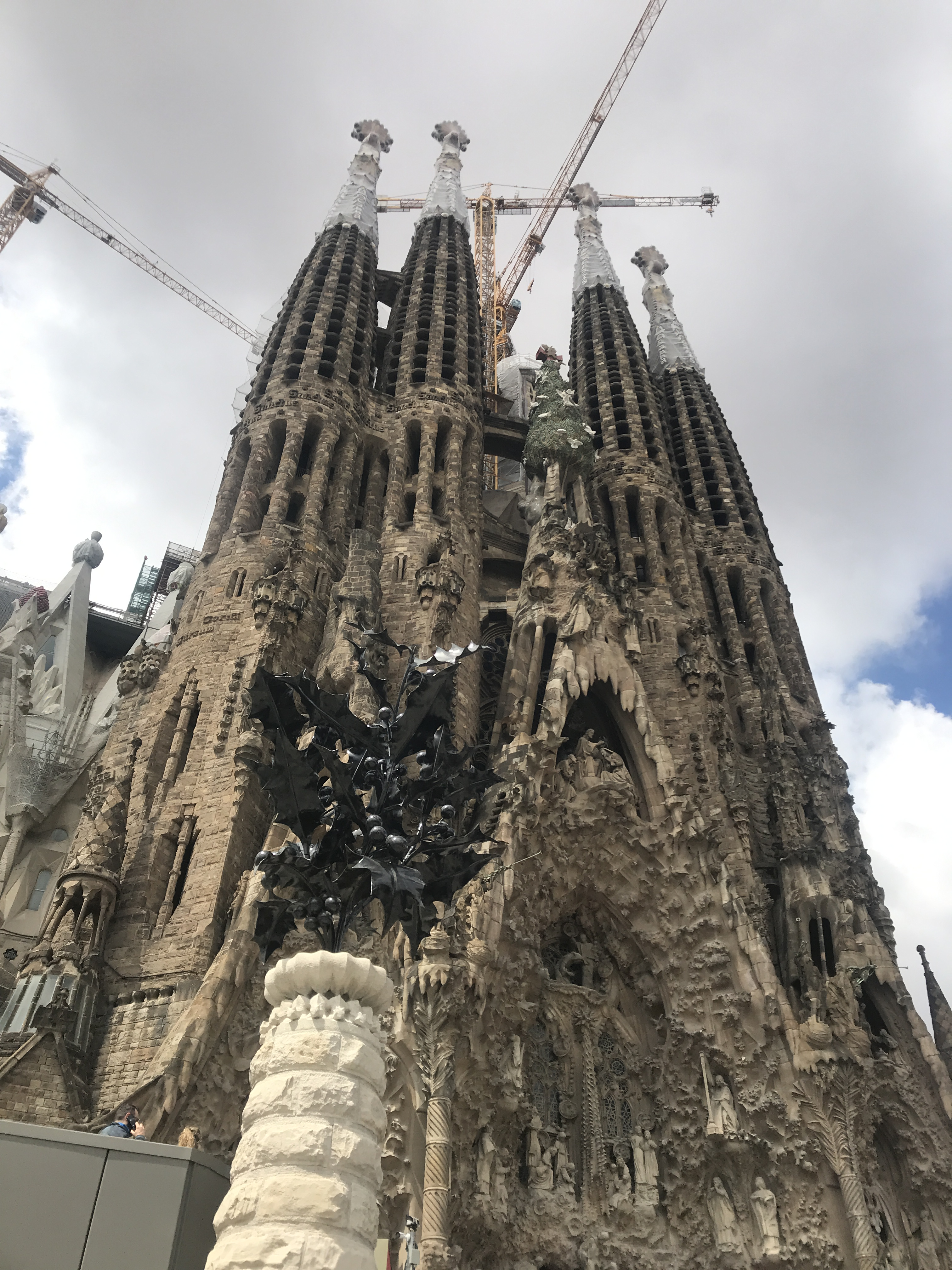
2019

Inceputurile construcției templului
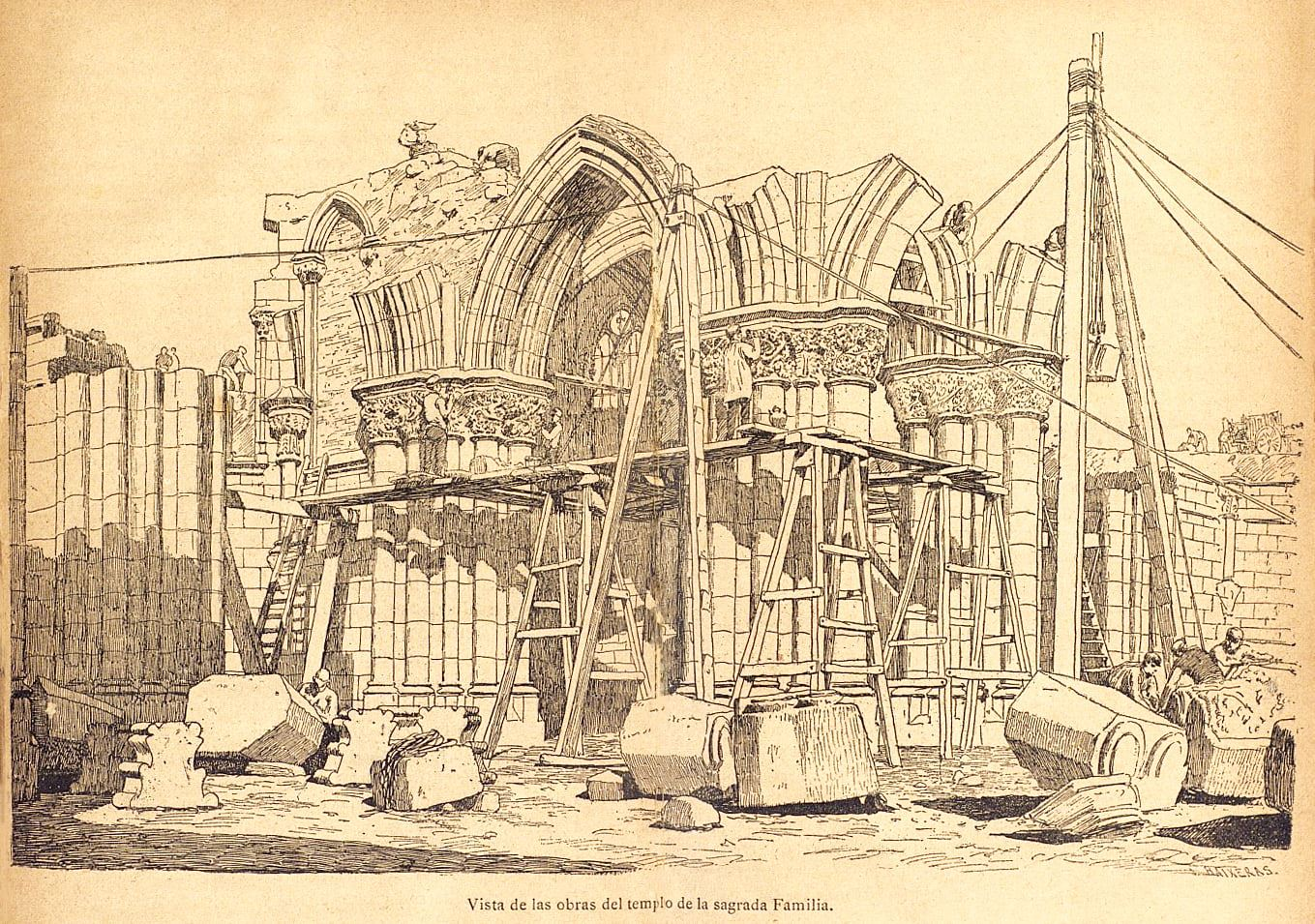
1884
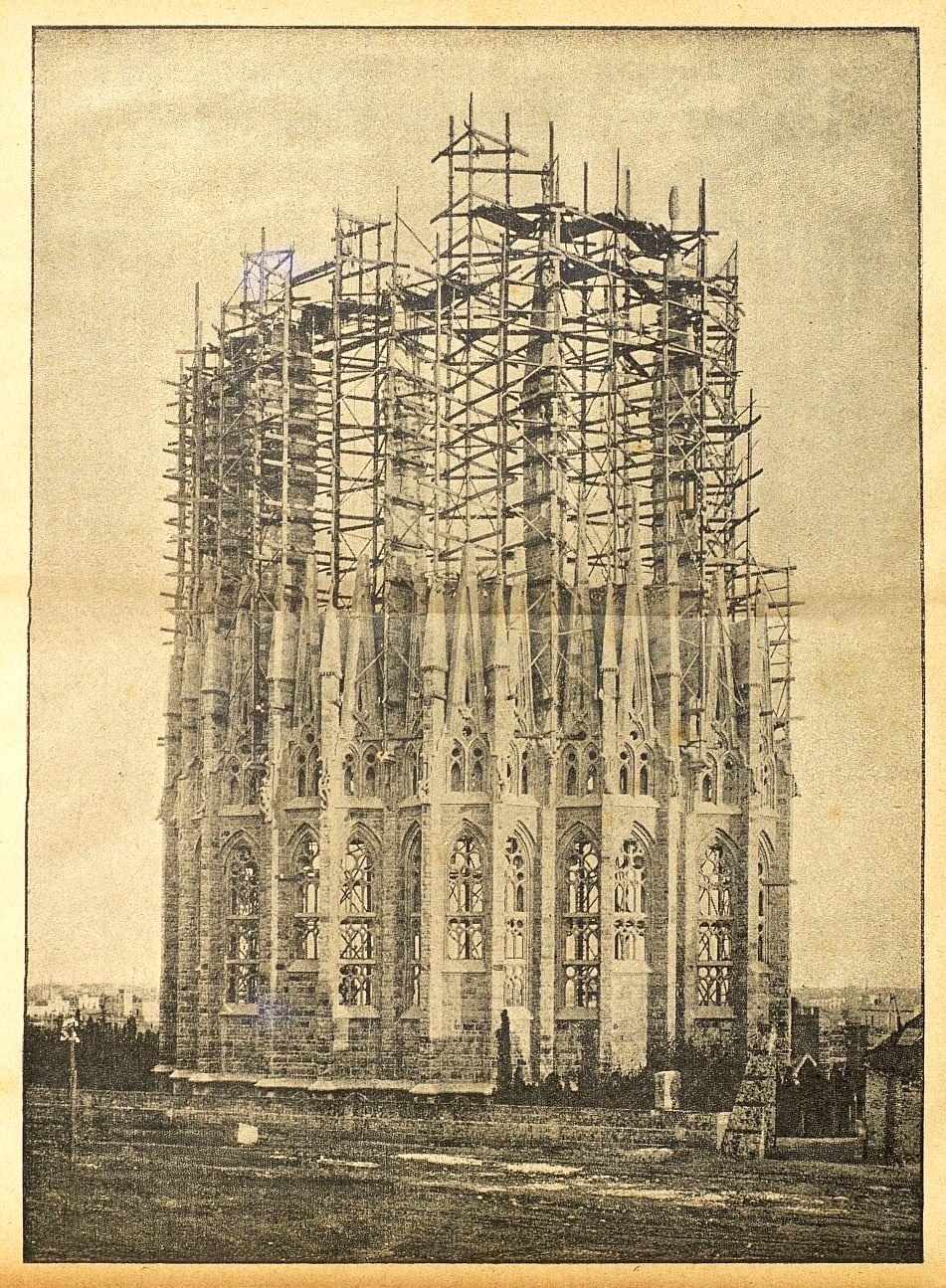
1892
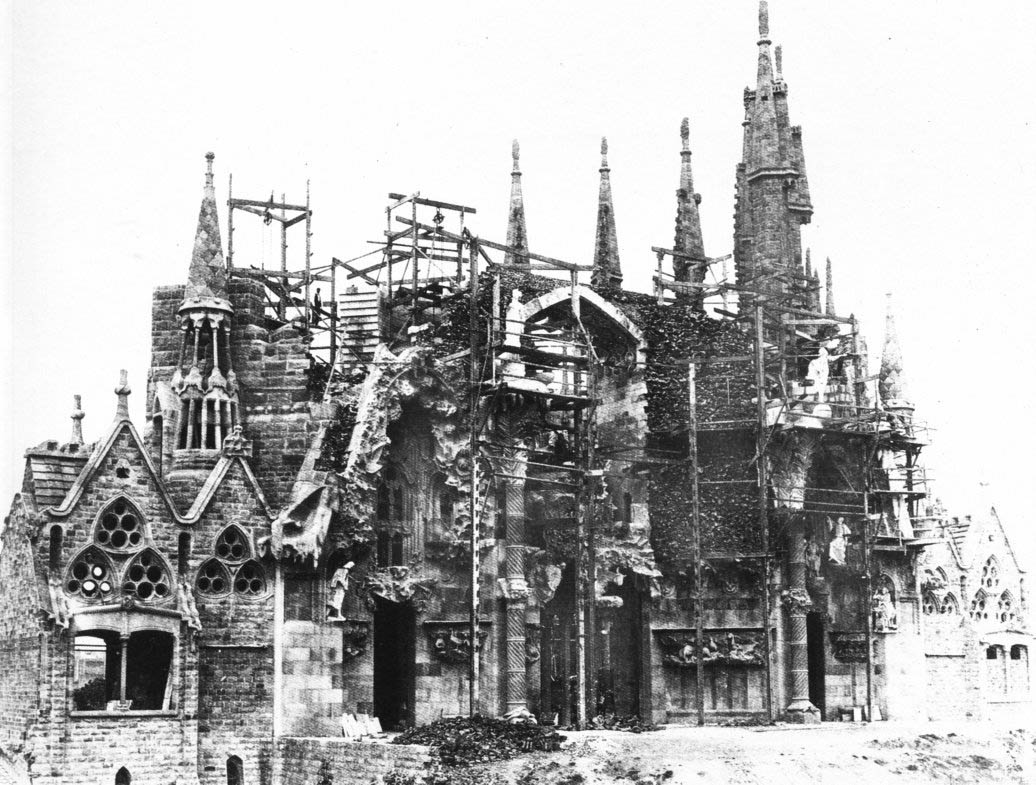
1897
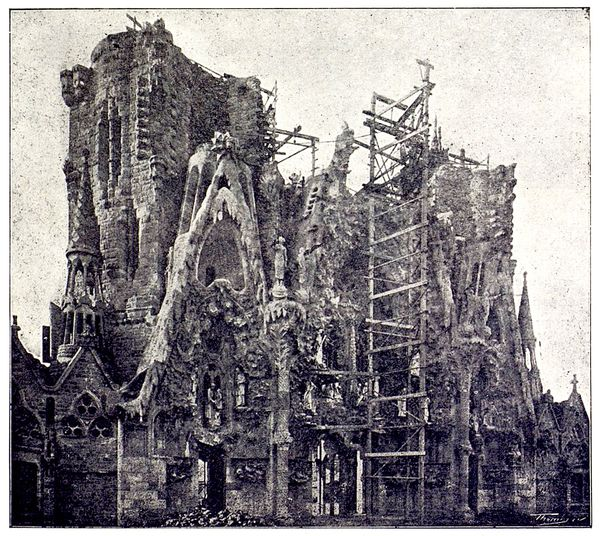
1900
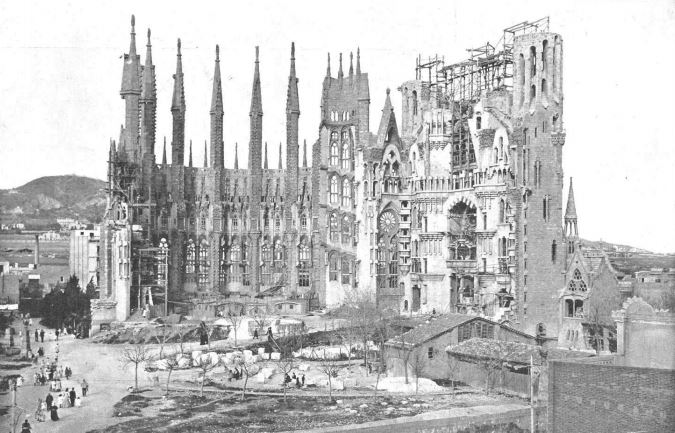
1906
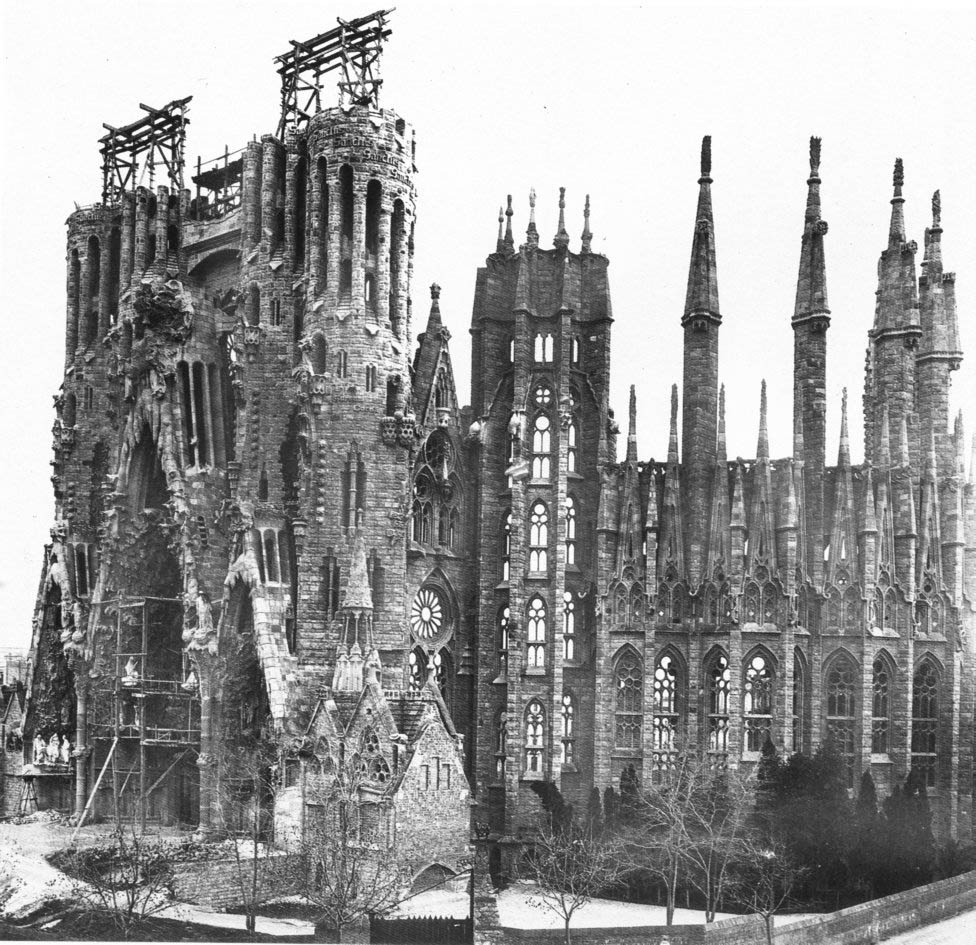
1908
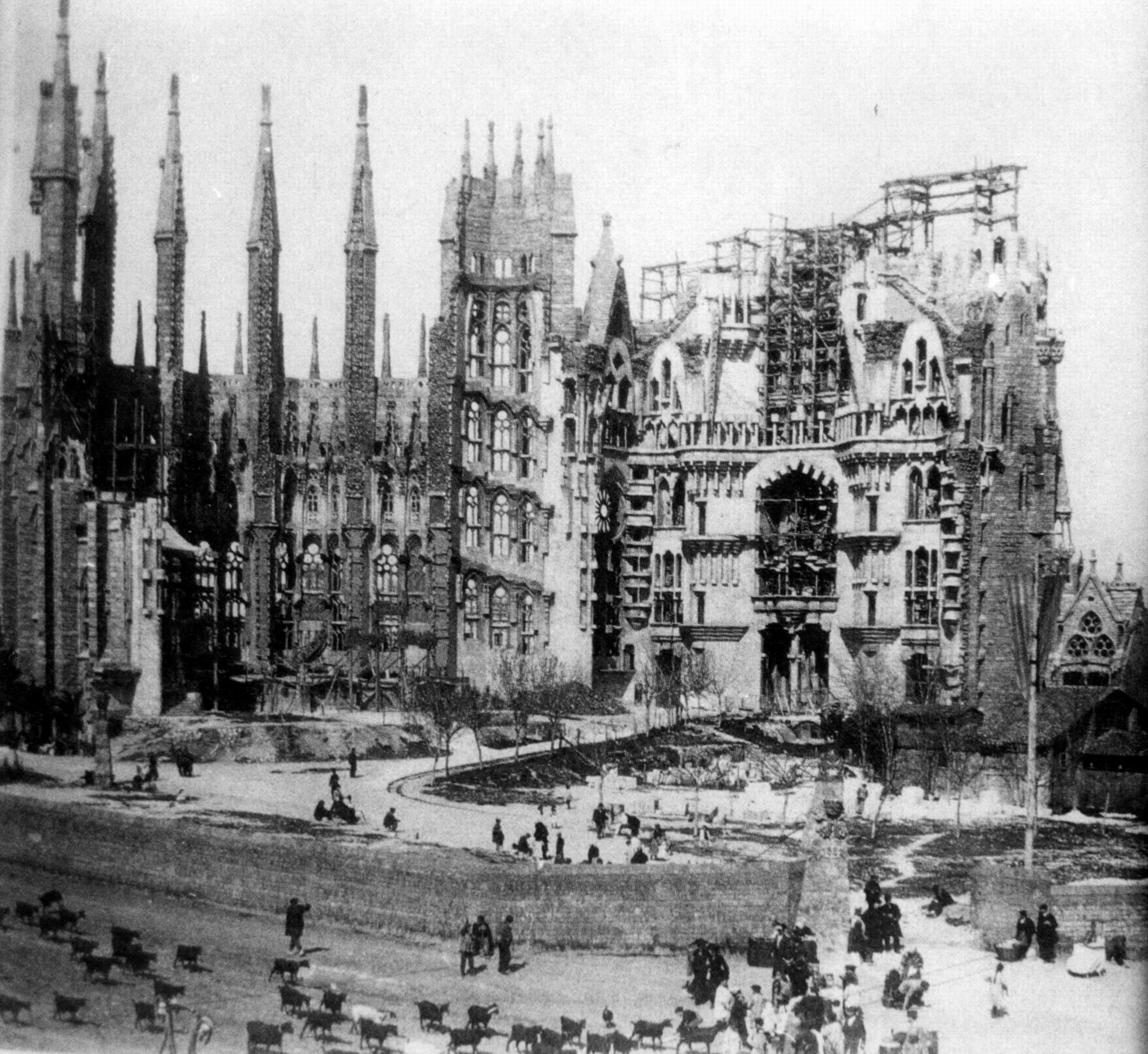
1915

## Incidente
Pe 19 aprilie 2011, un piroman a provocat un mic incendiu în sacristie, ceea ce a forțat evacuarea turiștilor și a muncitorilor de pe șantier. Sacristia a fost avariată, iar incendiul a fost lichidat în 45 de minute.
Pe 11 martie 2020, în timpul pandemiei de COVID-19 în Spania, construcția a fost oprită temporar, iar bazilica a fost închisă. Aceasta a fost prima dată când construcția a fost suspendată de la Războiul Civil Spaniol. Muzeul Casei Gaudí din Parcul Güell a fost, de asemenea, închis. Bazilica s-a redeschis, inițial pentru lucrătorii esențiali, pe 4 iulie 2020.
Locuitorii din zonă și-au exprimat îngrijorarea cu privire la planurile de a construi o scară mare care să ducă la intrarea principală a bazilicii, încă nefinalizată la acel moment, ceea ce ar putea necesita demolarea a trei blocuri din oraș: locuințele a 1.000 de persoane și unele afaceri.

## Proiect
Absidă
     Ambulatoriu
     Cor
     Transept
     Fațade
     Nava principală
     Coridoare
     Mănăstire
     Reconstrucția școlilor

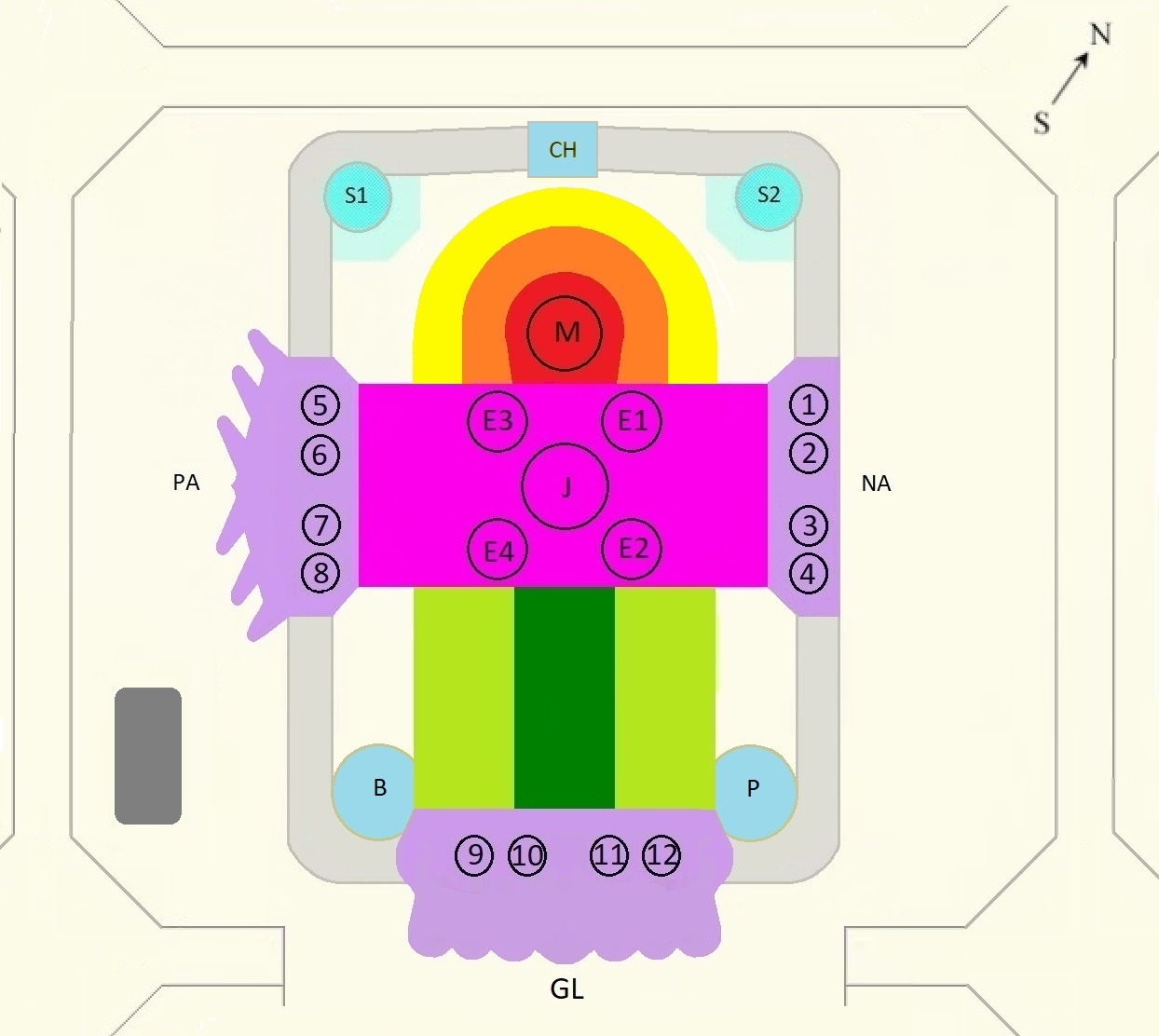
Vedere în plan a Sagrada Família
Absidă
Ambulatoriu
Cor
Transept
Fațade
Nava principală
Coridoare
Mănăstire
Reconstrucția școlilor

Stilul Sagrada Família este comparat în diverse moduri cu Goticul târziu spaniol, Modernismul catalan sau Art Nouveau. Deși stilul se încadrează în perioada Art Nouveau, Nikolaus Pevsner subliniază că, alături de Charles Rennie Mackintosh din Glasgow, Scoția, Gaudí a dus stilul Art Nouveau mult dincolo de aplicarea sa obișnuită ca decorațiune de suprafață.

### Plan
Deși nu a fost niciodată o catedrală, Sagrada Família a fost planificată de la început să fie o clădire mare, comparabilă ca dimensiune cu o catedrală. Planul său de bază are legături evidente cu catedralele spaniole anterioare, cum ar fi Catedrala din Burgos, Catedrala din León și Catedrala din Sevilla. Asemenea catedralelor gotice catalane și multor alte catedrale europene, Sagrada Família este scurtă în comparație cu lățimea sa și prezintă o mare complexitate de elemente, care includ nave laterale duble, un ambulatoriu cu un chevet format din șapte capele absidale, o multitudine de turnuri și trei portaluri, fiecare diferit atât ca structură, cât și ca ornament.
Dispunerea clădirii are o caracteristică neobișnuită: un pasaj acoperit care formează un dreptunghi în jurul bisericii și trece prin nartexul fiecăruia dintre cele trei portaluri.

### Turnuri

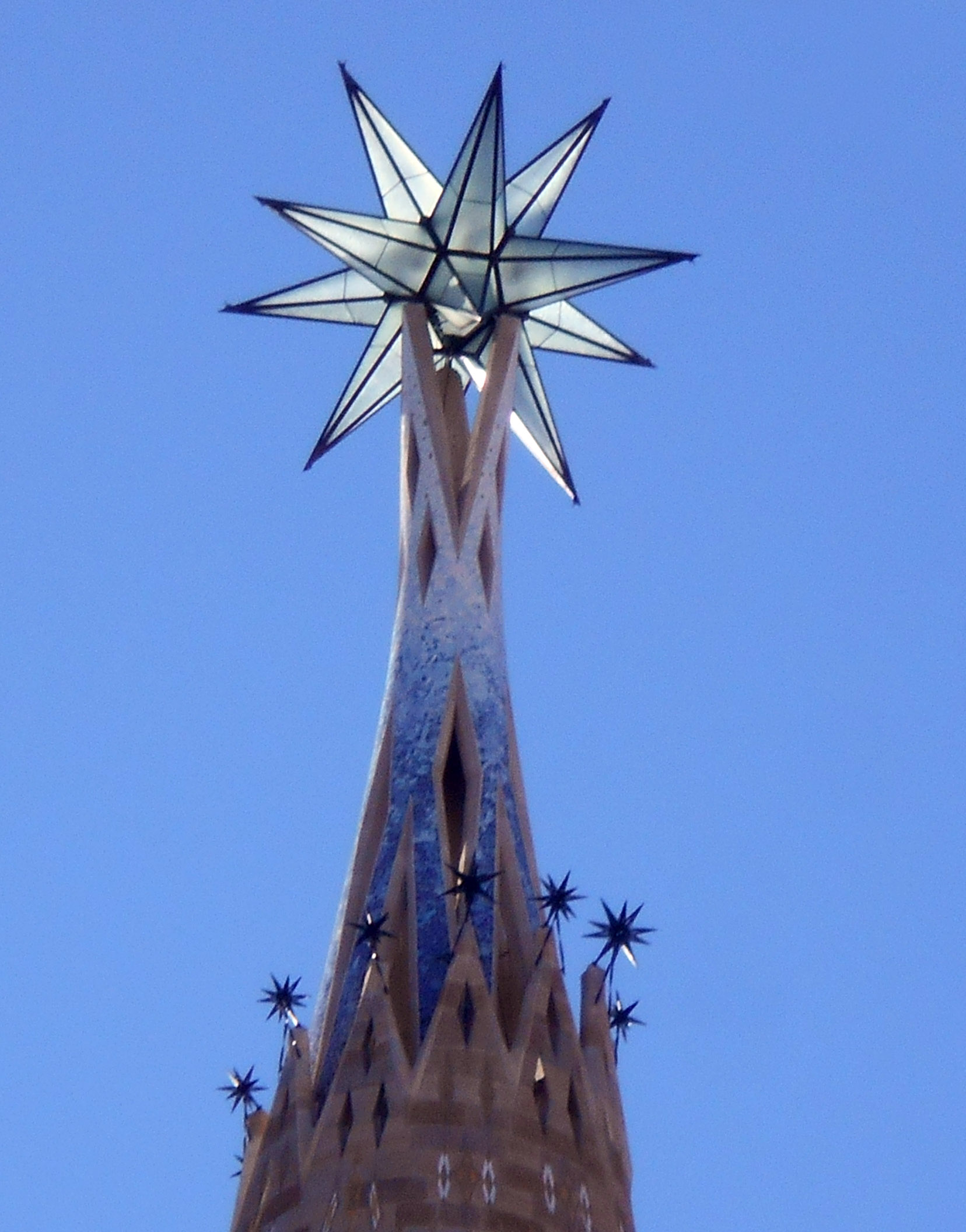
Vârful Turnului Fecioarei Maria (terminat în decembrie 2021)

Designul original al lui Gaudí prevede un total de optsprezece turle, reprezentând, în ordine crescătoare a înălțimii, cei Doisprezece Apostoli, cei patru Evangheliști, Fecioara Maria și, cea mai înaltă dintre toate, Iisus Hristos. Până în 2023, treisprezece turle fuseseră finalizate, corespunzând celor patru apostoli de la fațada Nașterii Domnului, celor patru apostoli de la fațada Patimilor, celor patru Evangheliști și Fecioarei Maria.
Turlele Evangheliștilor sunt încoronate de sculpturi cu simbolurile lor tradiționale: un taur înaripat (Sfântul Luca), un om înaripat (Sfântul Matei), un vultur (Sfântul Ioan) și un leu înaripat (Sfântul Marcu). Turla centrală a lui Iisus Hristos va fi încoronată cu o cruce uriașă; înălțimea sa totală (172,5 metri) va fi mai mică decât cea a Dealului Montjuïc din Barcelona, deoarece Gaudí credea că creația sa nu ar trebui să depășească pe cea a lui Dumnezeu. 
Planurile prevăd plasarea de clopote tubulare în interiorul turlor, acționate de forța vântului, care vor conduce sunetul în interiorul bisericii. Gaudí a efectuat studii acustice pentru a obține rezultate acustice adecvate în interiorul templului. Cu toate acestea, în prezent este instalat un singur clopot.
Finalizarea turlei lui Iisus Hristos va face ca Sagrada Família să fie cea mai înaltă clădire bisericească din lume, cu 11 metri mai înaltă decât actualul deținător al recordului, Catedrala din Ulm, care atinge 161,5 metri la punctul său cel mai înalt.
Pe 29 noiembrie 2021, o stea luminată cu douăsprezece colțuri, având 7 metri înălțime, a fost instalată pe una dintre principalele turnuri ale bazilicii, dedicată Fecioarei Maria.
Construcția utilizează panouri de piatră precomprimată, care sunt preasamblate înainte de a fi integrate în structura principală; această metodă aduce beneficii structurale și operaționale semnificative.

### Fațade

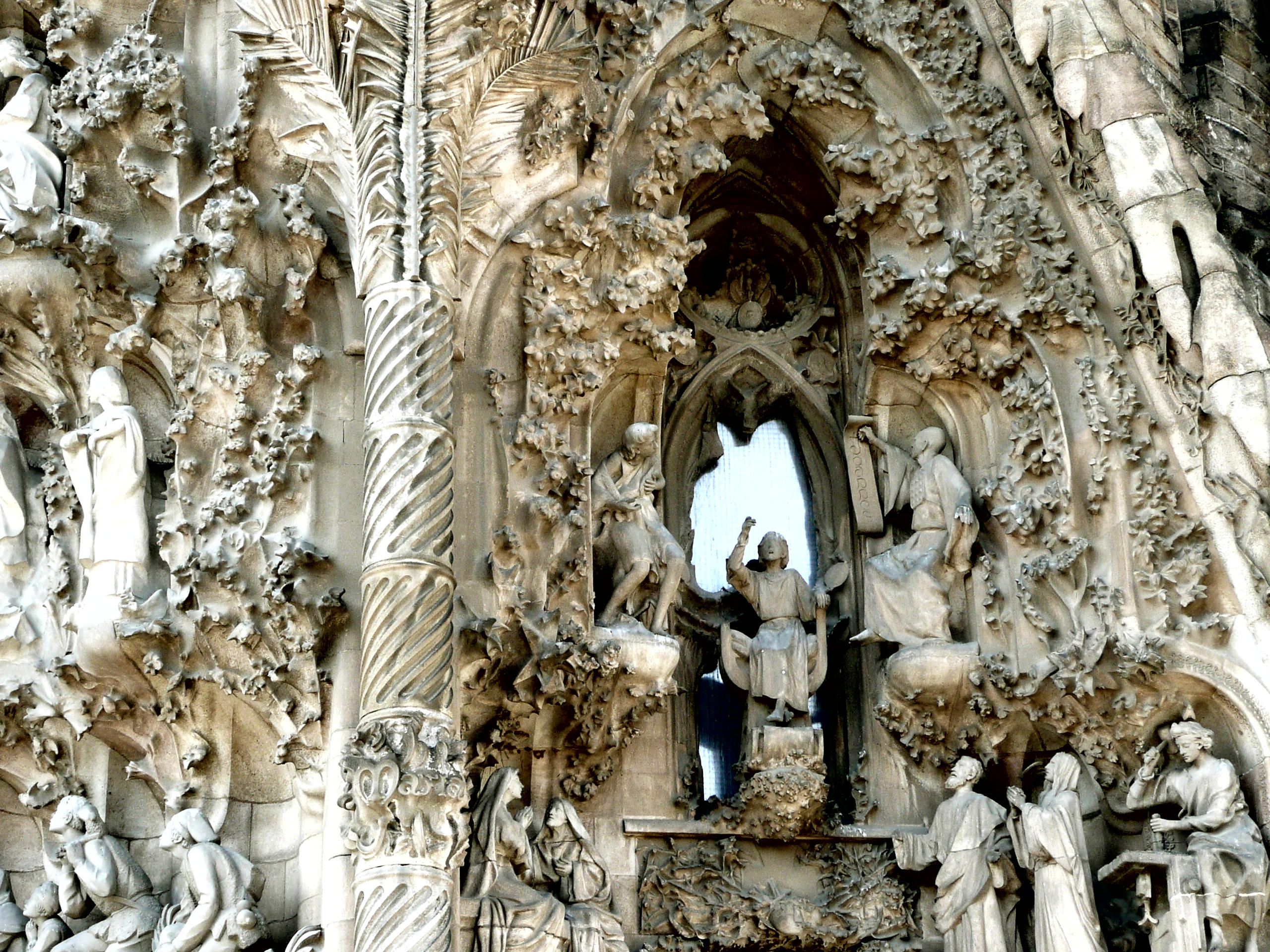
Fațada Nașterii Domnului

Biserica este proiectată să aibă trei fațade mari: fațada Nașterii Domnului la est, fațada Patimilor la vest și fațada Gloriei la sud (incompletă).
Fațada Nașterii Domnului a fost construită înainte ca lucrările să fie întrerupte în 1935 și poartă cea mai directă influență a lui Gaudí.
Fațada Patimilor a fost construită conform designului creat de Gaudí în 1917. Construcția a început în 1954, iar turnurile, construite pe un plan eliptic, au fost finalizate în 1976. Aceasta este deosebit de remarcabilă pentru personajele sale austere, suferinde, inclusiv figuri scheletice ale lui Hristos biciuit la stâlp și Hristos pe cruce. Aceste designuri controversate sunt opera lui Josep Maria Subirachs.
Fațada Gloriei, a cărei construcție a început în 2002, va fi cea mai mare și mai monumentală dintre cele trei și va reprezenta ascensiunea omului către Dumnezeu. De asemenea, va reda diverse scene, cum ar fi Iadul, Purgatoriul, și va include elemente precum cele șapte păcate capitale și cele șapte virtuți cerești.

#### Fațada Nașterii Domnului

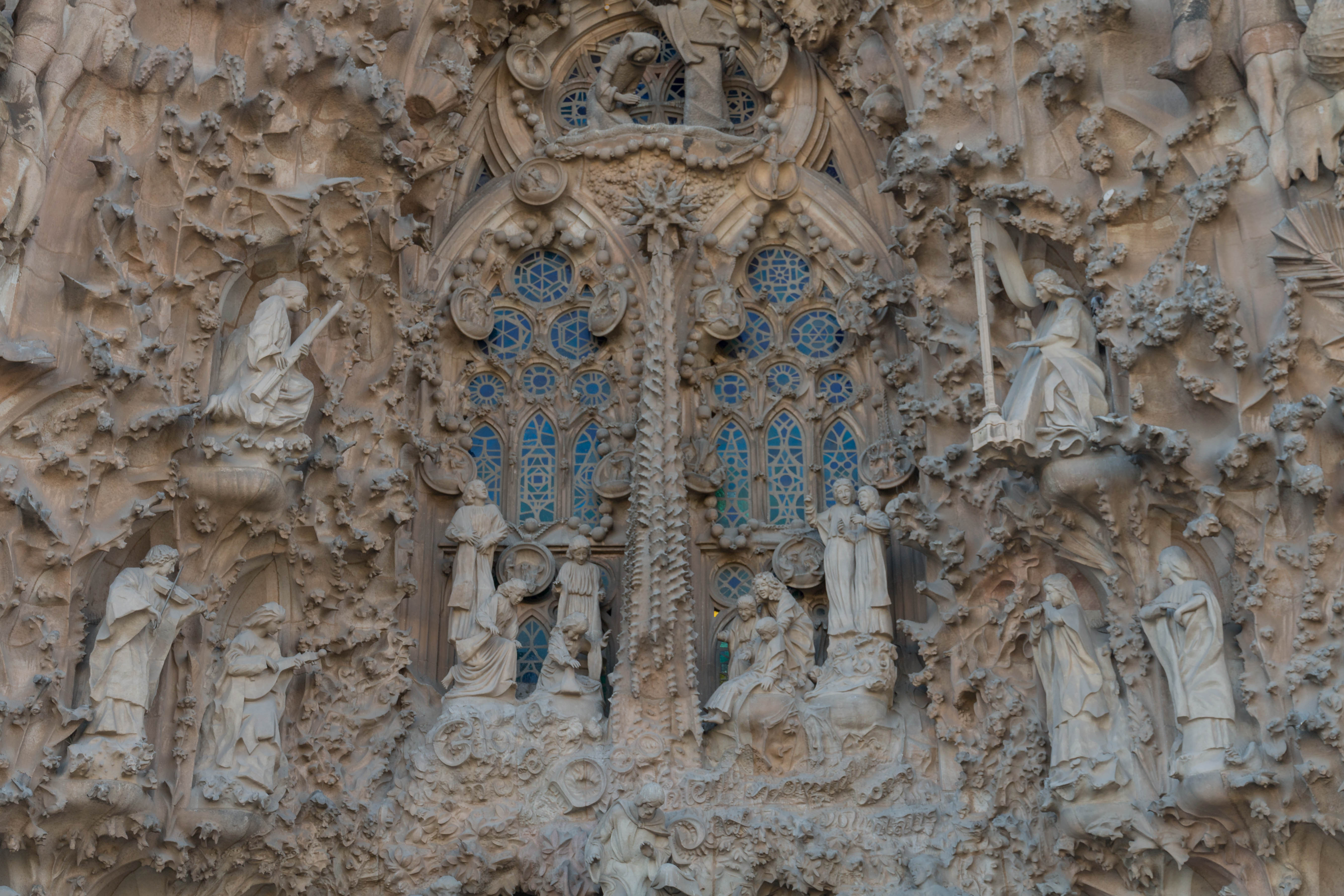
Sculptură a corului de copii îngeri

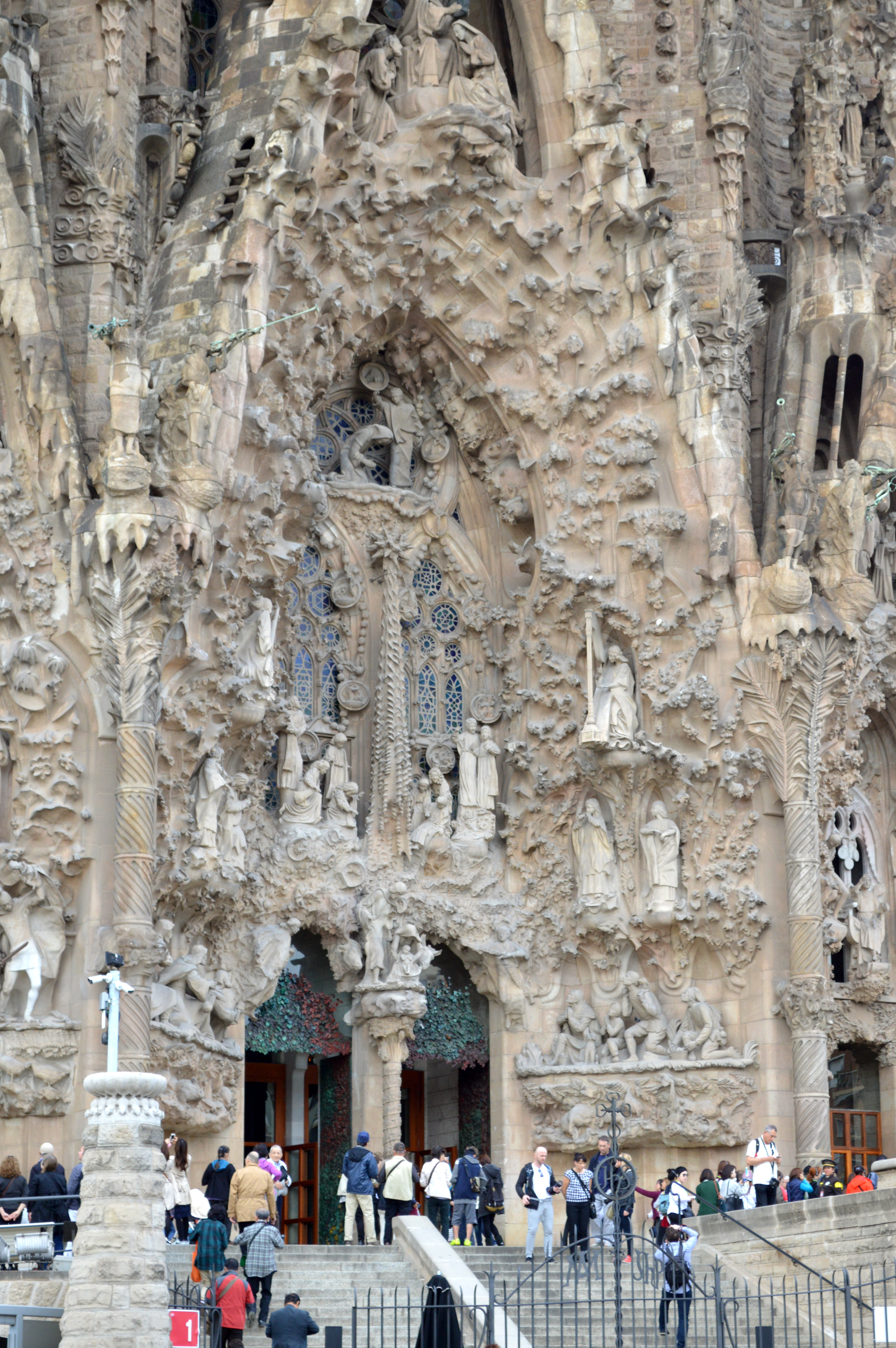
Portalul Carității de pe fațada Nașterii Domnului

Construită între 1893 și 1936, fațada Nașterii Domnului a fost prima fațadă finalizată. Dedicată nașterii lui Iisus, aceasta este decorată cu scene ce amintesc de elemente din viață. Caracteristică stilului naturalist al lui Gaudí, sculpturile sunt aranjate într-o manieră bogată și ornamentată, cu scene și imagini din natură, fiecare simbolizând ceva în felul său. De exemplu, cele trei porticuri sunt separate de două coloane mari, iar la baza fiecărei coloane se află o broască țestoasă sau o țestoasă de mare (una reprezentând pământul și cealaltă marea; ambele sunt simboluri ale timpului, ca ceva fixat în piatră și neschimbător). În contrast cu figurile de țestoase și simbolistica lor, două cameleoni pot fi găsiți pe fiecare parte a fațadei, simbolizând schimbarea. Fațada este orientată spre răsăritul soarelui, în nord-est, un simbol al nașterii lui Hristos. Este împărțită în trei porticuri, fiecare reprezentând o virtute teologică (Speranța, Credința și Caritatea). Arborele Vieții se înalță deasupra ușii lui Iisus din porticul Carității. Patru turnuri completează fațada, fiecare dedicată unui Sfânt (Matia, Barnaba, Iuda Tadeul și Simon Zelotul).
Inițial, Gaudí a intenționat ca această fațadă să fie policromată, cu fiecare arc pictat într-o gamă largă de culori. El dorea ca fiecare statuie și figură să fie pictată, astfel încât figurile umane să pară la fel de vii ca și cele de plante și animale.
Gaudí a ales această fațadă pentru a întruchipa structura și decorul întregii biserici. Era conștient că nu va termina biserica și că trebuia să stabilească un exemplu artistic și arhitectural pentru cei care îl vor urma. De asemenea, a ales ca această fațadă să fie prima care să înceapă construcția, considerând-o, în opinia sa, cea mai atractivă și accesibilă publicului. El credea că, dacă ar fi început construcția cu fațada Patimilor, care ar fi fost dură și goală (ca și cum ar fi fost făcută din oase), oamenii s-ar fi retras la vederea acesteia. Unele dintre statuile de pe fațadă au fost distruse în 1936, în timpul Războiului Civil Spaniol, și au fost ulterior reconstruite de artistul japonez Etsuro Sotoo.

#### Fațada Pasiunii

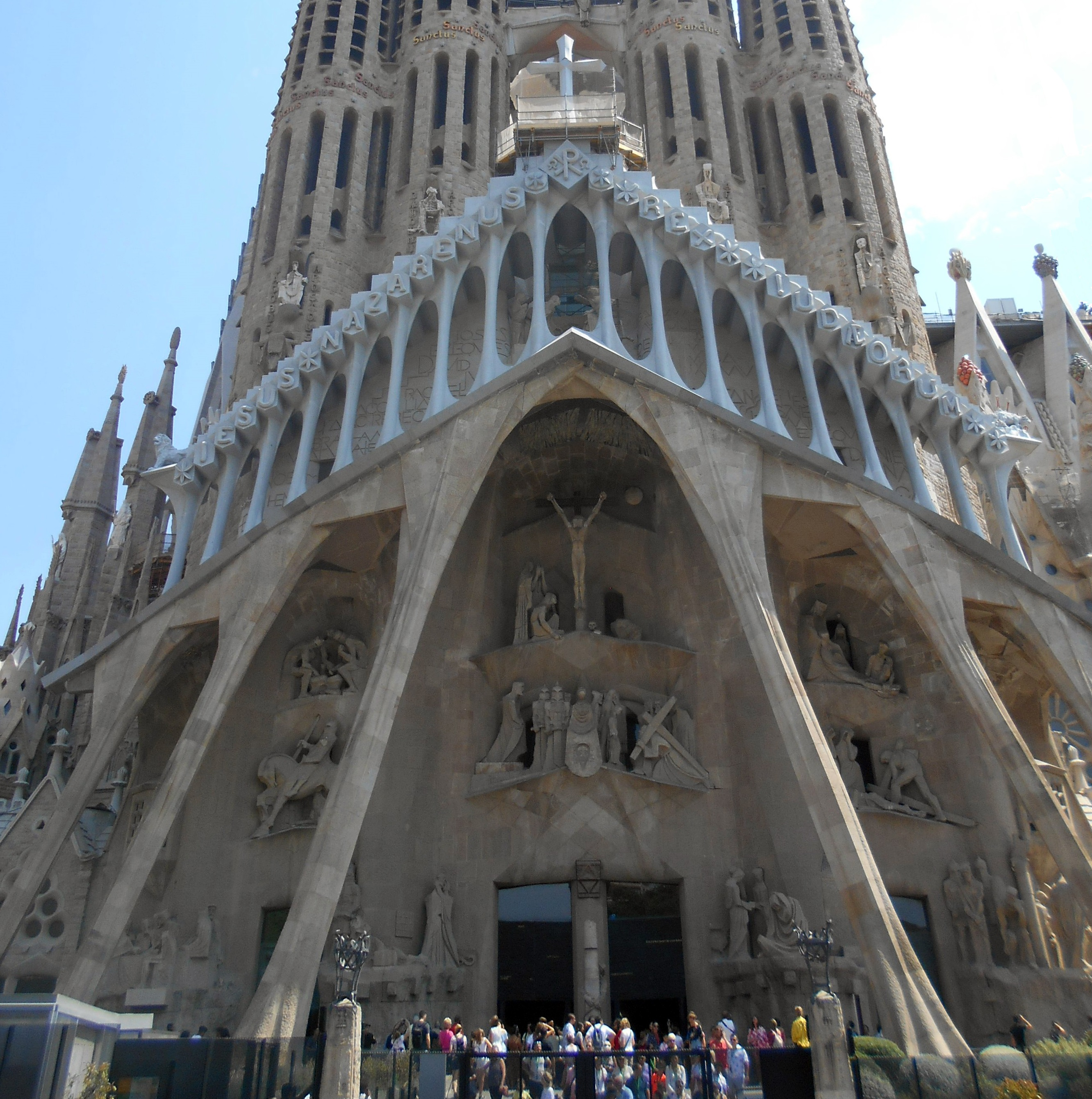
Fațada Pasiunii Sagrada Família în 2018

În contrast cu Fațada Nașterii, foarte decorată, Fațada Pasiunii este austeră, simplă și sobră, cu multă piatră goală, sculptată cu linii dure și drepte pentru a semăna cu oasele unui schelet. Dedicată Pasiunii lui Hristos, suferinței lui Isus în timpul crucificării sale, fațada a fost concepută pentru a portretiza păcatele omului. Construcția a început în 1954, urmând desenele și instrucțiunile lăsate de Gaudí pentru viitorii arhitecți și sculptori. Turnurile au fost finalizate în 1976, iar în 1987 o echipă de sculptori, condusă de Josep Maria Subirachs, a început să sculpteze diversele scene și detalii ale fațadei. Ei au urmărit să ofere o formă rigidă și unghiulară pentru a provoca un efect dramatic. Gaudí a intenționat ca această fațadă să inspire teamă în privitor. El a dorit să „spargă” arcuri și să „taie” coloane, folosind efectul clarobscurului (umbre întunecate și unghiulare contrastate cu o lumină rigidă și dură) pentru a ilustra severitatea și brutalitatea sacrificiului lui Hristos.
Orientată către apusul soarelui, simbolic pentru moartea lui Hristos, Fațada Pasiunii este susținută de șase coloane mari și înclinate, concepute pentru a semăna cu mușchii încordați. Deasupra se află un fronton piramidal, alcătuit din optsprezece coloane în formă de os, care culminează cu o cruce mare, împodobită cu o coroană de spini. Fiecare dintre cele patru turnuri este dedicat unui apostol (Iacob, Toma, Filip și Bartolomeu) și, la fel ca Fațada Nașterii, există trei porticuri, fiecare reprezentând virtuțile teologice, deși într-o lumină mult diferită.
Scenele sculptate în fațadă pot fi împărțite în trei niveluri, care urcă într-o formă de S și reproduc stațiunile crucii (Via Crucis a lui Hristos). Nivelul cel mai de jos ilustrează scene din ultima noapte a lui Isus înainte de crucificare, inclusiv Cina cea de Taină, Sărutul lui Iuda, Ecce homo și procesul lui Isus în fața Sanhedrinului. Nivelul de mijloc prezintă Calvarul sau Golgota lui Hristos. În al treilea și ultimul nivel, se pot vedea Moartea, Înmormântarea și Învierea lui Hristos. O figură din bronz, situată pe un pod care creează o legătură între turnurile Sfântului Bartolomeu și Sfântului Toma, reprezintă Înălțarea lui Isus.
Fațada conține un pătrat magic, bazat pe pătratul magic din gravura „Melencolia I” din 1514. Pătratul este rotit și un număr din fiecare rând și coloană este redus cu unul, astfel încât rândurile și coloanele să însumeze 33, în loc de standardul 34 pentru un pătrat magic 4x4.

#### Fațada Gloriei

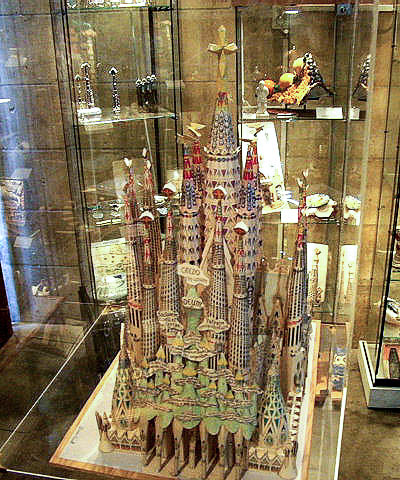
Model finalizat. Fațada Gloriei este în primul plan.
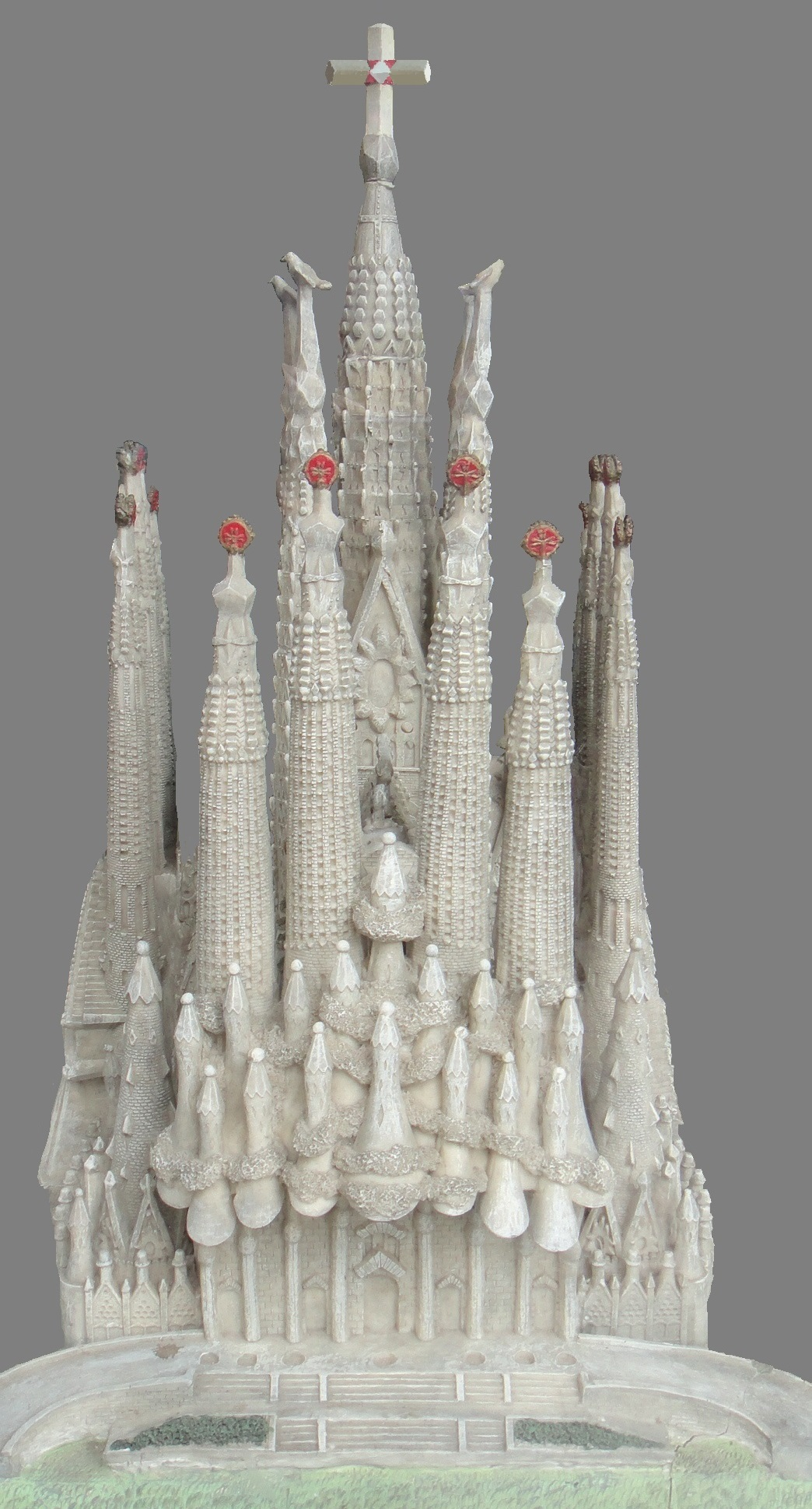
Model care arată intrarea
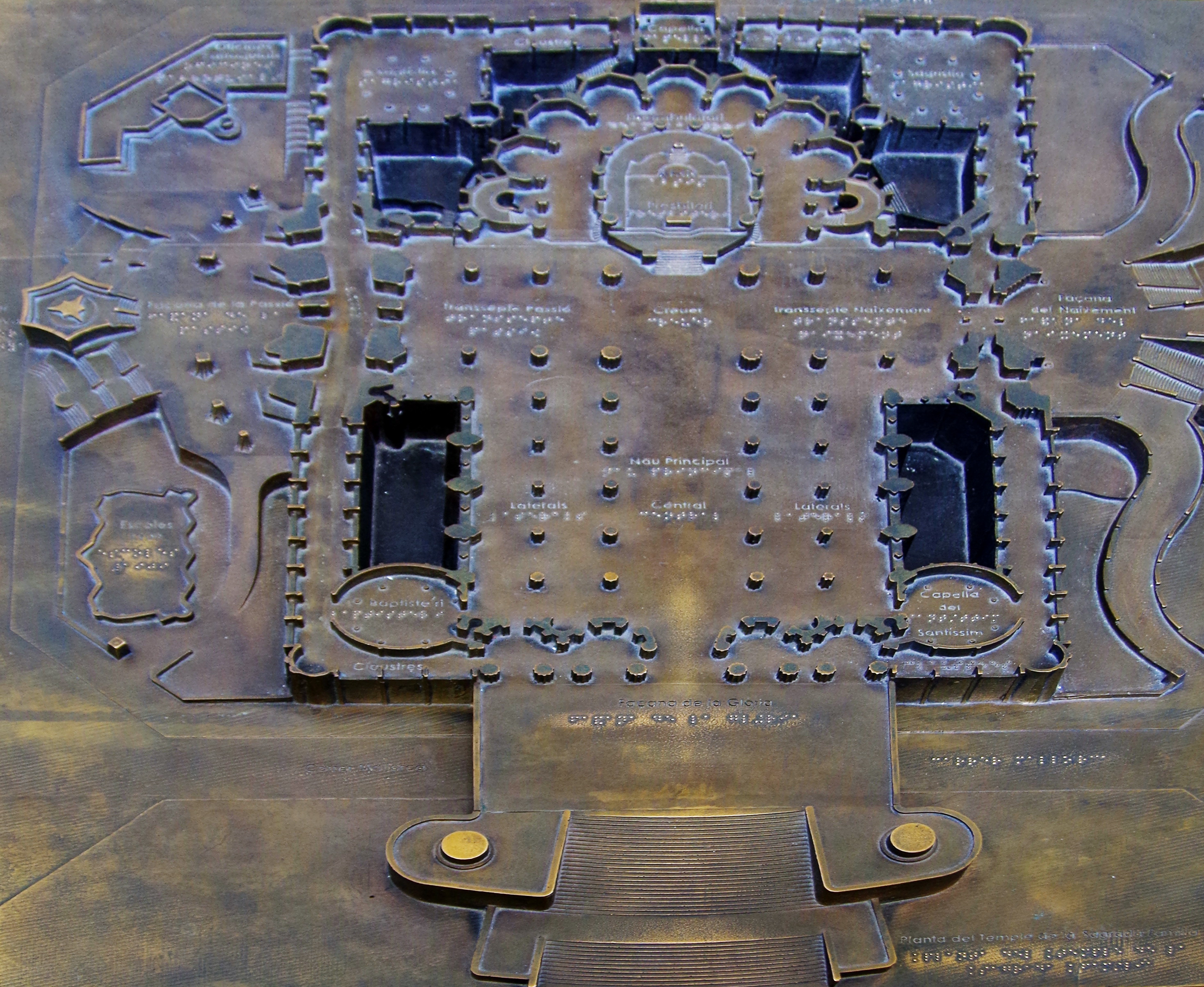
Model la sol
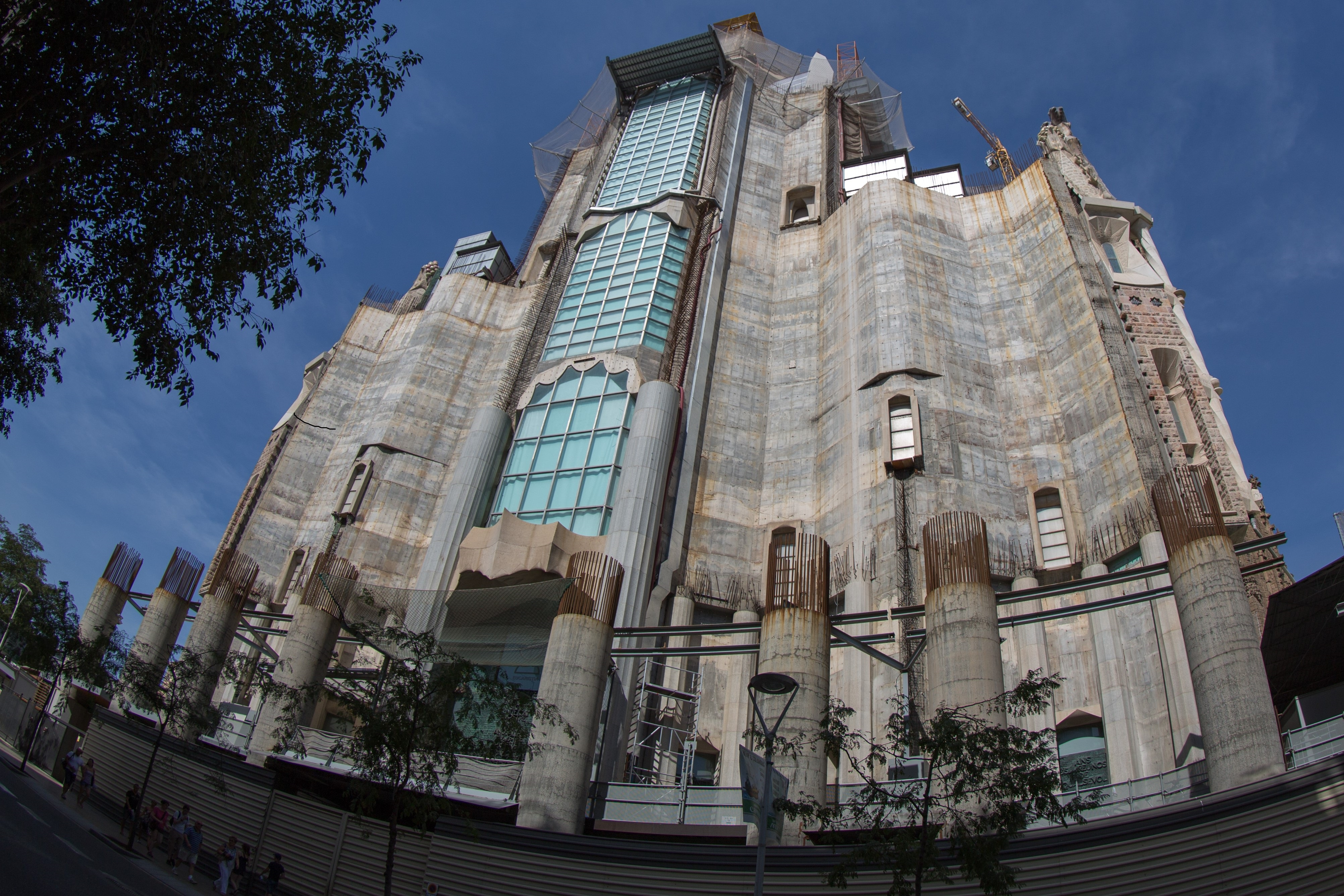
Fațada Glory în construcție în 2016
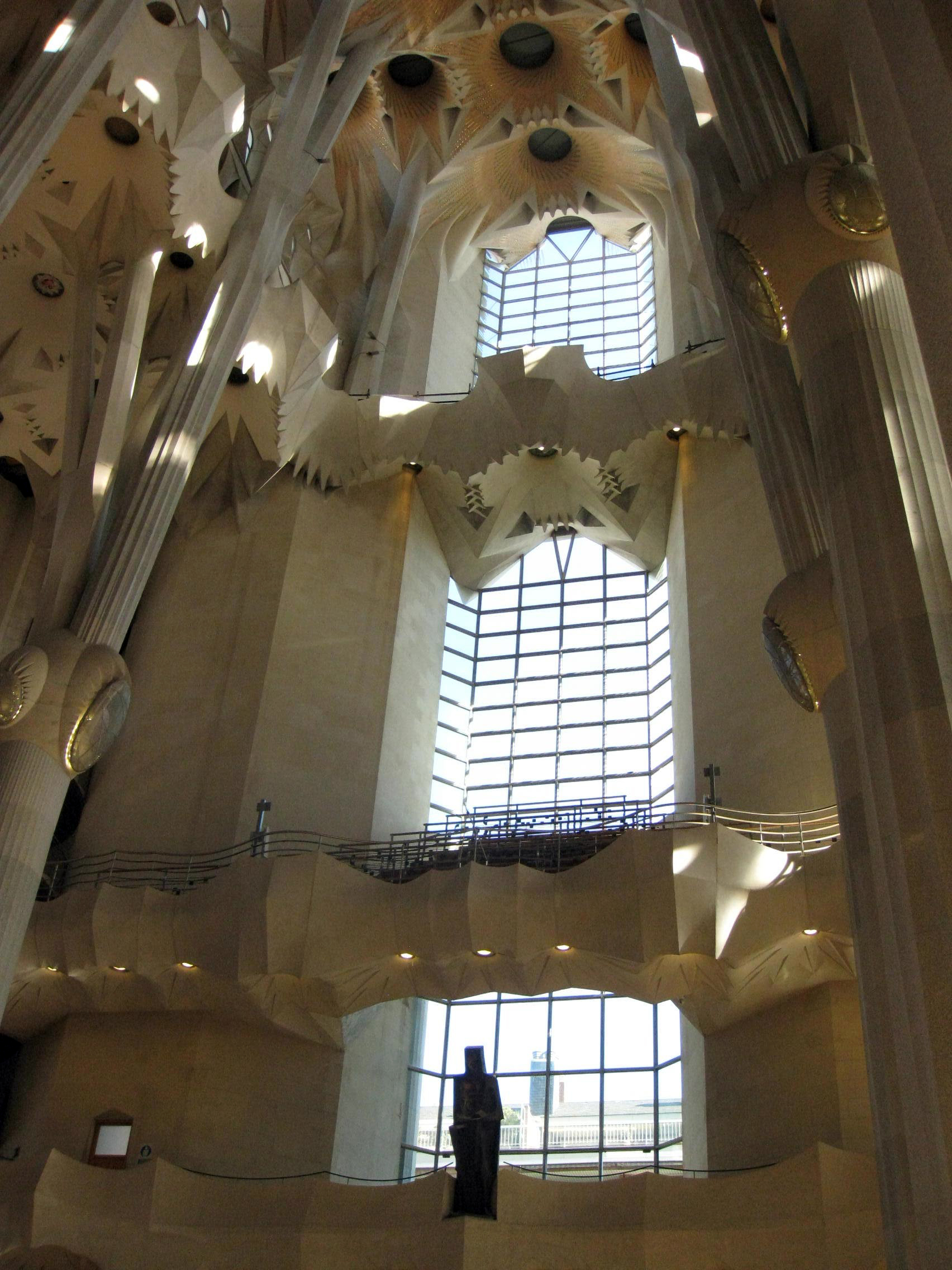
Fațada Gloriei din interior
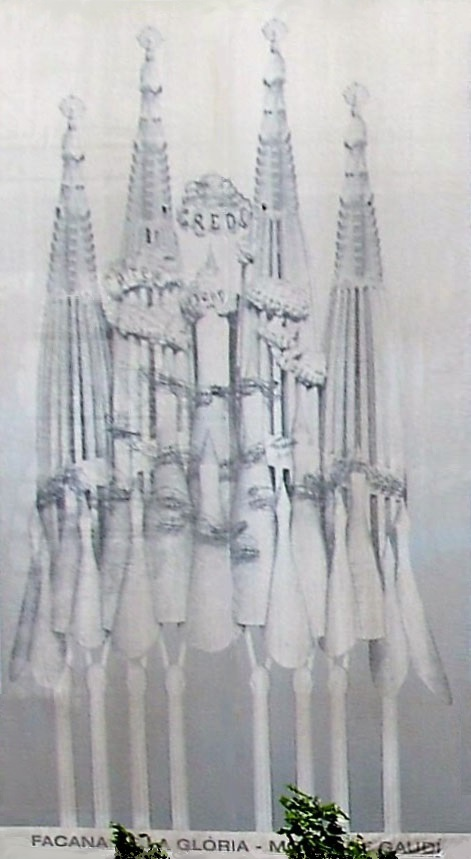
Desen al fațadei

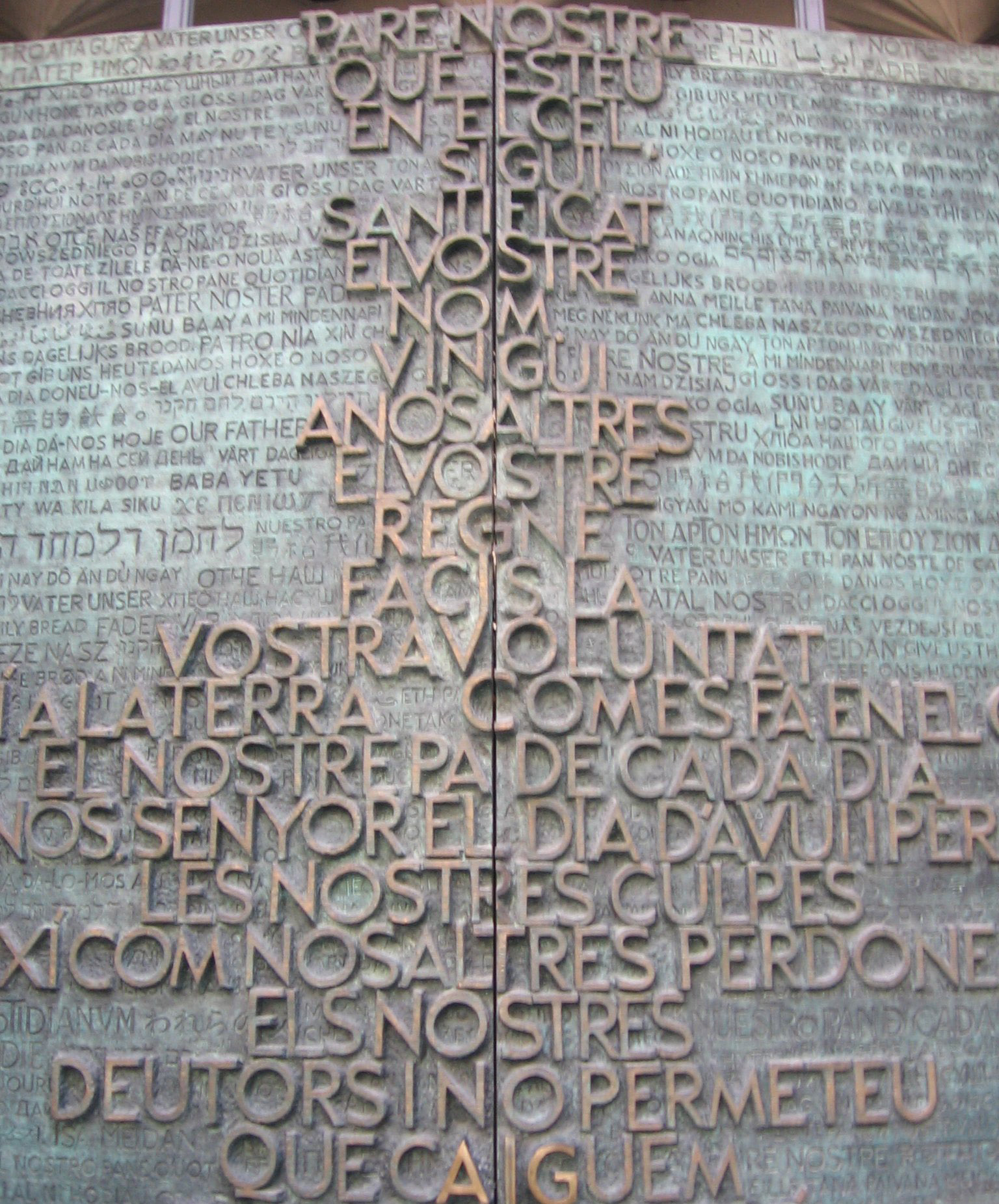
Ușa de pe Fațada Gloriei, care prezintă, în partea de jos, inițialele „A...G” pentru Antoni Gaudí.

Cea mai mare și cea mai impresionantă dintre fațade va fi Fațada Gloriei, a cărei construcție a început în 2002. Aceasta va fi fațada principală și va oferi acces la nava centrală. Dedicată Gloriei Celeste a lui Isus, fațada reprezintă calea către Dumnezeu: Moartea, Judecata de Apoi și Gloria, în timp ce Iadul este lăsat pentru cei care se abat de la voia lui Dumnezeu. Conștient că nu va trăi suficient pentru a vedea această fațadă finalizată, Gaudí a realizat un model care a fost distrus în 1936, ale cărui fragmente originale au fost folosite ca bază pentru dezvoltarea designului fațadei. Finalizarea acestei fațade ar putea necesita demolarea parțială a blocului de clădiri de pe cealaltă parte a străzii Carrer de Mallorca. Decizia era așteptată să fie propusă în mai 2023.
Pentru a ajunge la Porticul Gloriei, scara mare va trece peste pasajul subteran construit sub Carrer de Mallorca, având decorațiuni ce reprezintă Iadul și viciile. În alte proiecte, stada Carrer de Mallorca va trebui să fie deviată în subteran. Fațada va fi decorată cu demoni, idoli, zei falși, erezii și schisme etc. De asemenea, Purgatoriul și moartea vor fi reprezentate, aceasta din urmă prin morminte amplasate de-a lungul solului. La baza coloanelor vor fi reprezentări ale celor șapte păcate capitale, iar în vârf, cele șapte virtuți cerești.
Această fațadă va avea cinci uși corespunzătoare celor cinci nave ale templului, iar cea centrală va avea o intrare triplă, oferind Fațadei Gloriei un total de șapte uși care vor reprezenta sacramentele:
- Botezul
- Confirmarea
- Euharistia
- Pocăința
- Hirotonirea
- Căsătoria
- Ungerea bolnavilor

În septembrie 2008, au fost instalate ușile Fațadei Gloriei, realizate de Subirachs. Aceste uși centrale poartă textul rugăciunii „Tatăl nostru” în catalană, în relief înalt, însoțit de cuvintele „Tatăl nostru” și „Pâinea noastră cea de toate zilele, dă-ne-o nouă astăzi”, inscripționate în cincizeci de limbi diferite. Mânerele ușii sunt literele „A” și „G”, formând inițialele lui Antoni Gaudí, în cadrul expresiei „no permeteu que caiguem en la temptació” („nu ne duce în ispită”).

### Interior

Interior în Sagrada Familia
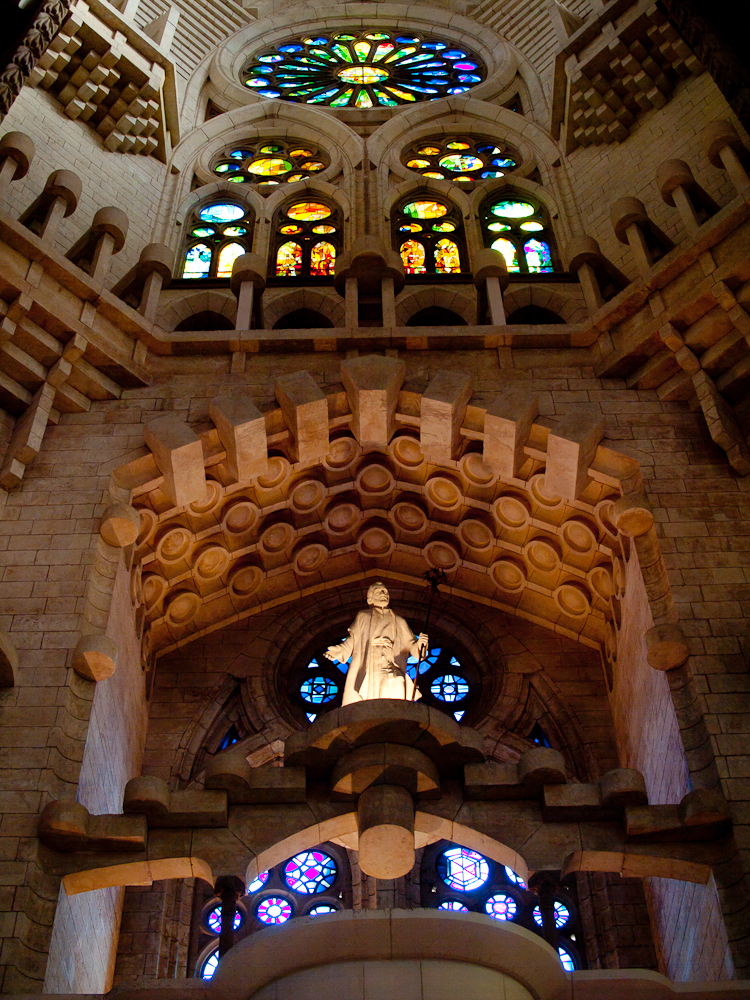
Privire spre nord-est
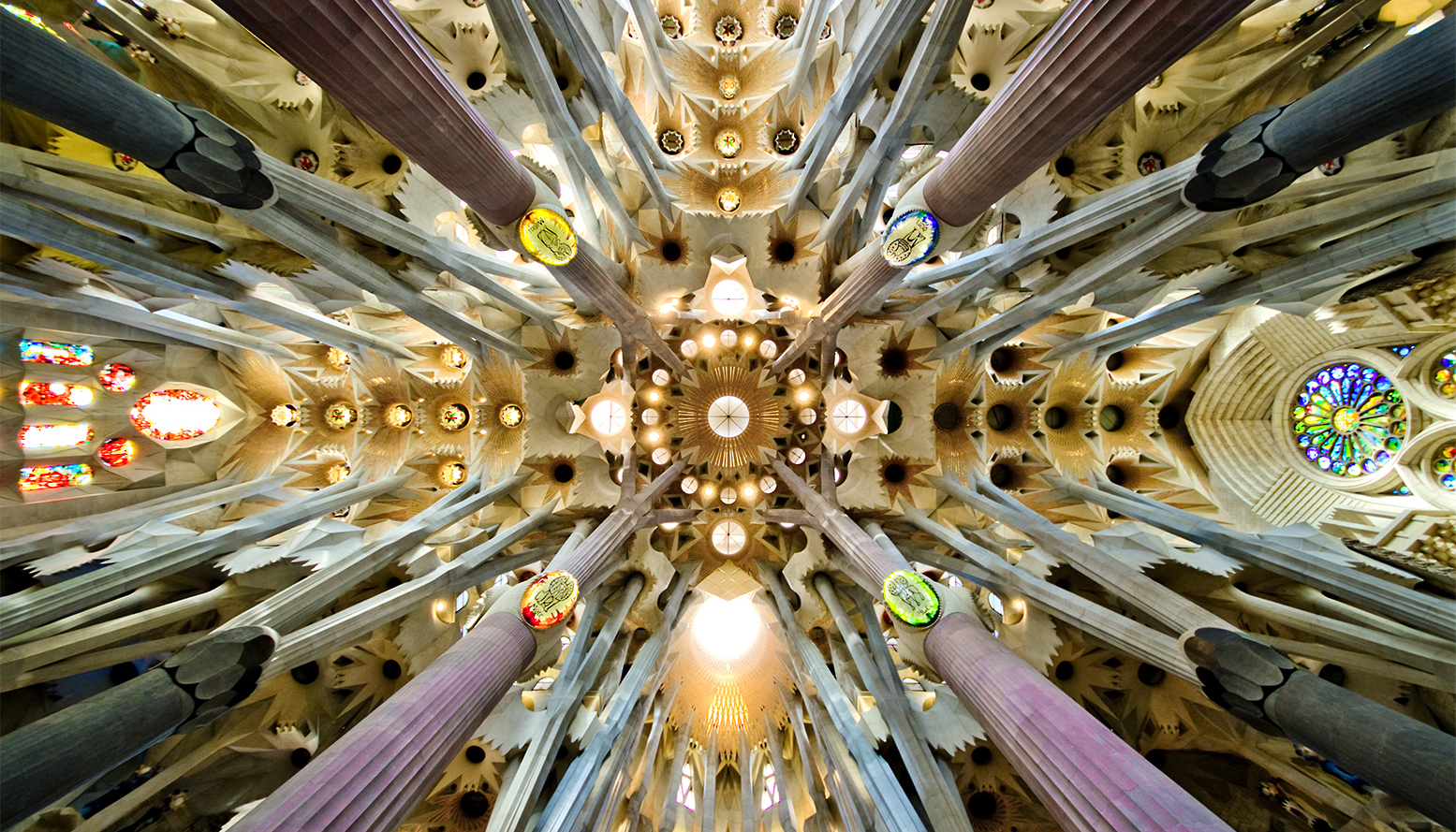
Detaliu al tavanului din naos. Gaudí a proiectat coloanele astfel încât să semene cu copacii și ramurile.
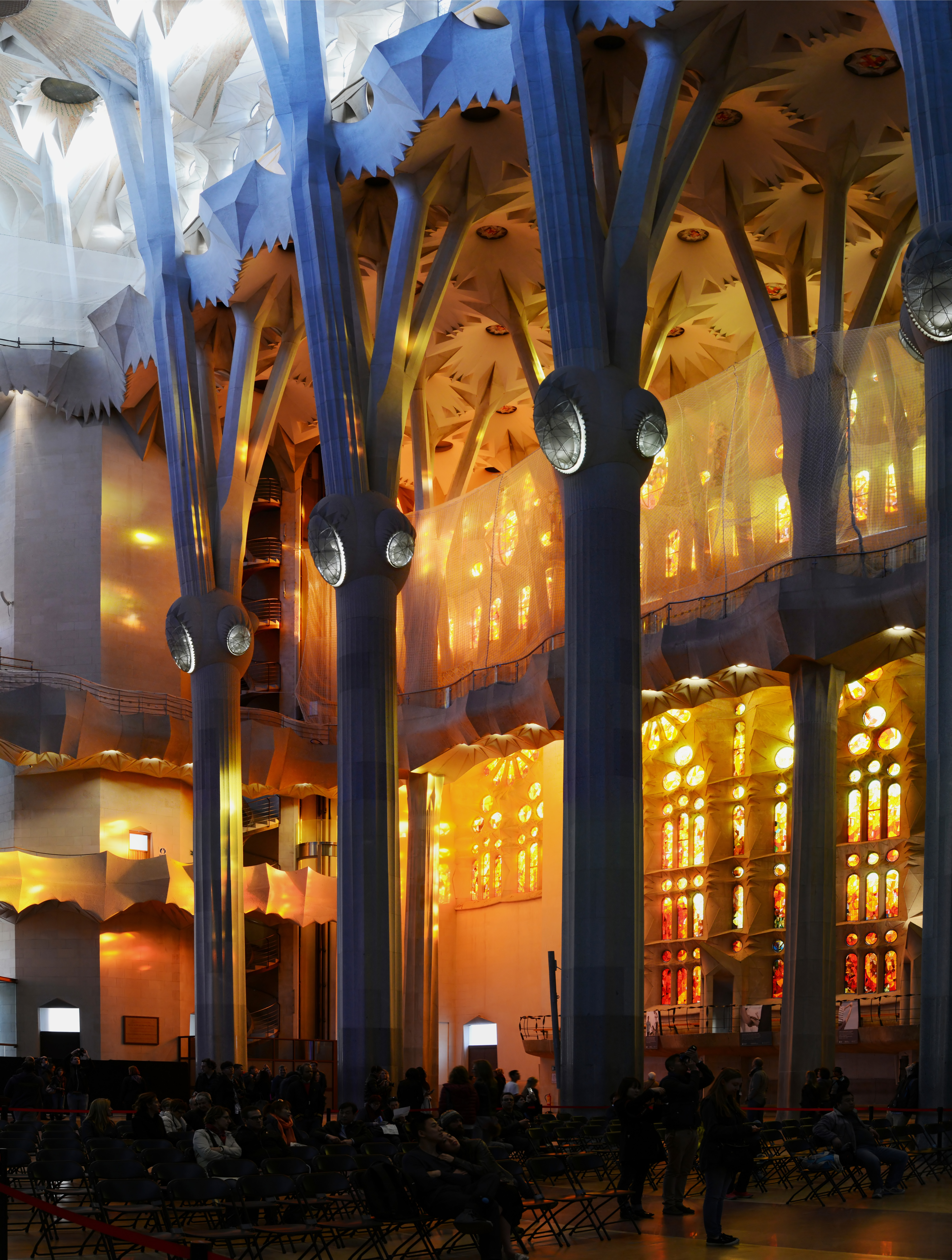
Naosul
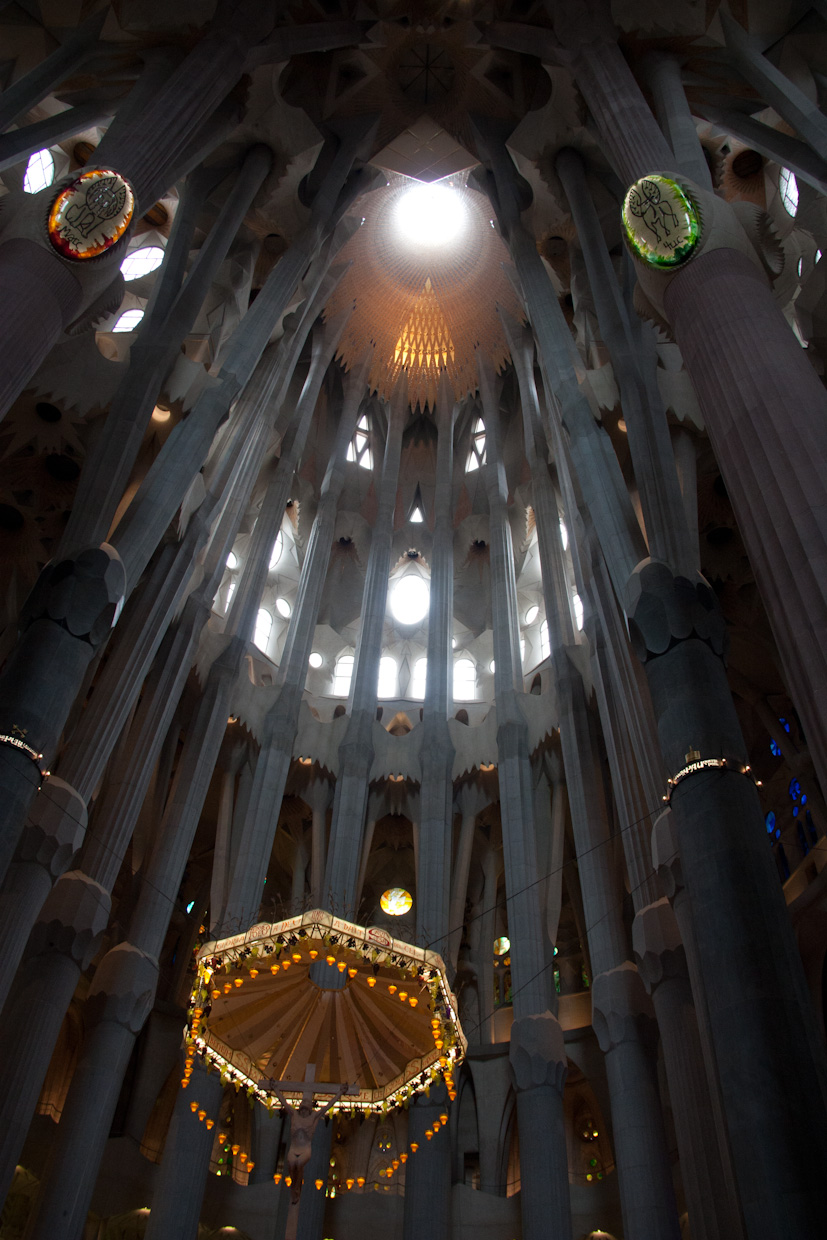
Tavanul absidei (înainte de instalarea vitraliilor)
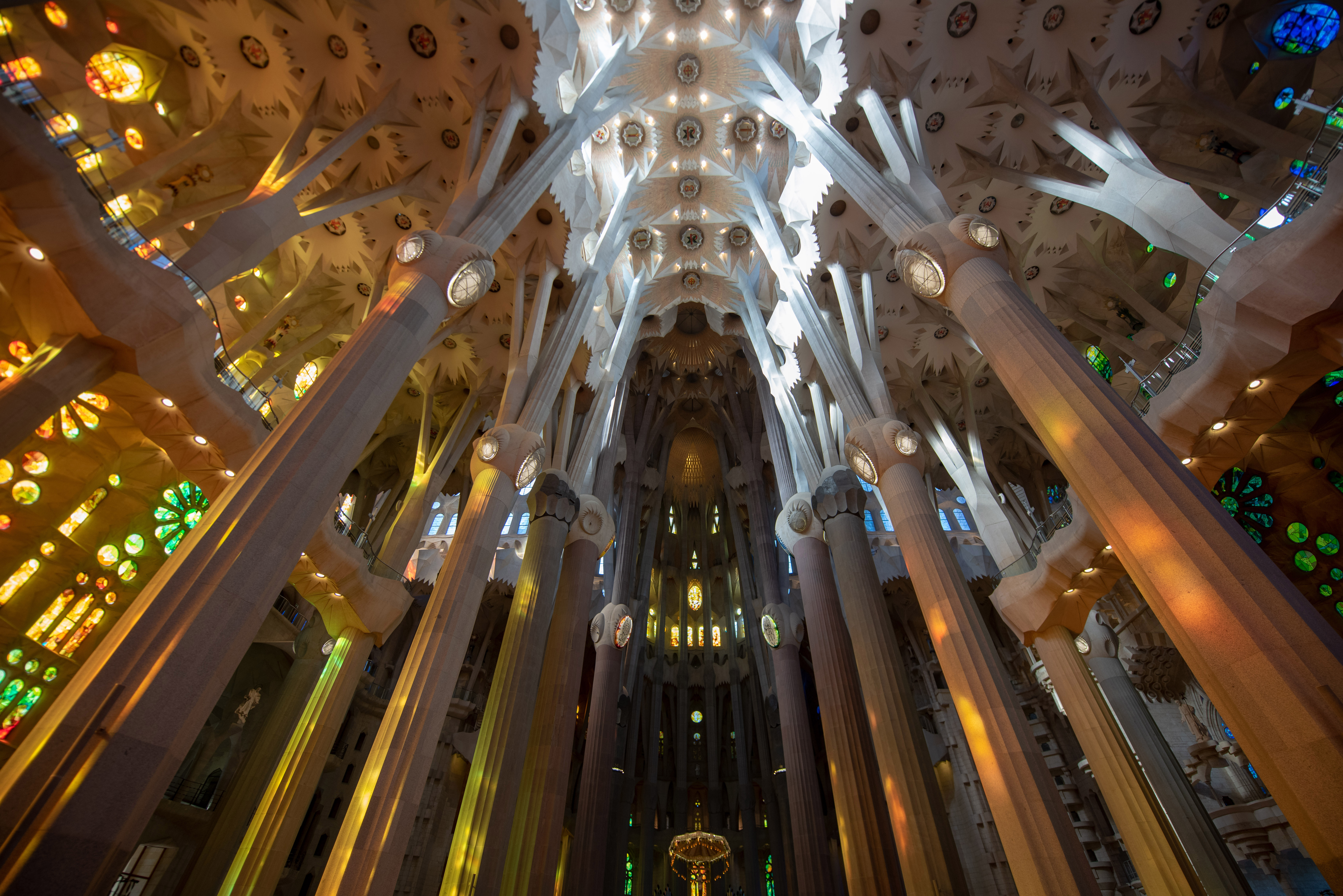
Tavanul și coloanele naosului

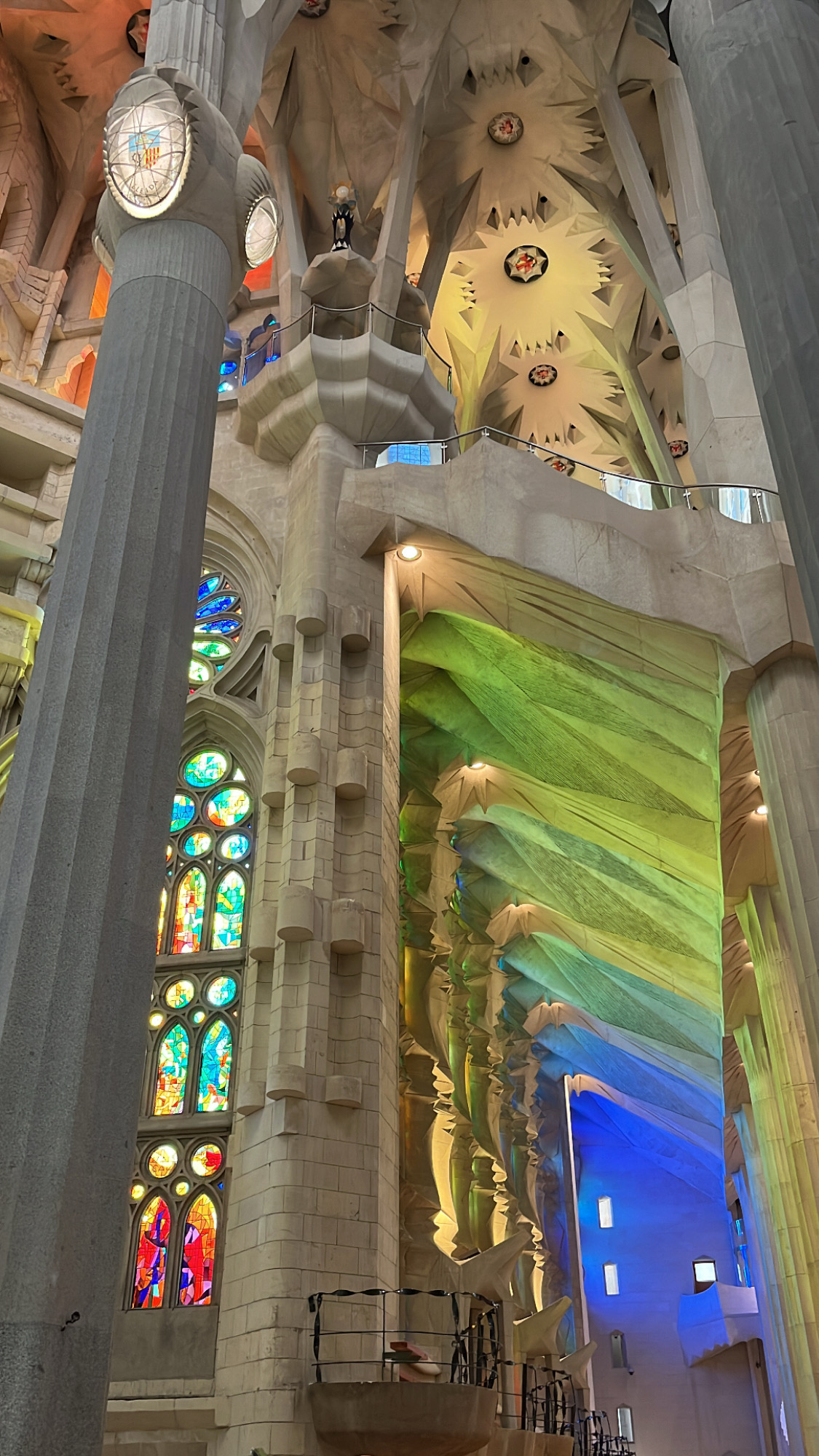
Lumina care bate prin vitralii

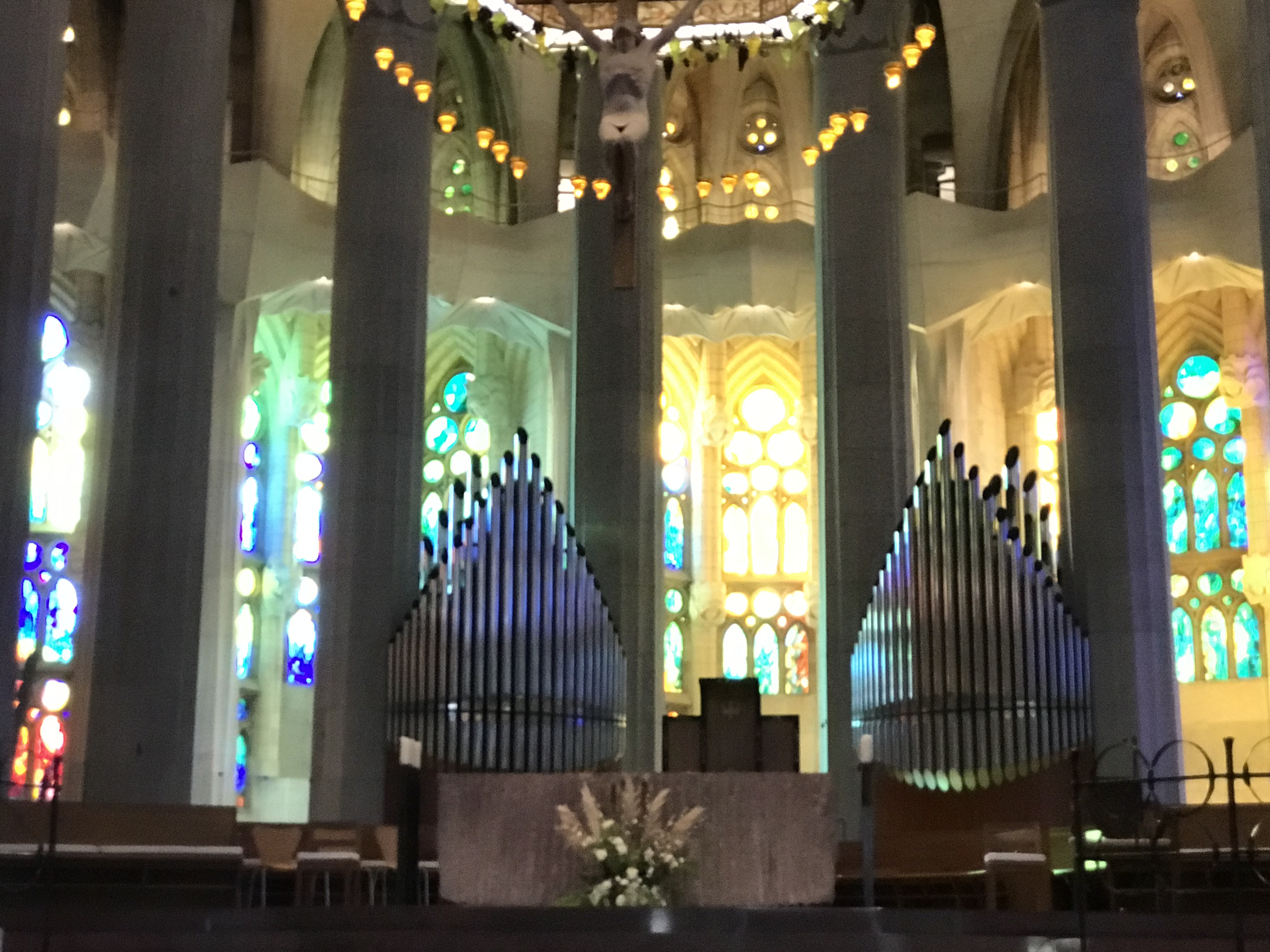
Orgă situată în sanctuar

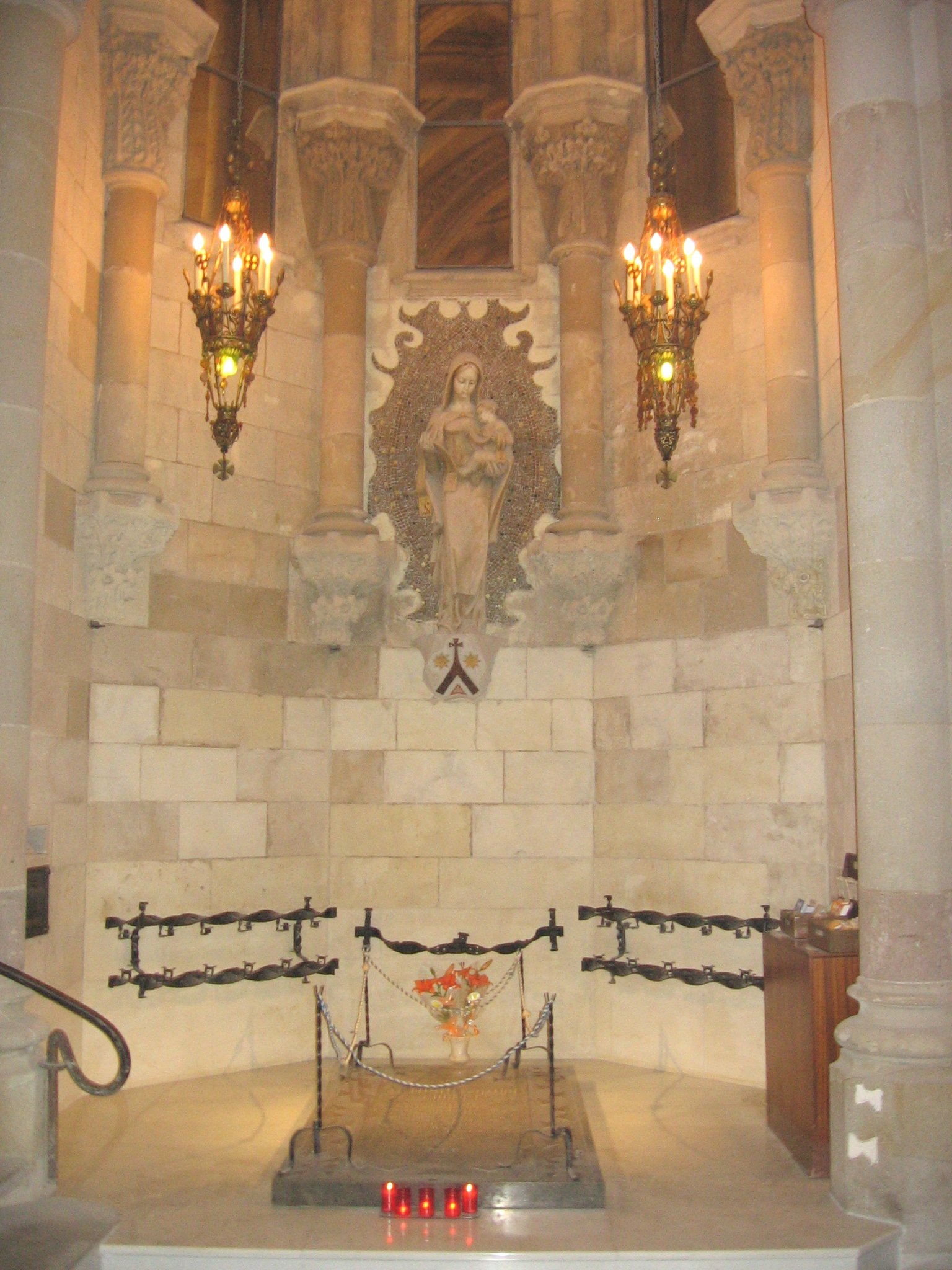
Capela Doamnei Noastre a Carmelului, cu mormântul lui Gaudí.
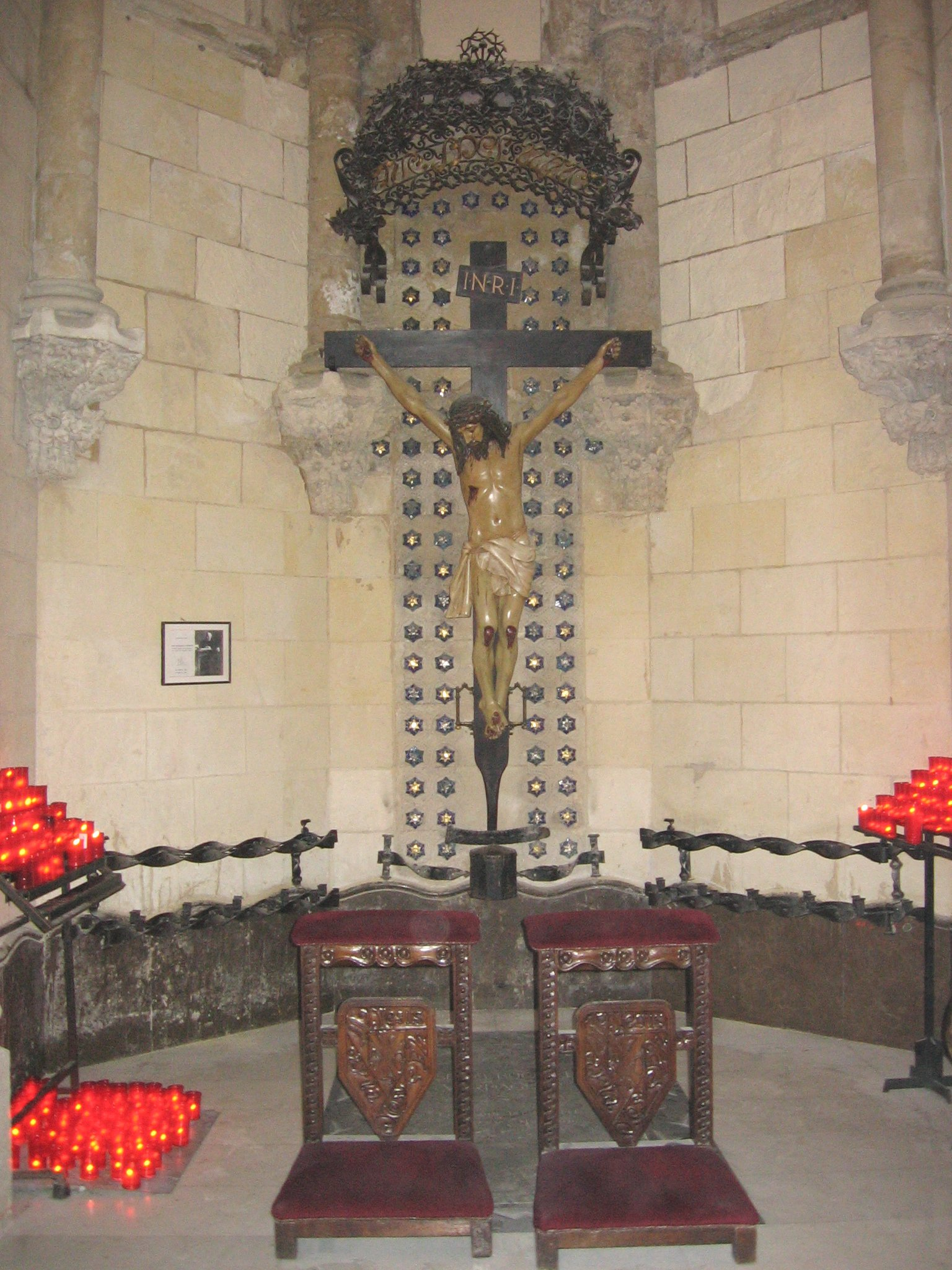
Capela Sfântului Hristos.
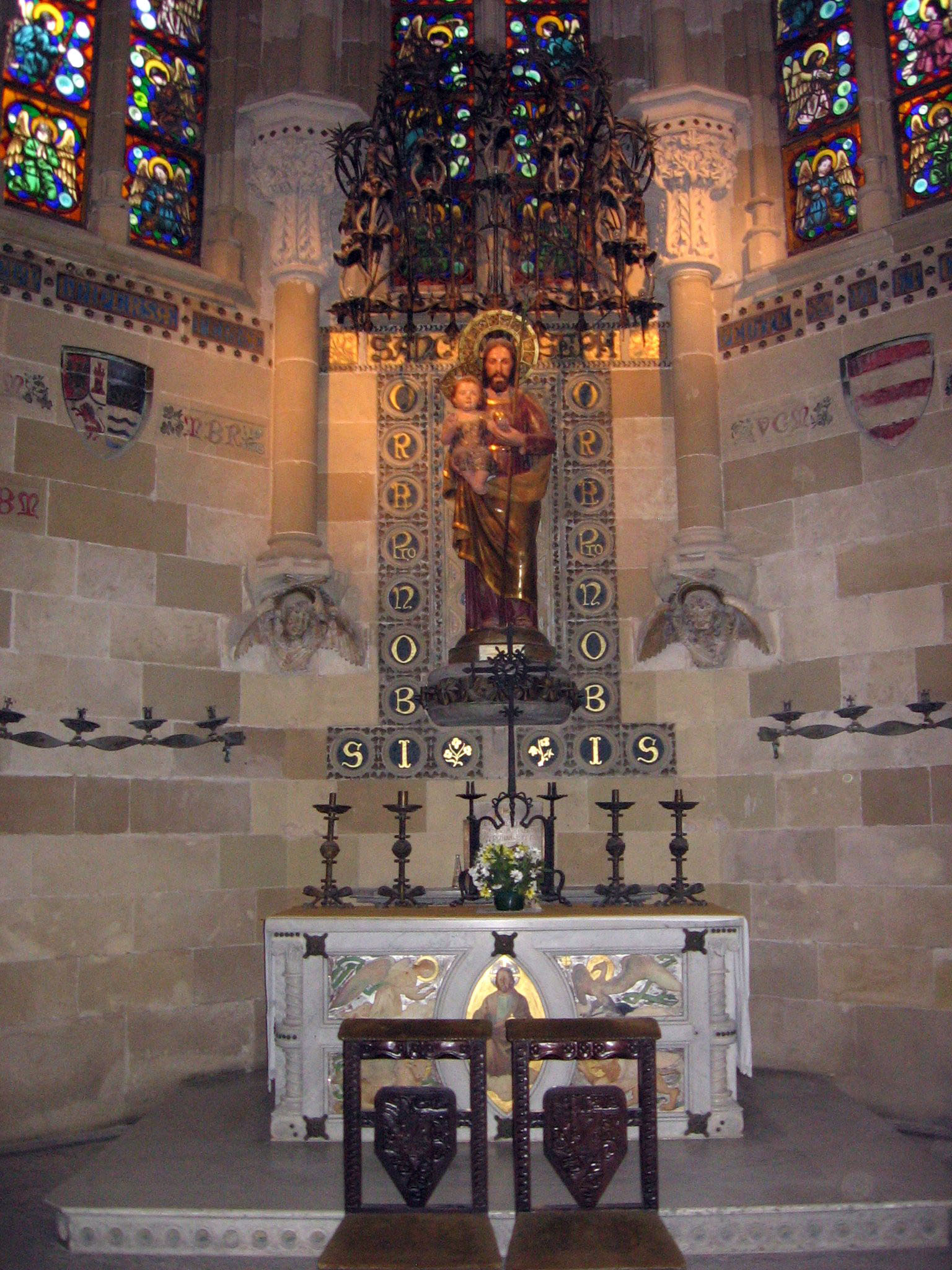
Capela Sfântului Iosif.
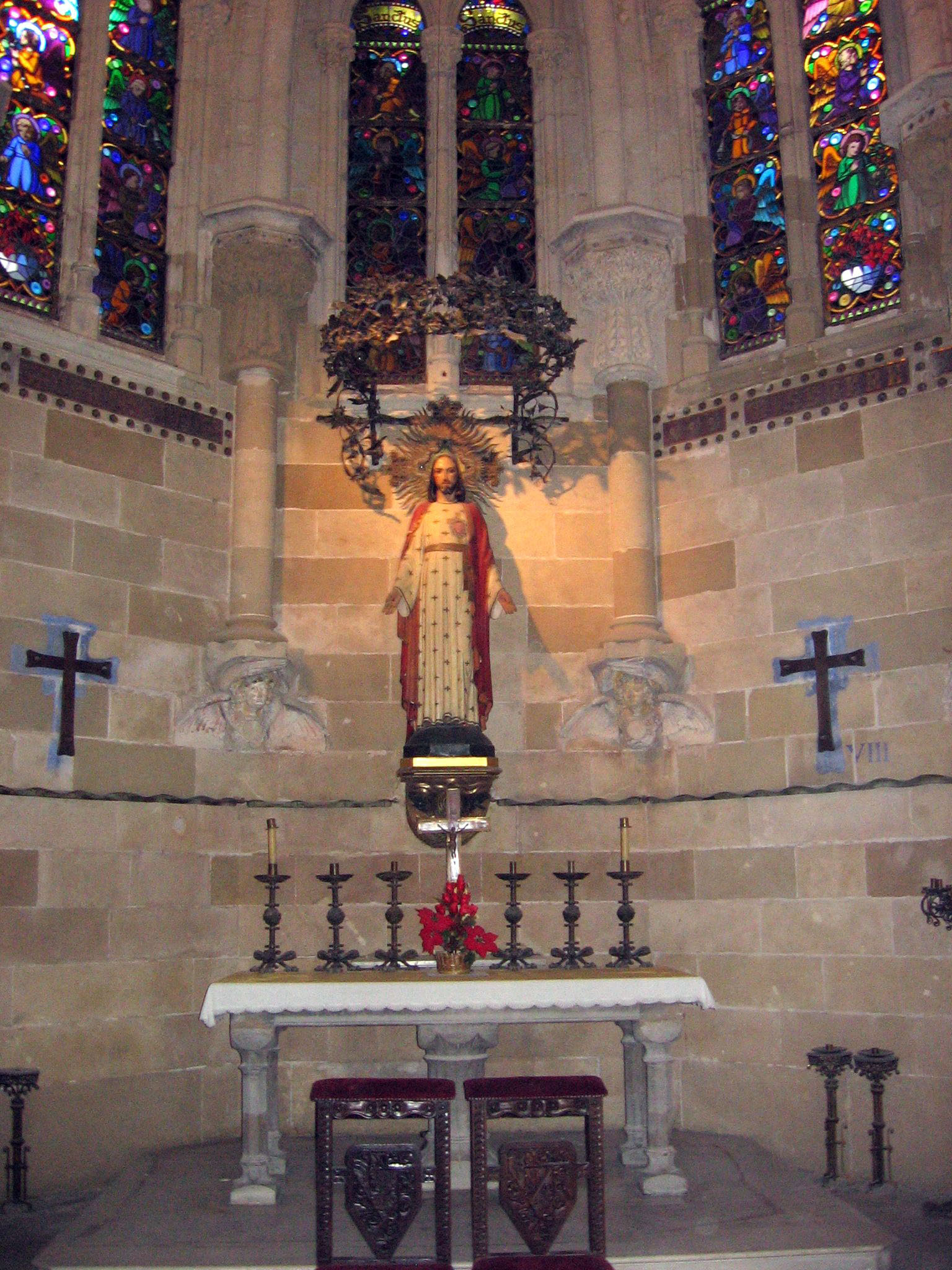
Capela Inimii Sacre.
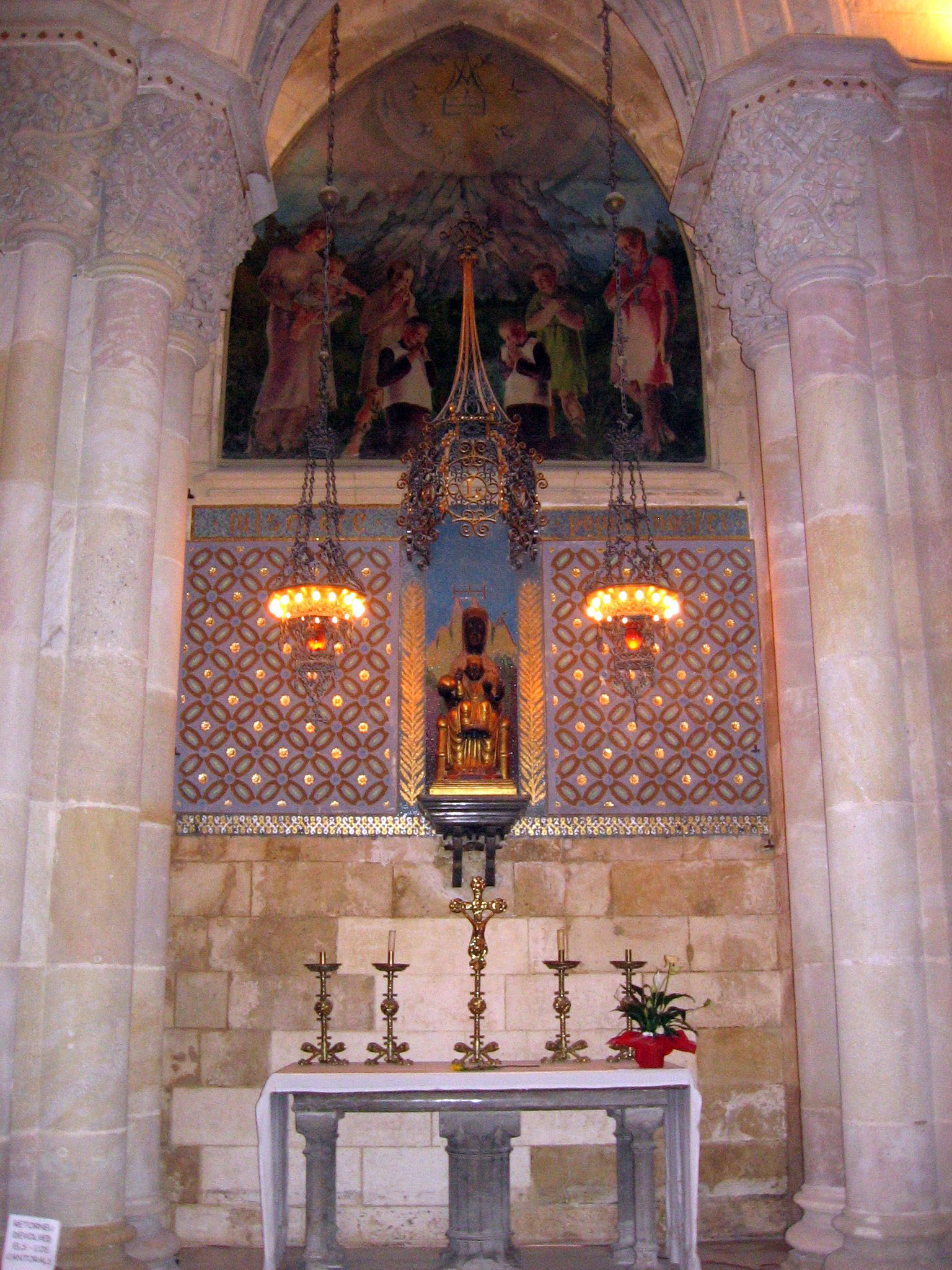
Capela Maicii Domnului de la Montserrat
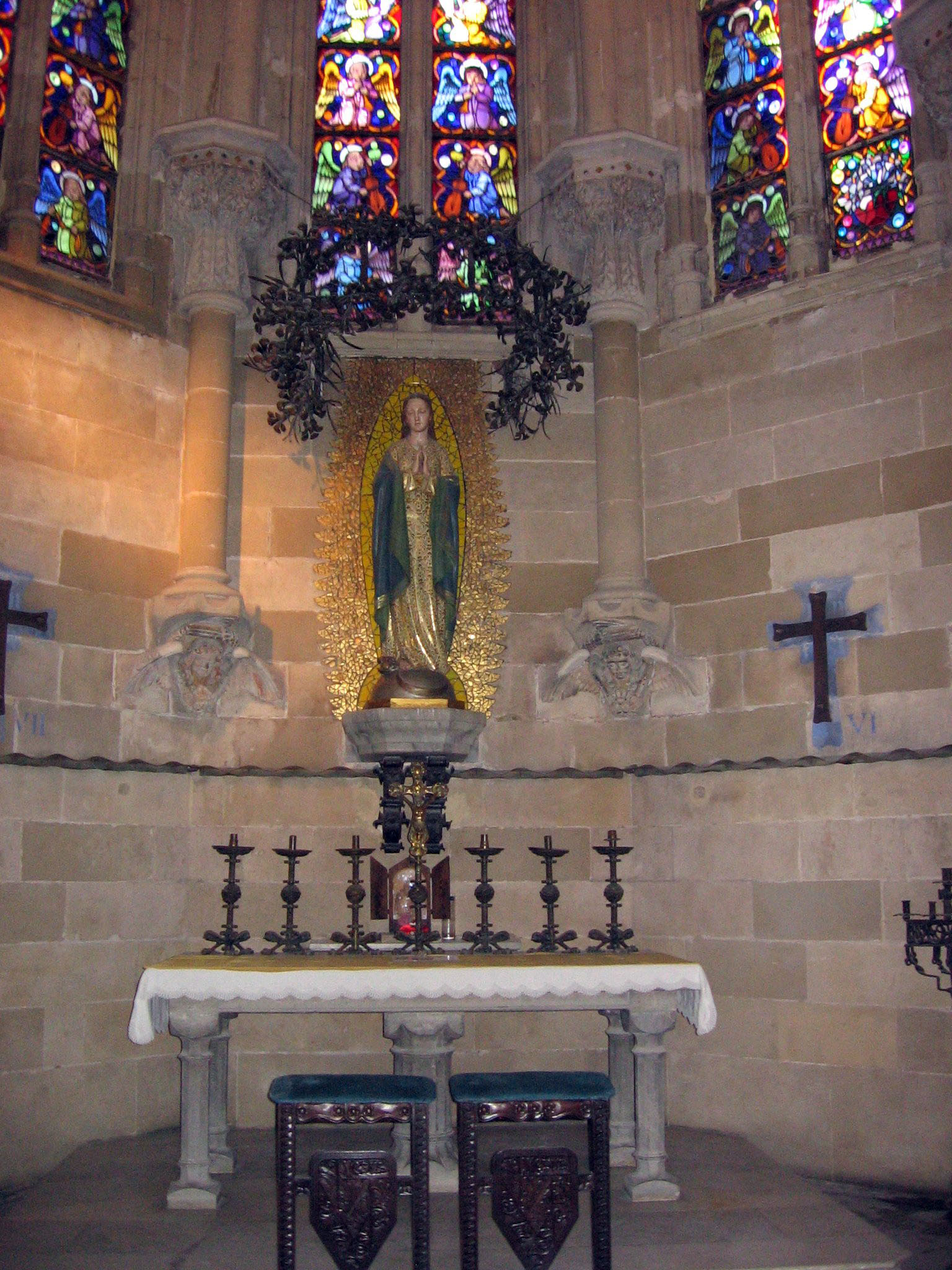
Capela Neprihănitei Zămisliri
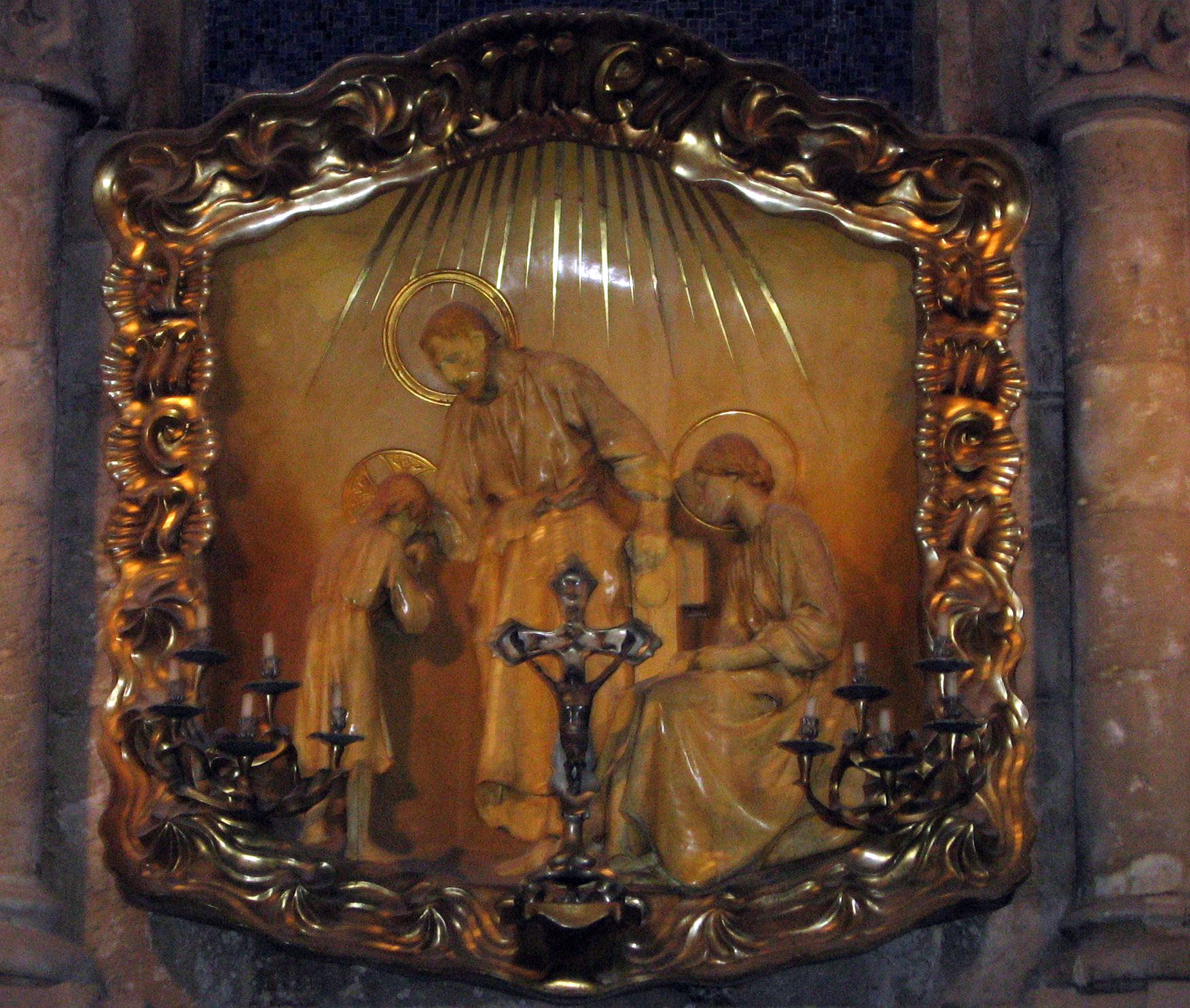
Sagrada Familia, de Josep Llimona
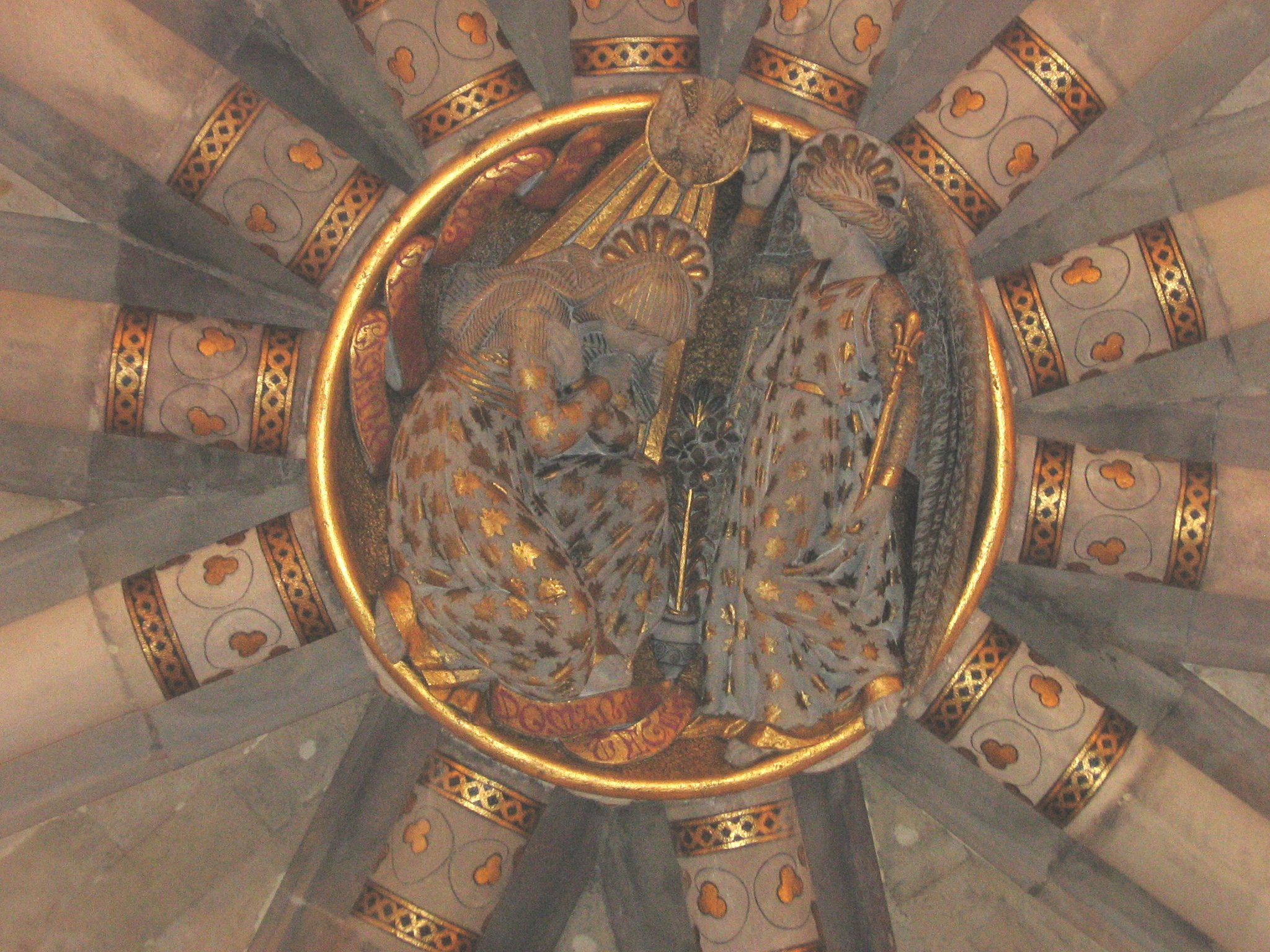
„Buna Vestire”, de Joan Flotats.

Planul bisericii este în formă de cruce latină, cu cinci nave. Bolțile navei centrale ajung la o înălțime de patruzeci și cinci de metri (148 de picioare), în timp ce bolțile navale laterale ating treizeci de metri (98 de picioare). Transeptul are trei nave. Coloanele sunt dispuse pe o grilă de 7,5 metri (25 de picioare). Cu toate acestea, coloanele absidei, care se sprijină pe fundația lui del Villar, nu respectă această grilă, necesitând o secțiune de coloane în jurul ambulatoriului pentru a face tranziția la grilă, creând astfel un model în formă de potcoavă în aranjamentul acelor coloane. Zona de întâlnire se sprijină pe cele patru coloane centrale de porfir, care susțin un mare hiperboloid înconjurat de două inele formate din douăsprezece hiperboloizi (în prezent în construcție). Bolta centrală ajunge la o înălțime de șaizeci de metri (200 de picioare). Absida este acoperită de o boltă hiperboloidă care ajunge la șaptezeci și cinci de metri (246 de picioare). Gaudí a intenționat ca un vizitator care stă la intrarea principală să poată vedea bolțile navei, transeptului și absidei, de aici și creșterea gradată a înălțimii bolților.
Există spații în podeaua absidei, care oferă o priveliște în criptă.
Coloanele din interior sunt un design unic al lui Gaudí. Pe lângă ramificarea lor pentru a susține greutatea, suprafețele lor în continuă schimbare sunt rezultatul intersecției diverselor forme geometrice. Cel mai simplu exemplu este cel al unei coloane cu bază pătrată care evoluează într-un octogon pe măsură ce se înalță, apoi într-o formă cu șaisprezece laturi și, în cele din urmă, într-un cerc. Acest efect este rezultatul unei intersecții tridimensionale a coloanelor elicoidale (de exemplu, o coloană cu secțiune transversală pătrată răsucindu-se în sensul acelor de ceas și una similară răsucindu-se în sens invers).

Practic, niciuna dintre suprafețele interioare nu este plană; ornamentația este cuprinzătoare și bogată, constând în mare parte din forme abstracte care combină curbe netede cu puncte ascuțite. Chiar și detaliile, precum balustradele din fier pentru balcoane și scări, sunt pline de elaborări curbilinii.

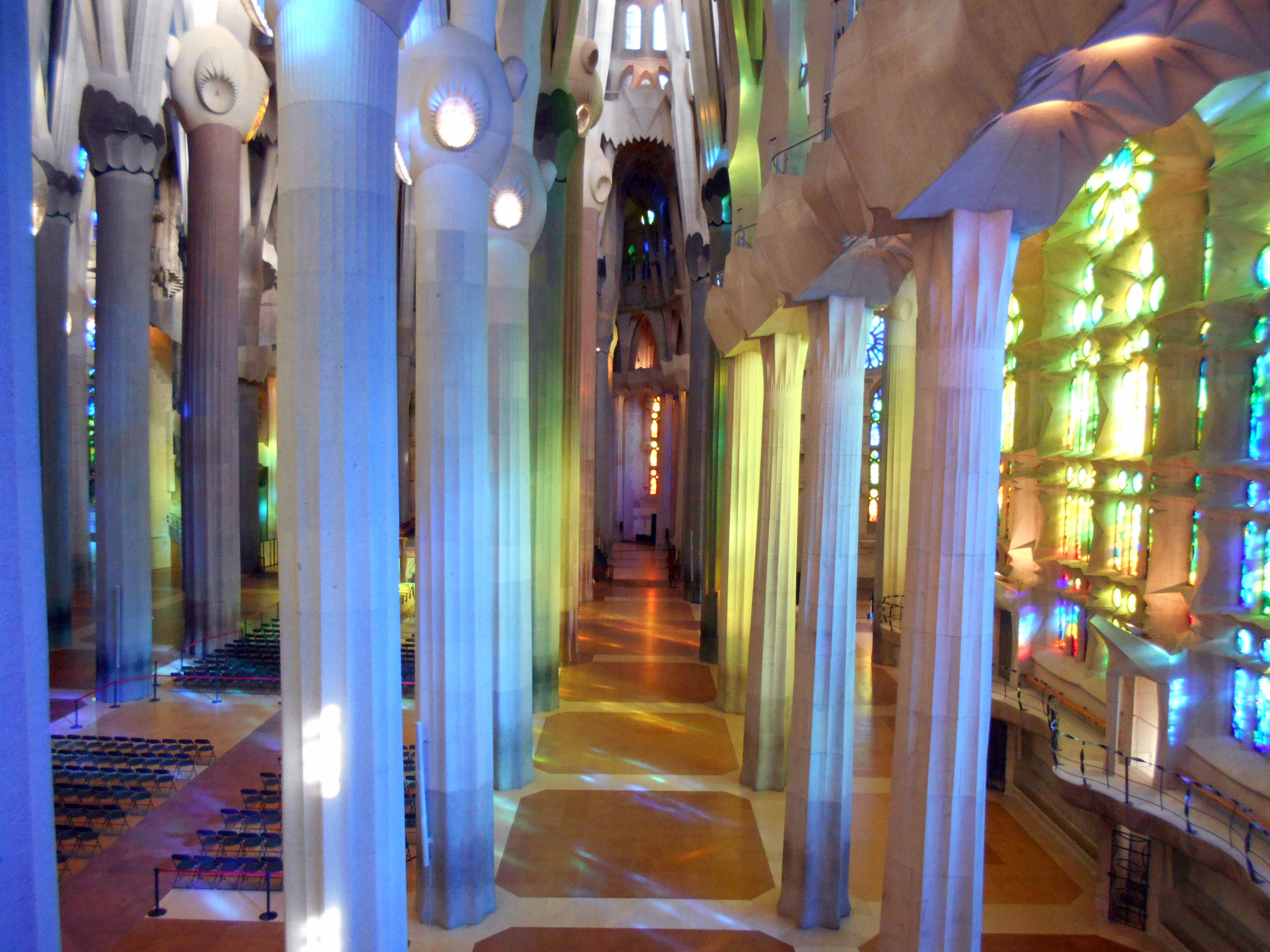
Detaliu interior
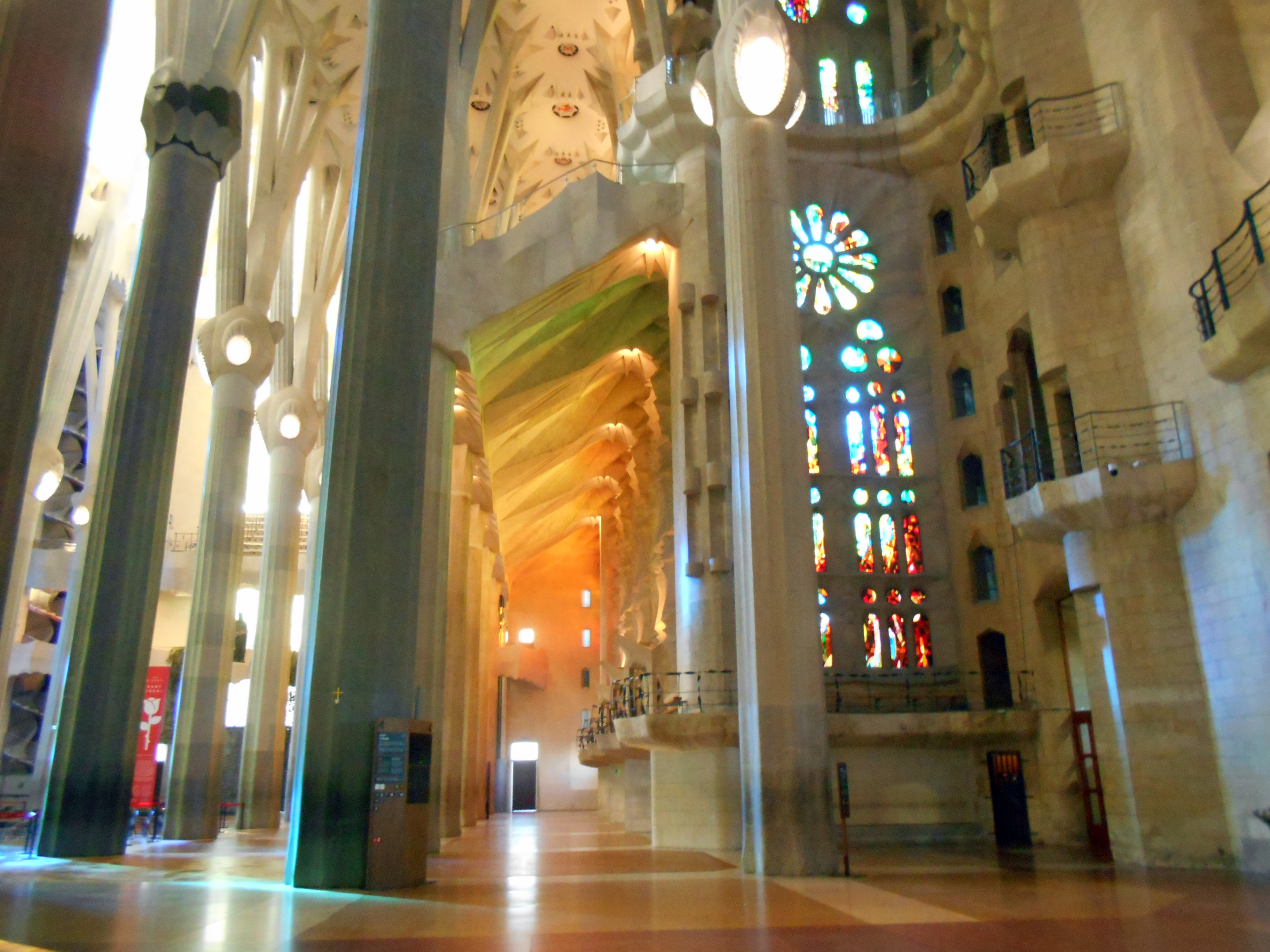
Naos lateral, fatada Pasiunii
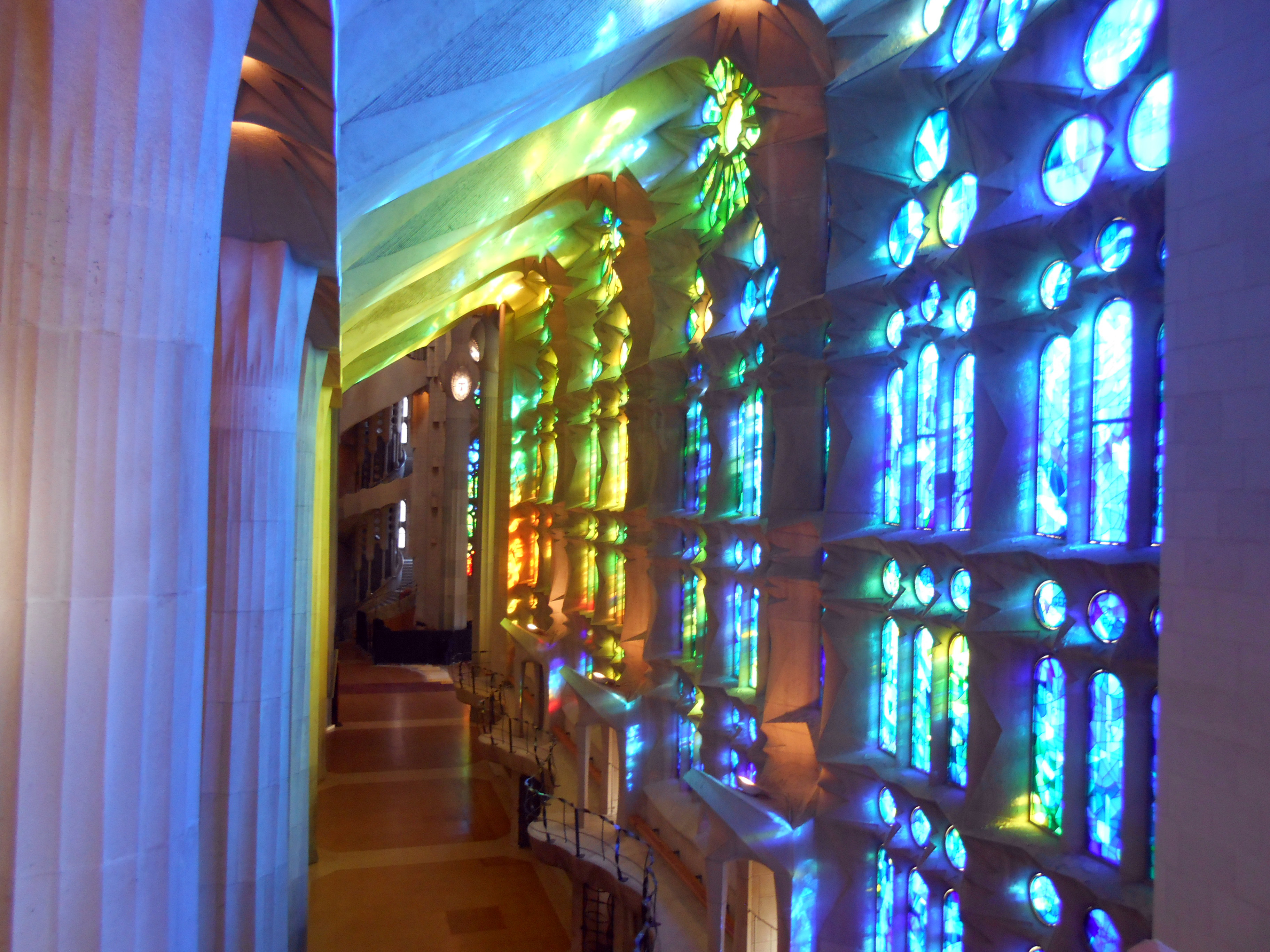
Naos lateral, fațada Nașterii Domnului
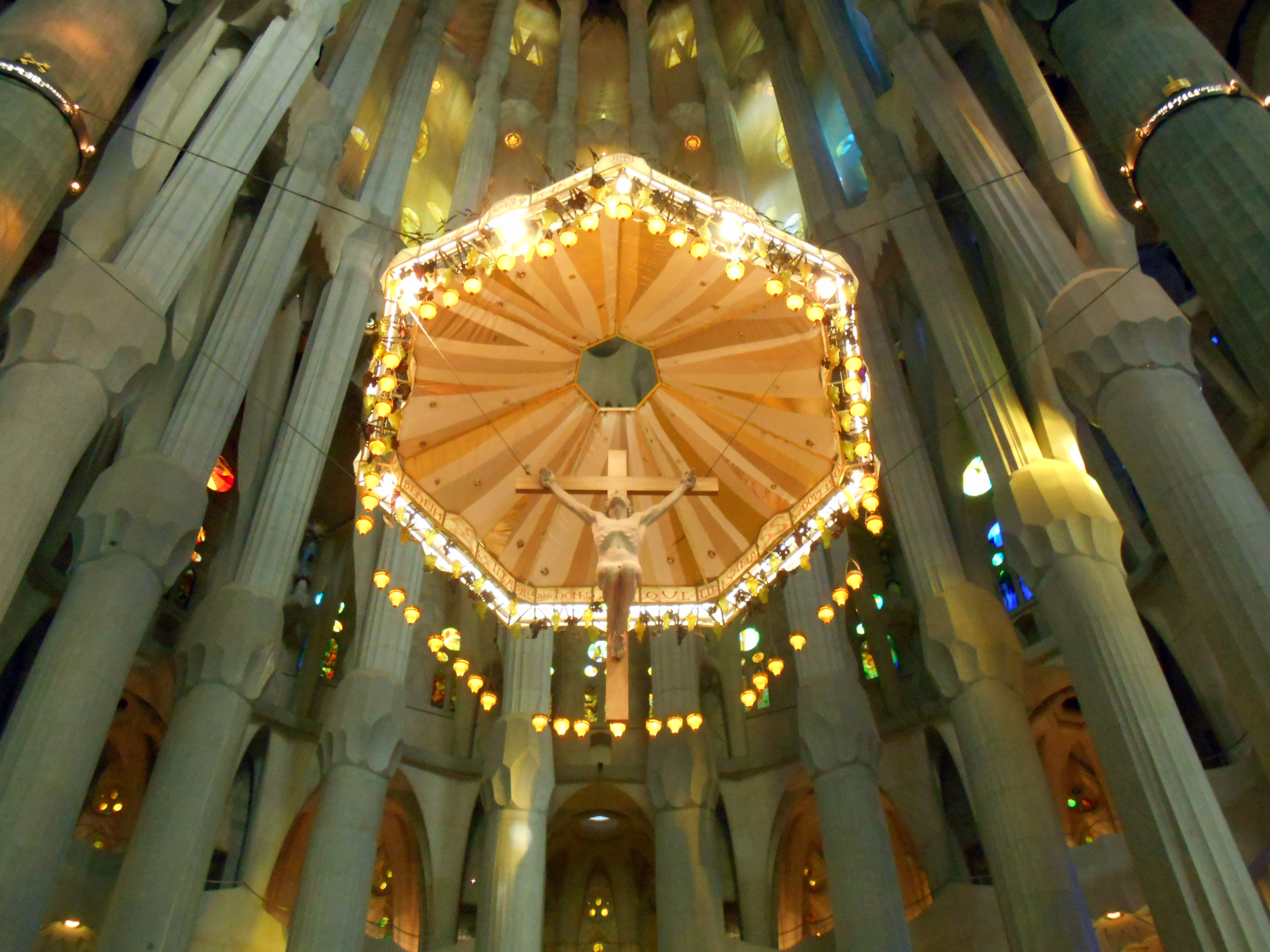
Baldachin
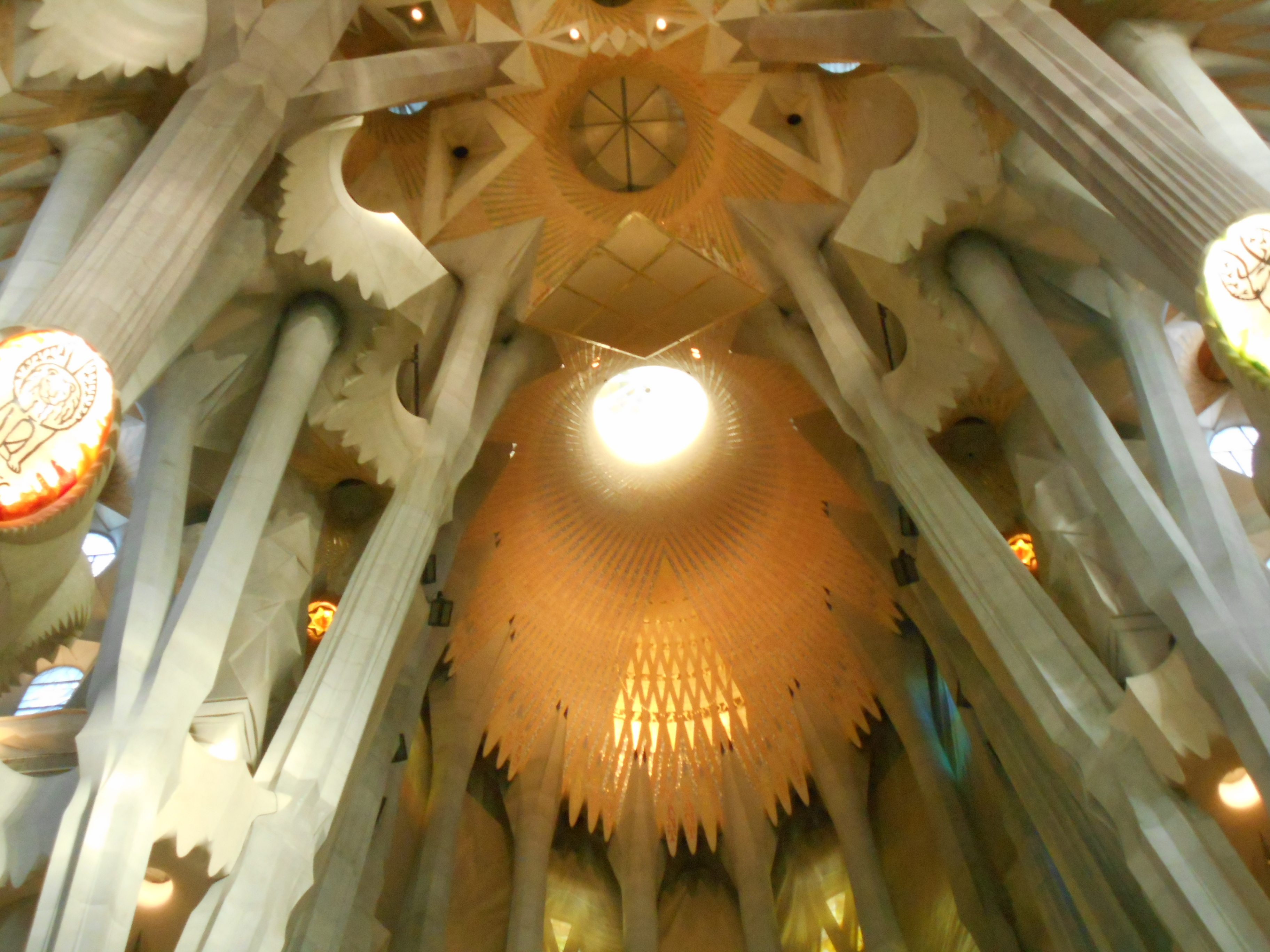
Reprezentarea lui Dumnezeu Creatorul
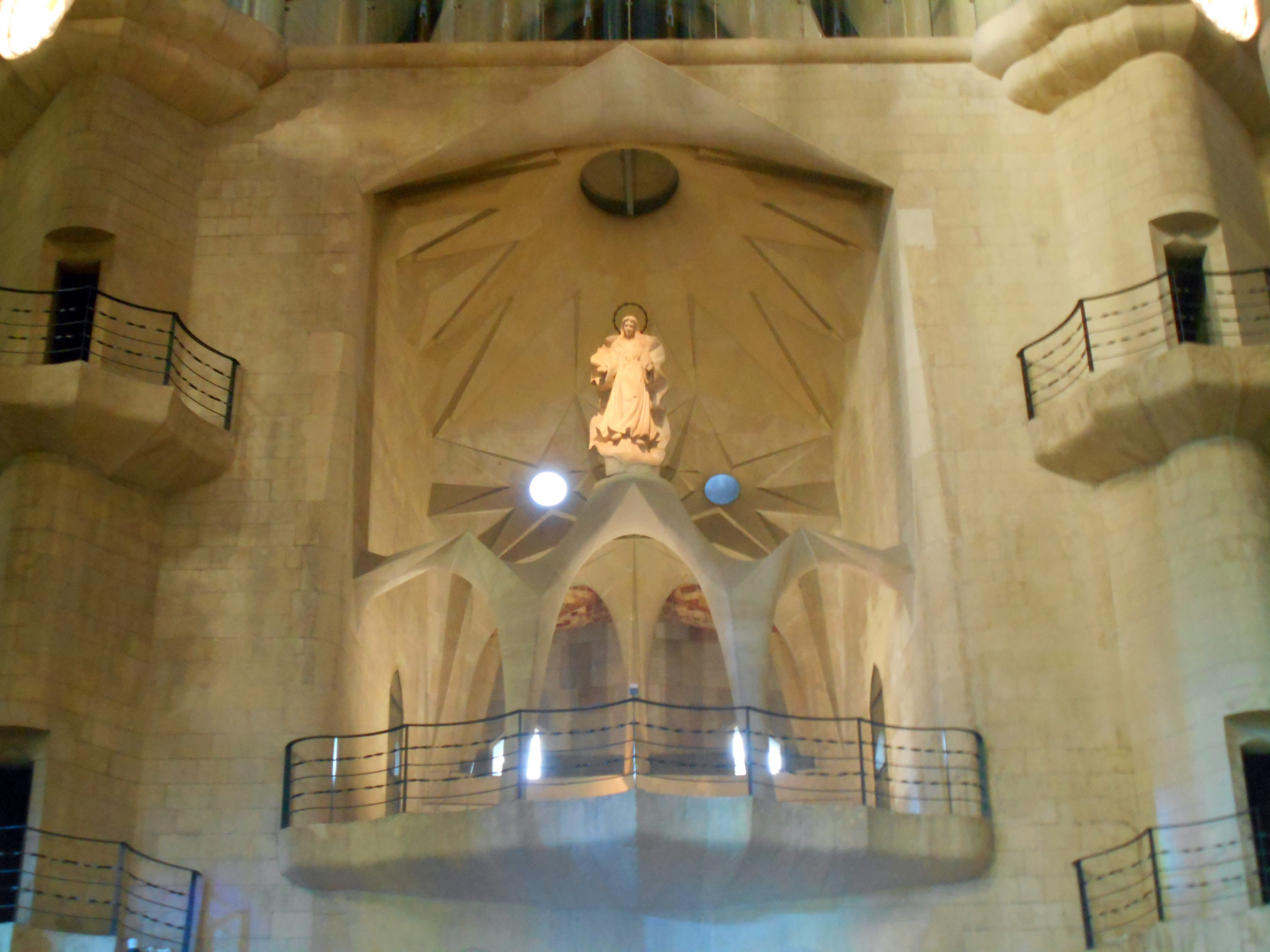
Statuia Fecioarei Maria
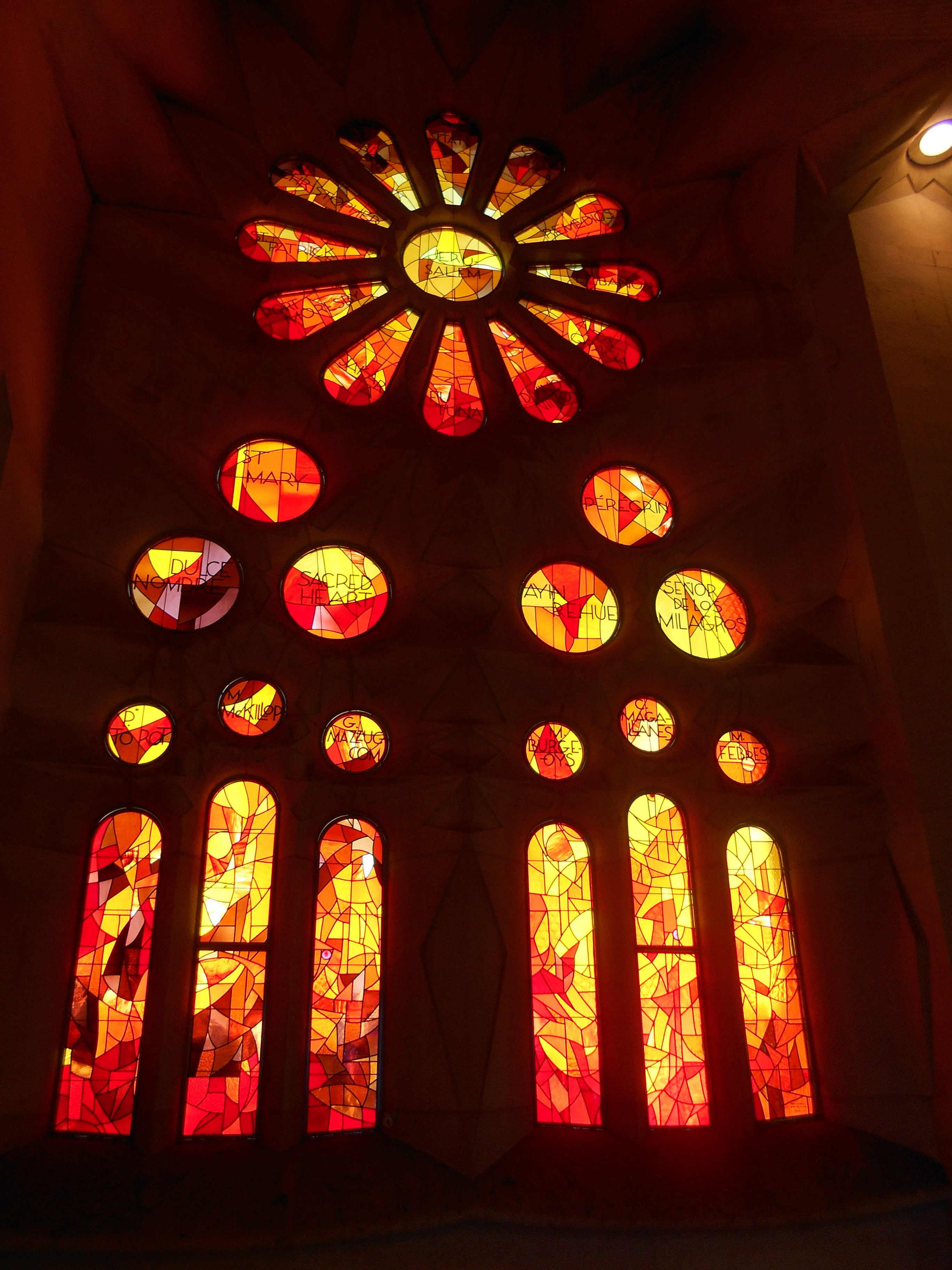
Vitraliu

#### Orgă
În 2010, o orgă a fost instalată în altar de către constructorii de orgi Blancafort Orgueners de Montserrat. Instrumentul are 26 de registre (1.492 de tuburi) pe două manuale și o pedalieră.
Pentru a depăși provocările acustice unice impuse de arhitectura și dimensiunea vastă a bisericii, mai multe orgi suplimentare vor fi instalate în diferite puncte din interiorul clădirii. Aceste instrumente vor putea fi cântate separat (de la consolele lor individuale) și simultan (de la o singură consolă mobilă), creând, atunci când vor fi finalizate, un ansamblu de aproximativ 8.000 de tuburi.

### Detalii geometrice
Turnurile de pe Fațada Nașterii sunt încununate cu vârfuri de formă geometrică, care amintesc de Cubism (au fost finalizate în jurul anului 1930), iar decorațiunile complexe sunt contemporane cu stilul Art Nouveau. Totuși, stilul unic al lui Gaudí s-a inspirat în principal din natură, nu din alți artiști sau arhitecți, și rezistă categorisirii.
Gaudí a folosit structuri hiperboloidale în proiectele ulterioare pentru Sagrada Família (mai evident după 1914). Cu toate acestea, există câteva locuri pe Fațada Nașterii—un design care nu este asociat cu suprafețele regulate ale lui Gaudí—unde apare hiperboloidul. În final, turnurile în formă de „mitră episcopală” sunt încununate cu structuri hiperboloidale. În proiectele sale ulterioare, suprafețele regulate sunt proeminente în bolțile și ferestrele navei, precum și pe suprafețele Fațadei Pasiunii.

### Simbolism

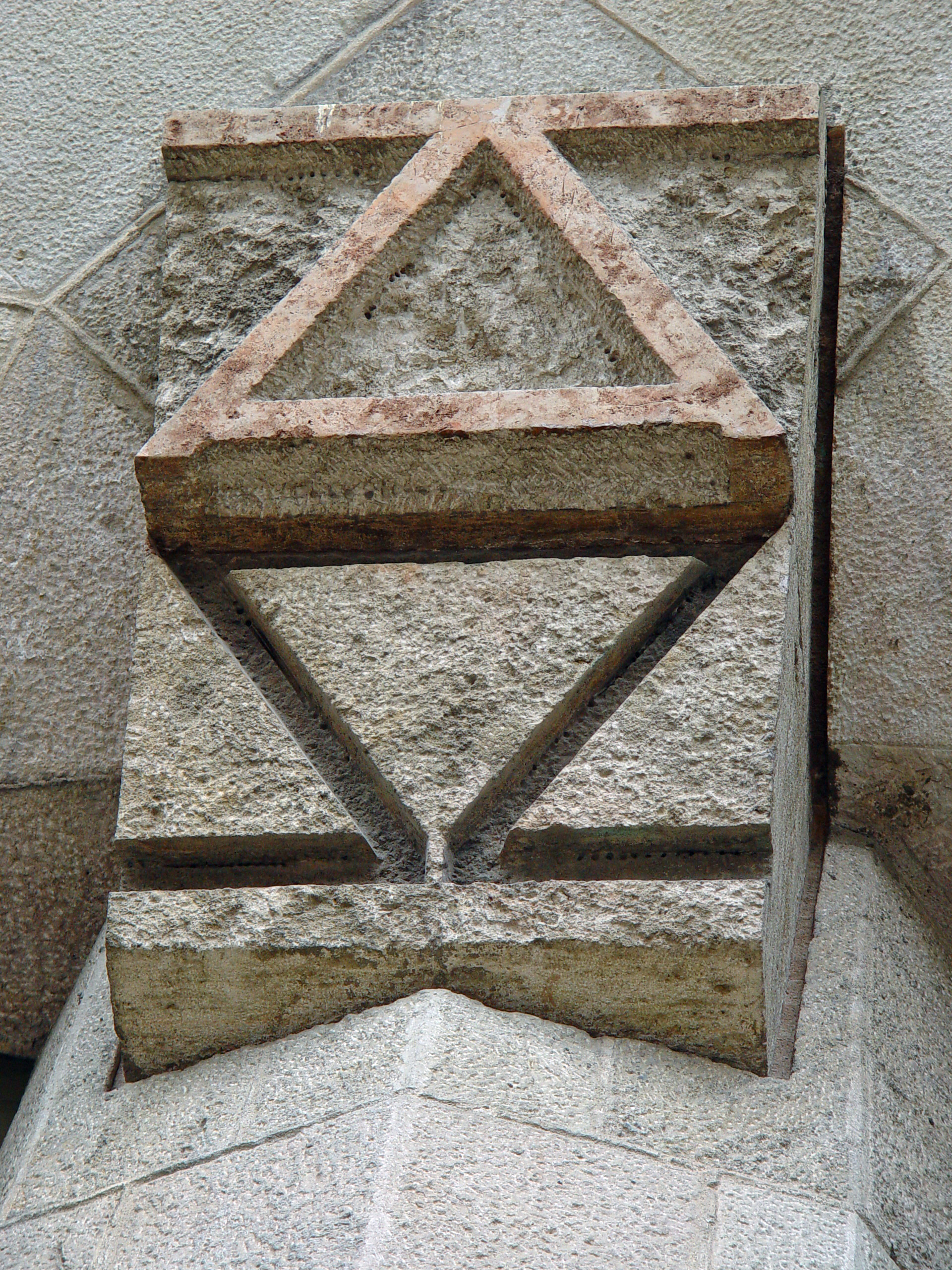
Gravura Alfa și Omega la intrarea Sagrada Família

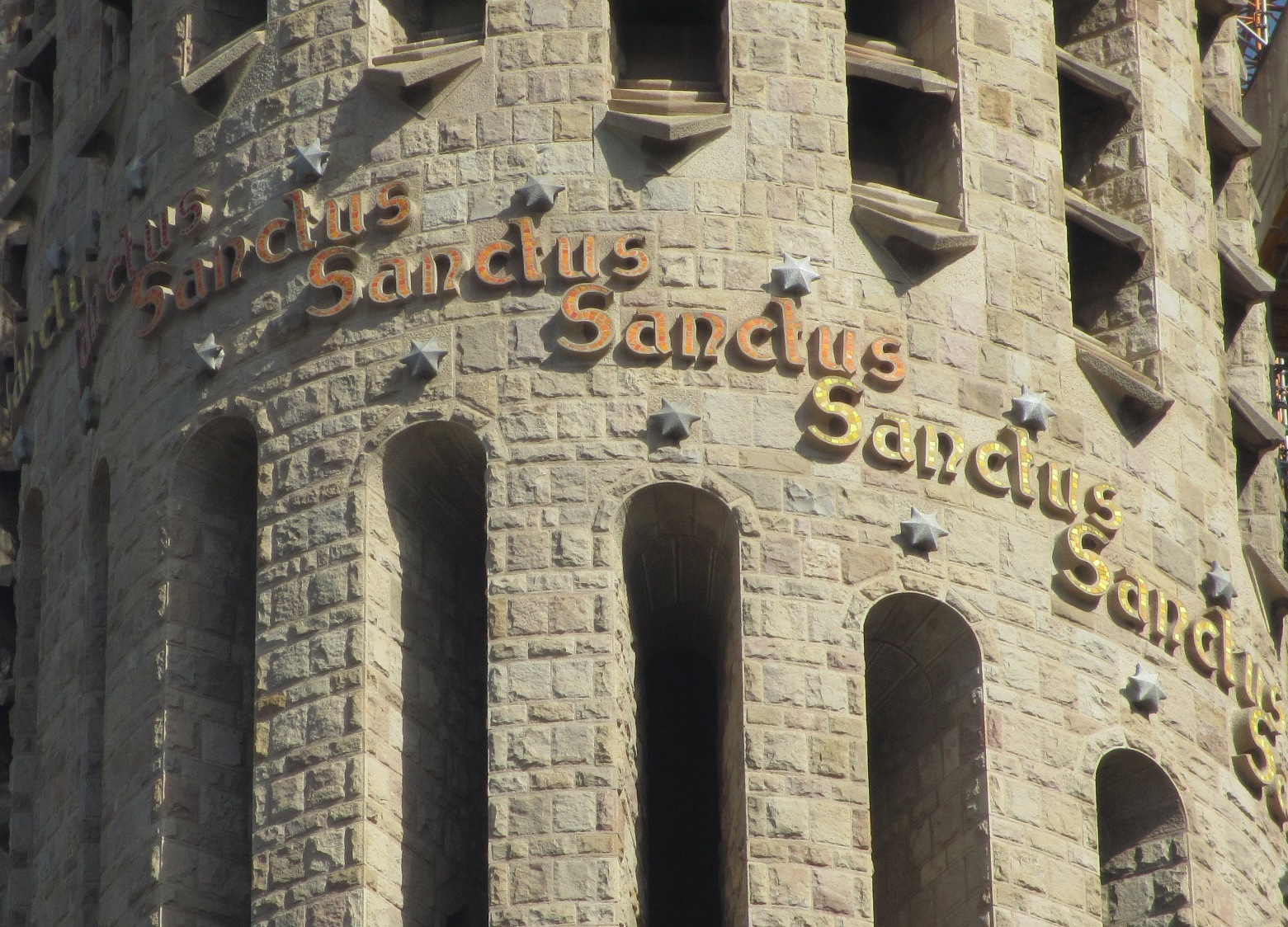
Detaliu al unui turn de pe Fațada Patimilor, decorat cu cuvântul „Sanctus”

Temele din întreaga decorațiune includ cuvinte din liturghie. Turnurile sunt decorate cu cuvinte precum „Osana”, „Excelsis” și „Sanctus”; marile uși ale Fațadei Pasiunii reproduc fragmente din Pătimirile lui Isus din Noul Testament în diverse limbi, în principal în catalană; iar Fațada Gloriei va fi decorată cu cuvintele din Crezul Apostolilor, în timp ce ușa principală reproduce întreaga rugăciune „Tatăl nostru” în catalană, înconjurată de multiple variante ale frazei „Pâinea noastră cea de toate zilele, dă-ne-o nouă astăzi” în alte limbi. Cele trei intrări simbolizează cele trei virtuți: Credința, Speranța și Dragostea. Fiecare dintre ele este dedicată, de asemenea, unei părți din viața lui Hristos. Fațada Nașterii este dedicată nașterii sale; include și un chiparos care simbolizează pomul vieții. Fațada Gloriei este dedicată perioadei de glorie a lui Hristos. Fațada Pasiunii simbolizează suferințele lui Hristos. Turnul absidei poartă textul rugăciunii „Bucură-te, Marie” în latină.
Anumite zone din sanctuar vor fi desemnate pentru a reprezenta diferite concepte, cum ar fi sfinți, virtuți și păcate, și concepte seculare precum regiunile, probabil cu decorațiuni corespunzătoare fiecărui concept.

## Constructori
În epoca lui Gaudí, mulți dintre discipolii și asistenții săi au colaborat cu arhitectul, printre care Francisco Berenguer, Josep Maria Jujol, Josep Francesc Ràfols, Cèsar Martinell, Joan Bergós, Francesc Folguera, José Canaleta și Juan Rubió. După moartea lui, un alt discipol al său, Domingo Sugrañes, a preluat lucrările și a finalizat construcția celor trei turnuri rămase neterminate ale fațadei Nașterii.
După o perioadă în care lucrările au fost oprite, acestea au fost reluate în 1944 de o echipă formată din Francesc Quintana, Isidre Puig i Boada, Lluís Bonet i Garí și Francesc Cardoner, care a preluat conducerea în 1983. Această echipă s-a ocupat în principal de construcția fațadei Patimilor, respectând planurile și machetele lăsate de Gaudí, încercând să urmeze cât mai fidel posibil stilul personal și unic al arhitectului modernist.
În 1985, Jordi Bonet i Armengol a fost numit director, cu o echipă care includea pe Carles Buxadé, Joan Margarit, Jordi Faulí i Oller, Josep Gómez, Mark Burry și Jordi Coll i Grifoll. Această echipă a fost responsabilă în principal de interiorul templului și a reușit să acopere bolțile navelor centrale și laterale. Din nou, au fost urmate criteriile stabilite de Gaudí, deși cu mici inovații, în special în utilizarea unor materiale noi, cum ar fi betonul, și în aplicarea noilor tehnologii, precum designul asistat de calculator (CAD) și proiecțiile 3D. Această modernizare a metodelor de lucru s-a datorat în mare parte arhitectului neozeelandez Mark Burry, primul care a folosit designul asistat de calculator la Sagrada Família.
Din 2009, o mare parte din lucrările templului au fost externalizate într-un spațiu de 12 hectare situat în orașul Galera (Gayá), unde se construiesc module prefabricate din piatră post-tensionată, care sunt apoi montate în templu, ceea ce aduce economii semnificative de timp și costuri de producție.
În 2012, Jordi Faulí i Oller l-a înlocuit pe Bonet ca director al lucrărilor, numit de către Consiliul de Administrație al Consiliului de Construcție a Sagrada Família. Carles Buxadé, Joan Margarit și Josep Gómez Serrano continuă în conducerea Facultății Templului.
- 1882-1883 Francisco de Paula del Villar y Lozano
- 1883-1926 Antoni Gaudí
- 1926-1936Domingo Sugrañes
- 1944-1966 Francesc Quintana
- 1966-1974 Isidre Puig i Boada
- 1974-1983 Lluís Bonet i Garí
- 1983-1985 Francesc Cardoner
- 1985-2012 JOrdi Bonet i Armengol
- 2012-Prezent Jordi Faulí i Oller

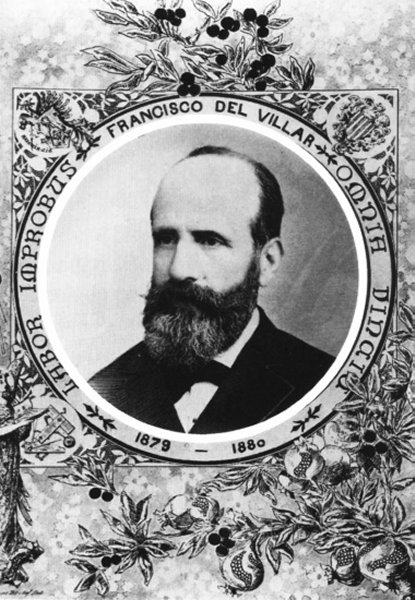
Francisco de Paula del Villar y Lozano
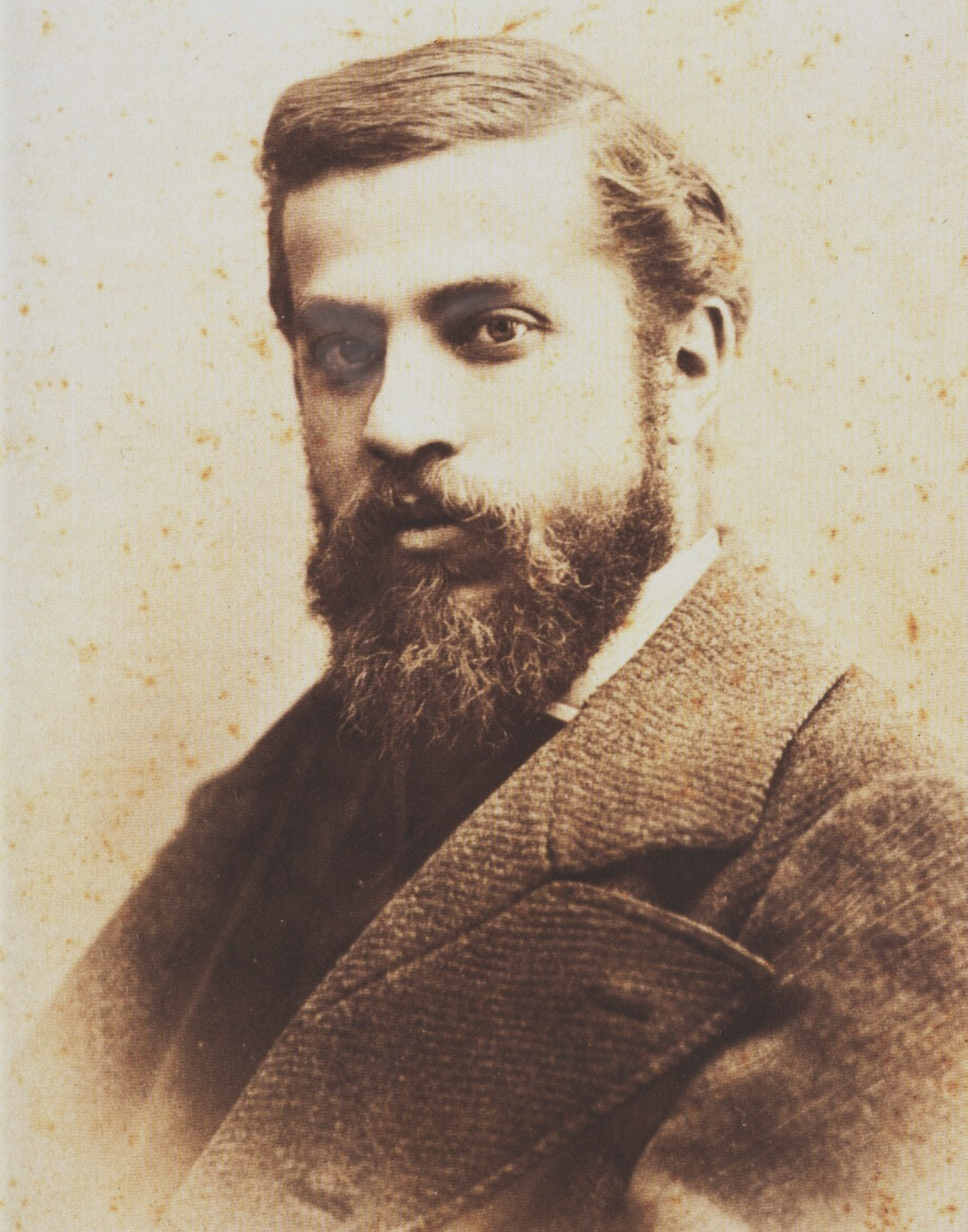
Antoni Gaudí
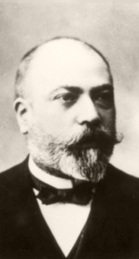
Francisco Berenguer
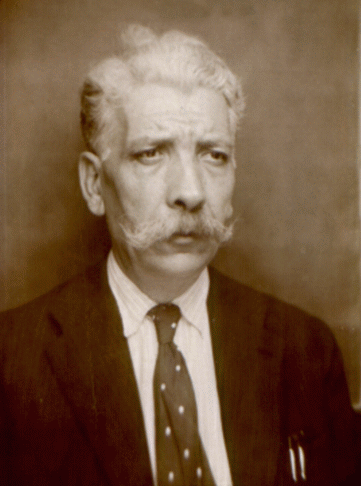
Domingo Sugrañes
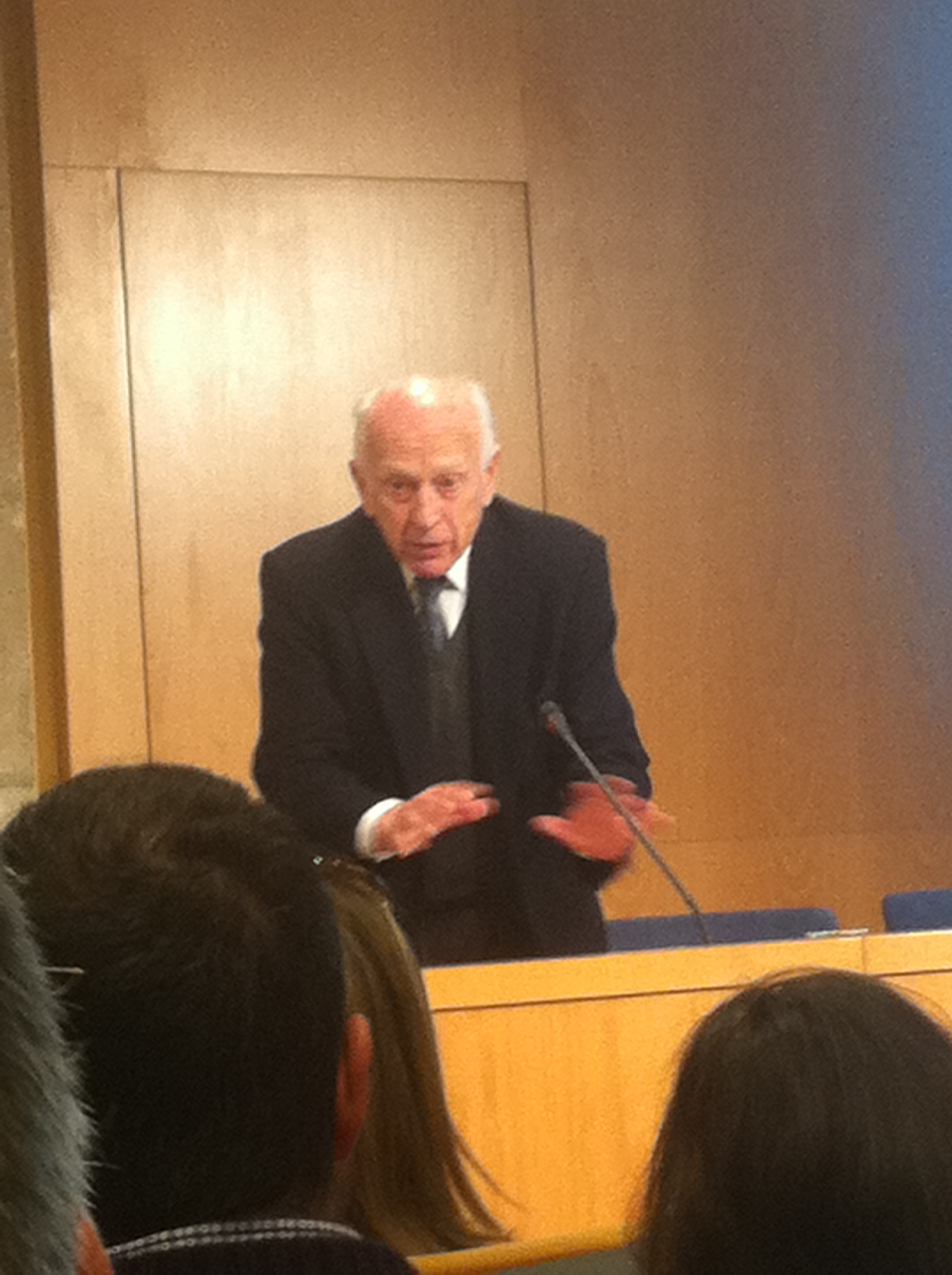
Jordi Bonet i Armengol
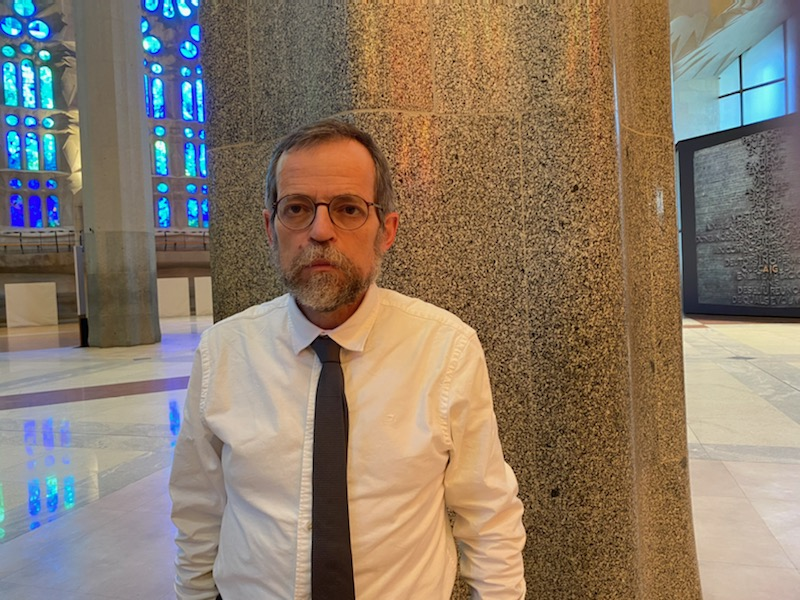
Jordi Faulí i Oller

## Evaluare
Istoricul de artă Nikolaus Pevsner, scriind în anii 1960, s-a referit la clădirile lui Gaudí ca dezvoltându-se „ca niște colaci de zahăr și mușuroaie” și a descris ornamentarea clădirilor cu cioburi de ceramică spartă ca fiind posibil de „prost gust”, dar gestionată cu vitalitate și „îndrăzneală necruțătoare”.
Designul clădirii a fost unul polarizant. Evaluările făcute de colegii arhitecți ai lui Gaudí au fost în general pozitive; Louis Sullivan a admirat foarte mult lucrarea, descriind Sagrada Família drept „cea mai mare piesă de arhitectură creativă din ultimii douăzeci și cinci de ani. Este spirit simbolizat în piatră!” Walter Gropius a lăudat Sagrada Família, descriind pereții clădirii ca „un miracol de perfecțiune tehnică”. Revista *Time* a numit-o „senzuală, spirituală, fantezistă, exuberantă”. Cu toate acestea, autorul și criticul George Orwell, referindu-se în mod eronat la aceasta ca la o catedrală, a numit-o „una dintre cele mai hidoase clădiri din lume”. Autorul James A. Michener a numit-o „una dintre cele mai ciudate clădiri serioase din lume”, iar istoricul britanic Gerald Brenan a afirmat despre clădire: „Nici măcar în arhitectura europeană a perioadei nu se poate descoperi ceva atât de vulgar sau pretențios.” Silueta distinctivă a clădirii a devenit totuși simbolică pentru Barcelona însăși, atrăgând anual aproximativ 3 milioane de vizitatori.

### Statutul de patrimoniu mondial
În 1984, UNESCO a acordat statutul de Sit Patrimoniu Mondial pentru trei clădiri proiectate de Gaudí în Barcelona, deși Sagrada Família nu era încă inclusă, sub denumirea colectivă „Lucrările lui Antoni Gaudí – Nr. 320 bis” (elementele 320-001 până la 320-003), mărturie a „contribuției creative excepționale a lui Gaudí la dezvoltarea arhitecturii și a tehnologiei de construcție”, „reprezentând Modernismul catalan” și „anticipând și influențând multe dintre formele și tehnicile relevante pentru dezvoltarea construcțiilor moderne din secolul XX”. În 2005, UNESCO a extins inscripția pentru „Lucrările lui Antoni Gaudí – Nr. 320 bis” pentru a include încă patru clădiri din Barcelona, iar elementul 320-005 a fost listat ca două secțiuni specifice ale Sagrada Família: Cripta și Fațada Nașterii.

## Accesul vizitatorilor
Vizitatorii pot accesa Nava, Cripta, Muzeul, Magazinul, precum și turnurile Patimilor și Nașterii. Accesul la oricare dintre turnuri necesită o rezervare și achiziționarea în avans a unui bilet. Accesul este posibil doar cu liftul și o scurtă urcare pe jos până la podul dintre turnuri. Coborârea se face pe o scară în spirală foarte îngustă, cu peste 300 de trepte. Există un avertisment afișat pentru cei cu afecțiuni medicale.
Din iunie 2017, este disponibilă achiziționarea de bilete online. Din august 2010, a existat un serviciu prin care vizitatorii puteau cumpăra un cod de acces fie la chioșcurile ATM Servicaixa (parte a CaixaBank), fie online.

## Finanțare și autorizație de construire
Construcția Sagrada Família nu este susținută de niciun guvern sau surse oficiale ale bisericii. Patroni privați au finanțat etapele inițiale. În prezent, banii din biletele achiziționate de turiști sunt folosiți pentru a finanța lucrările, iar donațiile private sunt acceptate.
Bugetul de construcție pentru 2009 a fost de 18 milioane de euro.
În octombrie 2018, administratorii Sagrada Família au fost de acord să plătească autorităților orașului suma de 36 de milioane de euro pentru obținerea unui permis de construcție, după 136 de ani de construcție fără licență. Majoritatea fondurilor ar fi direcționate pentru a îmbunătăți accesul între biserică și metroul din Barcelona. Permisul a fost emis de oraș pe 7 iunie 2019.

## Galerie de imagini

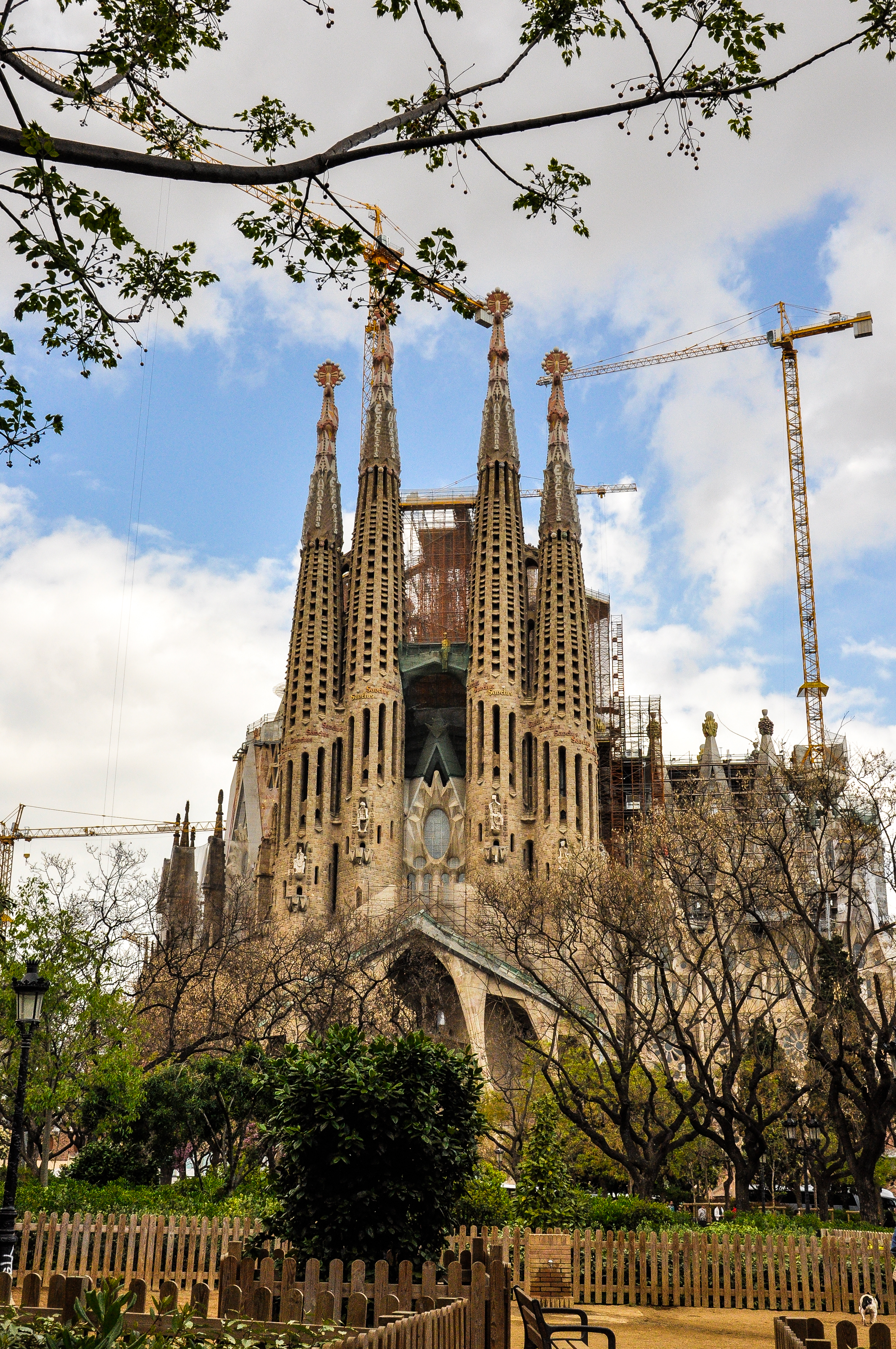
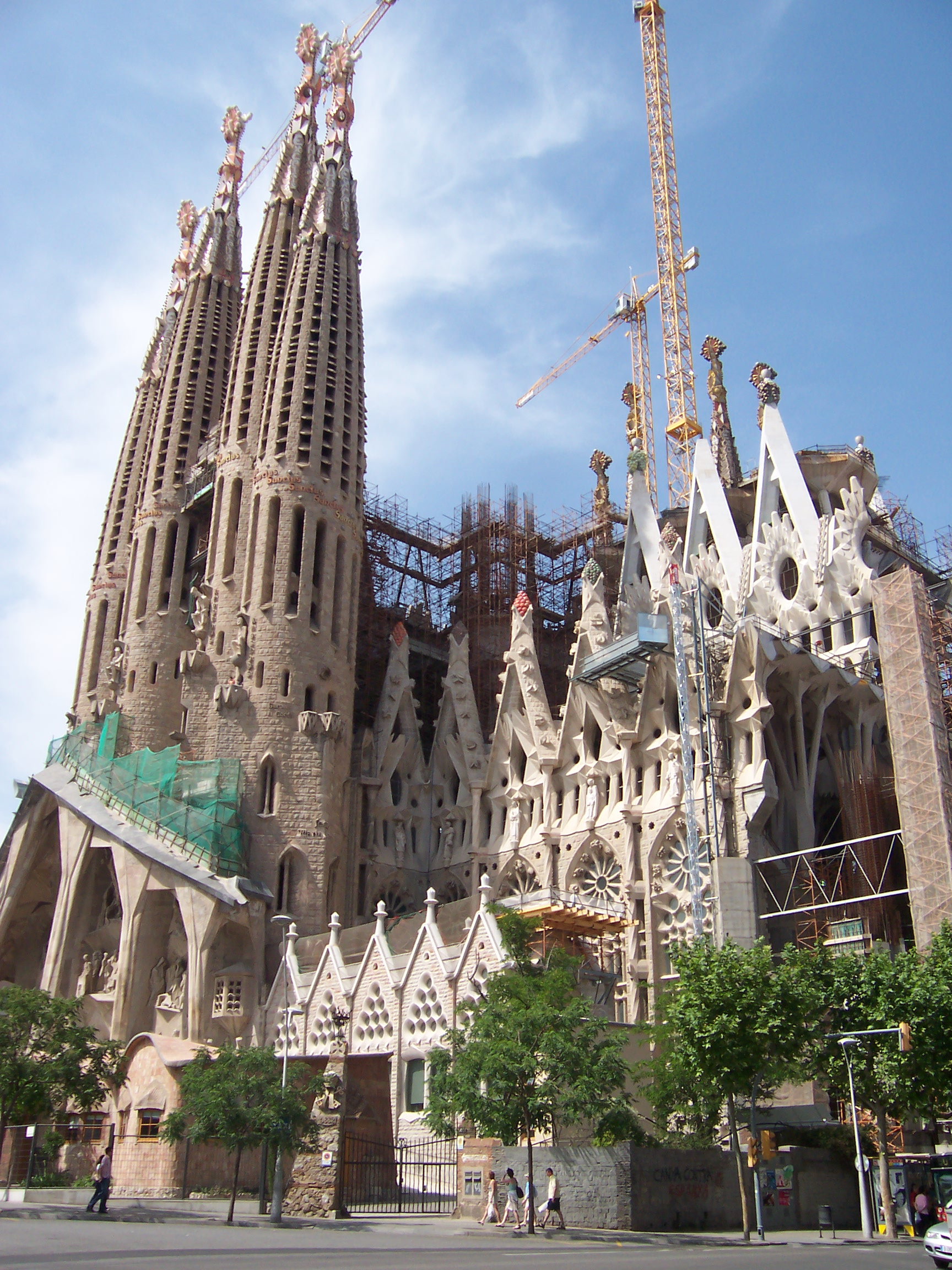
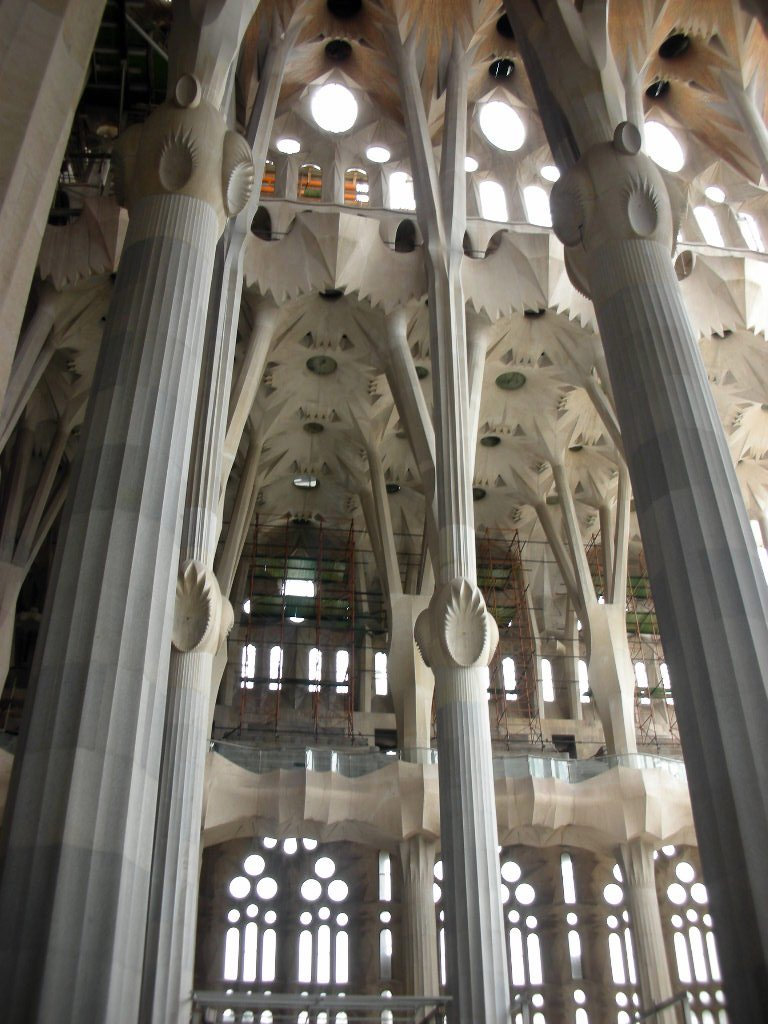
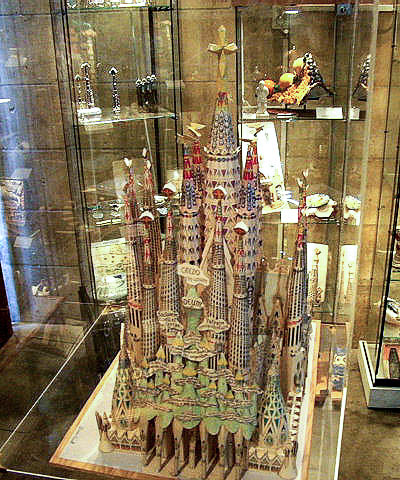
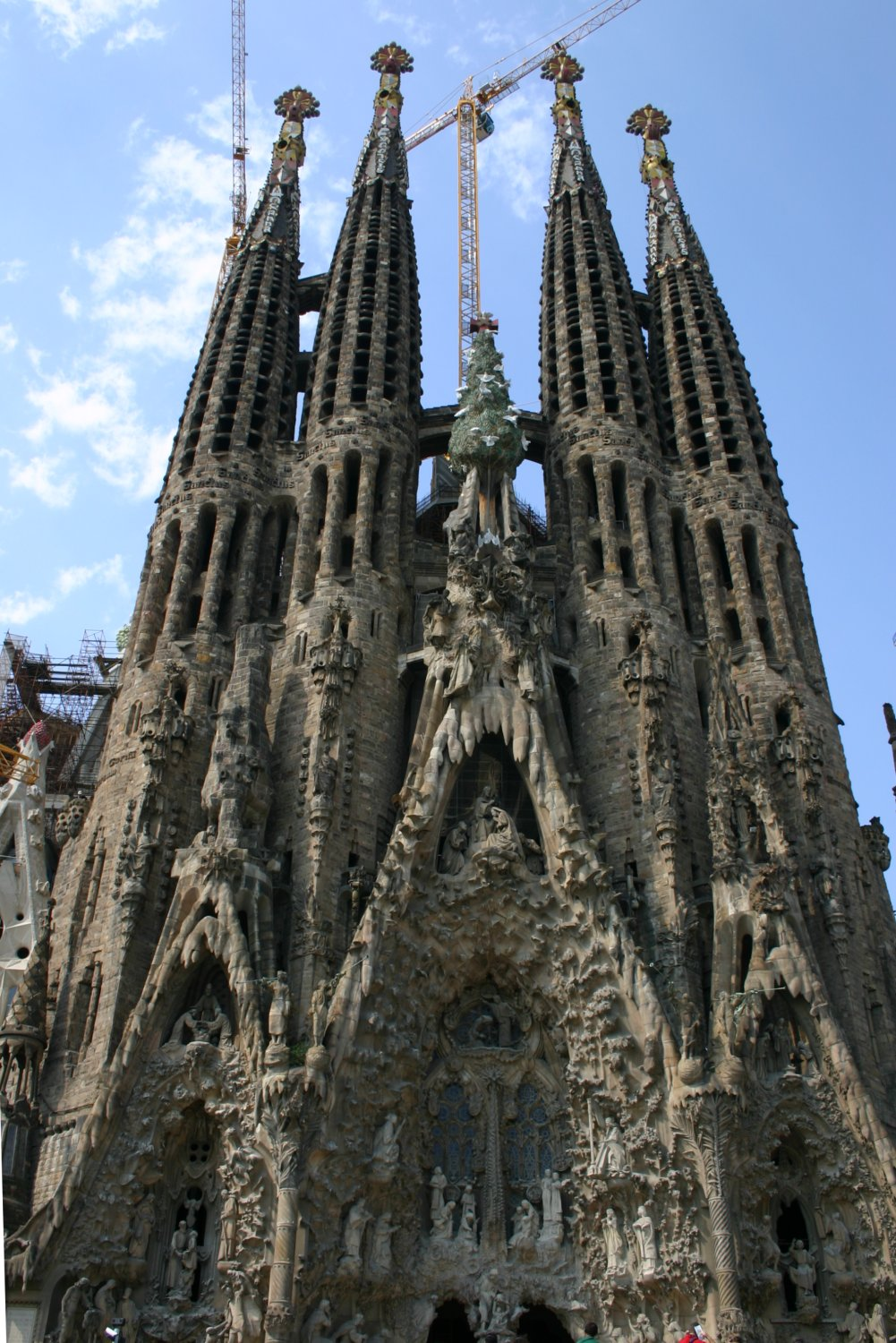
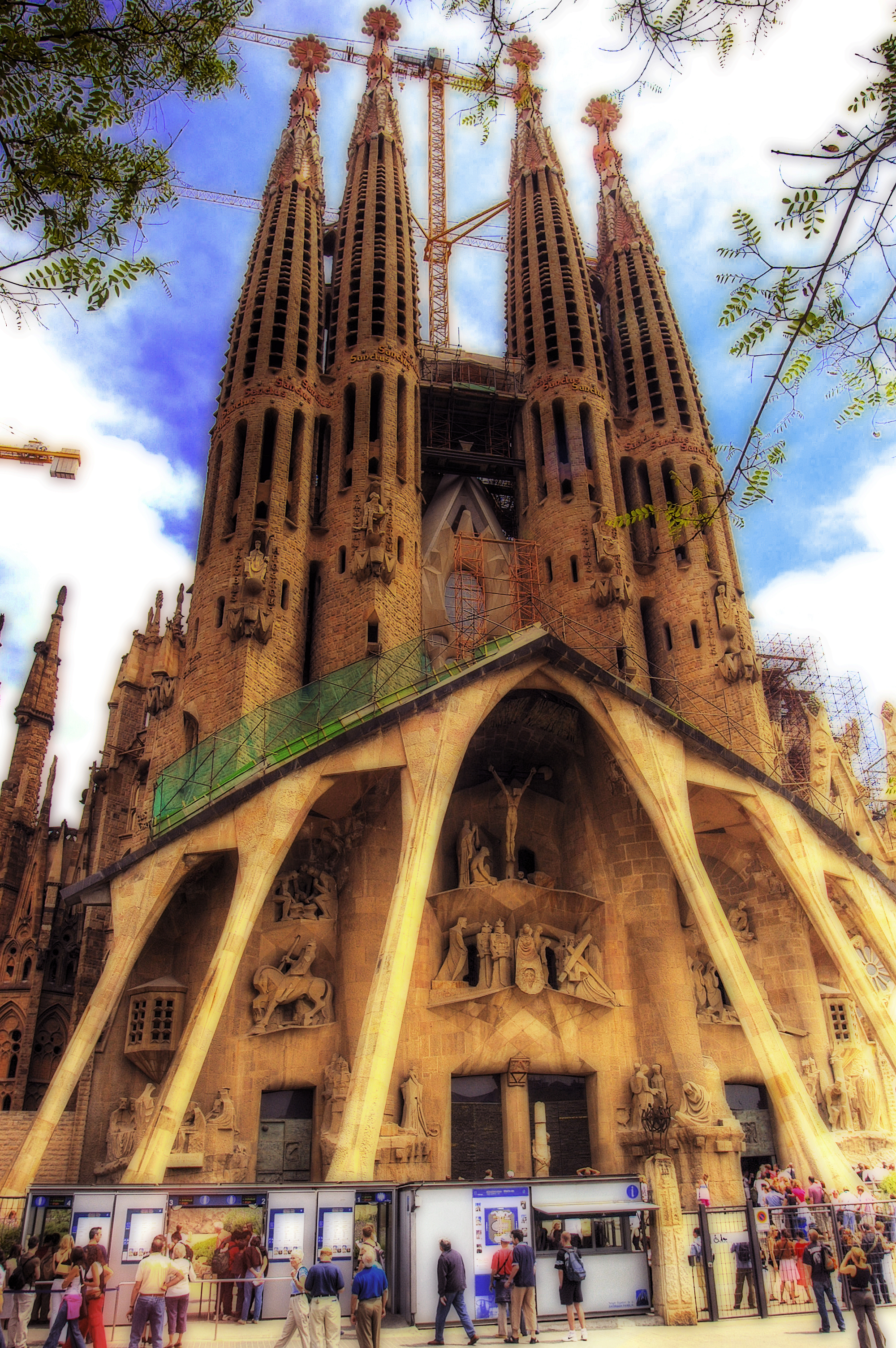